# Personaggi di LEGO Ninjago
Questa è la lista dei personaggi di LEGO Ninjago delle serie animate LEGO Ninjago e LEGO Ninjago: La rivolta dei draghi create dagli scrittori e produttori Kevin Burke e Doc Wytte.
Il mondo di Ninjago è popolato principalmente da umani, ma anche da altre numerose altre razze senzienti, come serpentine, nindroidi, fantasmi, geckle, munce, isolani e merlopiani. Ci sono, tuttavia, anche altre creature e persone provenienti da regni diversi da Ninjago, come draghi, oni, scheletri, djinn, mutaforma, craglins, imperiani, animali antropomorfi e tanti altri. 

## Ninja

Il gruppo originale dei ninja. Da sinistra a destra: Jay, Cole, Kai, Lloyd, Zane e Nya

La squadra dei ninja è il gruppo principale di protagonisti delle serie di Ninjago. Il numero di membri, inizialmente quattro, aumenta con il passare della storia, con l'aggiunta del ninja verde Lloyd, l'inserimento di Nya e, tempo dopo, con un rinnovo generazionale con aspiranti ninja più giovani come Arin, Sora e Wyldfyre. La squadra, fin dall'inizio, è creata e allenata dal saggio e anziano maestro Wu, che insegna ai suoi allievi la tecnica dello Spinjitzu con cui contrastare gli avversari. Tutti i ninja, tranne Arin, sono dotati di un potere degli elementi ereditato dai genitori o in altri modi. Il punto debole di questi poteri è un materiale chiamato vengestone, con cui i ninja vengono indeboliti quando ne sono in contatto. La base operativa dei ninja è il monastero di Spinjitzu, mentre il loro mezzo di trasporto principale è la Destiny Bounty, una nave appartenuta in antichità al famigerato Capitan Soto, ma che successivamente viene trasformata dai ninja in un'aeronave volante moderna. In quanto ninja, oltre allo Spinjitzu, i protagonisti imparano, nel corso del tempo, varie tecniche di combattimento, ma il ruolo che svolgono più spesso è quello di eroi, cimentandosi sempre in nuove avventure, nelle quali, la maggior parte delle volte, devono salvare la città di Ninjago City dai cattivi che vogliono distruggerla o soggiogarla. Dopo la fusione dei regni, con un mondo più vasto, i ninja cominciano a risolvere i problemi che vanno oltre Ninjago, incontrando e sconfiggendo nuovi pericolosi nemici.
- Lloyd, il cui nome completo è Lloyd Montgomery Garmadon, è il predestinato e leggendario ninja verde. Figlio di Garmadon e Misako, nonché nipote di suo zio Wu, il suo potere non è mai stato del tutto chiaro, ma è in grado di attaccare gli avversari con potenti onde di energia verde. È un ragazzo leale, coraggioso e amichevole, ma è anche il più giovane della squadra originale, nonostante abbia bevuto un tè di Mystaké che, almeno per l'aspetto, lo ha fatto diventare più grande. Essendo il nipote del Primo Maestro di Spinjitzu, in assenza di Wu è lui a prendere il ruolo di maestro, una carica che comincia ad avere dopo la fusione, quando si rende conto di dover allenare nuovi ninja più giovani come Arin e Sora.
- Kai è il ninja che possiede l'elemento del fuoco, nonché il quarto membro ad unirsi alla squadra. Di carattere, è testardo, impulsivo ed egocentrico, ma si dimostra protettivo con sua sorella Nya, con cui, un tempo, viveva nella bottega da fabbro dei suoi genitori. Ha ereditato il potere del fuoco da suo padre Ray e il colore della sua divisa da ninja è il rosso.
- Cole è il ninja che possiede l'elemento della terra. Unitosi alla squadra dopo aver perso sua madre, ha presto superato il lutto conoscendo i suoi compagni e rivelando la sua nuova carriera a suo padre, un ballerino professionista famoso a Ninjago City. Cerca sempre di essere simpatico e amichevole, ma si rivela soprattutto essere molto goloso di torte. Ha ereditato il potere della terra da sua madre Lilly e il colore della sua divisa da ninja è il nero.
- Zane è il ninja che possiede l'elemento del ghiaccio. Inizialmente creduto umano, si scopre col tempo come lui sia un androide (nindroide nella lingua di Ninjago). Il suo creatore è il dottor Julien, che lo ha costruito per proteggere chi non può difendersi da solo. Ha ereditato il suo potere imparandolo dal vecchio maestro del ghiaccio, un uomo di cui si sa poco, che in passato soggiornò nella casa del dottor Julien. Il colore della sua divisa da ninja è il bianco.
- Jay è il ninja che possiede l'elemento del fulmine. Abbandonato dai suoi veri genitori quando era piccolo, ha assunto il cognome Walker da quelli adottivi. Il suo vero padre è l'attore Cliff Gordon, mentre la madre è la precedente maestra del fulmine, da cui ha ereditato il potere. Nel corso della storia si fidanza con Nya. Il colore della sua divisa è quasi sempre il blu elettrico.
- Nya è la ninja che possiede l'elemento dell'acqua. Inizialmente ignara dei suoi poteri, volendo aiutare la squadra, combatte sotto l'identità segreta di Samurai X, venendo successivamente scoperta dai suoi compagni. Scopre tempo dopo di aver ereditato l'elemento dell'acqua da sua madre Maya, proprio come suo fratello Kai ha ereditato il potere del fuoco dal padre. Il colore della sua divisa da ninja varia spesso, ma solitamente è l'azzurro o il grigio.
- Arin è l'unico ninja senza alcun potere degli elementi. Facente parte della nuova generazione, insieme a Sora e Wyldfyre, è nato in un quartiere di Ninjago City, ma si è separato dai suoi genitori per colpa della fusione. Fan dei ninja fin da piccolo, è stato il primo della storia a imparare uno strambo Spinjitzu da solo, nonché il primo ad essere riuscito a trasferire tale tecnica agli oggetti, caratteristica che convince Lloyd a farlo unire alla squadra. Il colore della sua divisa da ninja è l'arancione.
- Sora è la ninja che possiede l'elemento della tecnologia. Nata nel regno di Imperium, viene subito notata per le sue abilità scientifiche, ma è lei stessa a scappare dal suo regno natale dopo aver visto che nei grandi laboratori sfruttano e torturano i draghi per produrre energia. In origine, il suo nome era Ana, ma dopo essere stata ripudiata dai genitori ed essere fuggita da Imperium dopo la fusione, ha cambiato il suo nome in Sora. Non è ancora chiaro come abbia ottenuto i suoi poteri. Il colore della sua divisa è principalmente bianco, ma con alcune parti rosa che si abbinano ai suoi capelli.
- Wyldfyre è la ninja che possiede l'elemento del calore. Come Arin e Sora fa parte della nuova generazione della squadra e il suo potere desta inizialmente sospetti, poiché è simile a quello del fuoco di Kai. Venuta dallo spazio, è cresciuta nel regno delle Terre Selvagge con dei draghi, diventando rozza, istintiva e, a tratti, maleducata. Inizialmente, per via delle sue origini animalesche, non cura molto il suo aspetto, ma comincia a farlo dopo essere andata a convivere con i ninja. Non ha mai avuto una vera e propria divisa da ninja.

## Alleati principali

### Wu
Il Sensei o maestro Wu è l'anziano insegnante della squadra originale dei ninja. Per via della sua longeva età, di carattere si rivela essere molto saggio e meditativo. È nato dopo suo fratello maggiore Garmadon in un'antica Ninjago, generato dal Primo Maestro di Spinjitzu che considera quindi suo padre, da cui ha ereditato il sangue di drago e il sangue di oni, che gli permettono di vivere per millenni. Durante la sua infanzia, fece amicizia con la serpentina Aspheera, a cui insegnò lo Spinjitzu. La serpentina, tuttavia, tradì la sua fiducia e utilizzò lo Spinjitzu per scopi malvagi, per cui Wu la sconfisse con le pergamene dello Spinjitzu proibito, rubate dagli archivi di suo padre, e la fece imprigionare. In seguito, durante un allenamento con suo fratello Garmadon nel monastero di Spinjitzu, fece volare per sbaglio la sua katana fuori dalle mura, costringendo suo fratello ad andare a recuperarla. Wu scoprì, però, che quando era uscito fuori dalle mura, suo fratello era stato morso dal Great Devourer, un serpente che risvegliò in lui la malvagità oni. Wu si sentì in colpa, poiché Garmadon, preso dalla rabbia dovuta alla sua parte oni, lo incolpò per quanto accaduto.
Anni dopo, in seguito alla morte del Primo Maestro di Spinjitzu, Wu si decise a trovare il predestinato ninja verde e conobbe Morro, un discendente del maestro del vento, ma scoprì che le armi d'oro non avevano effetto su di lui. Wu, quindi, si separò da Morro in quanto quest'ultimo, con un atteggiamento arrogante e presuntuoso, andò via, convinto dello sbaglio delle armi d'oro. Successivamente, Wu si riunì con suo fratello Garmadon e conobbe una donna di nome Misako, di cui s'innamorò. Per un malinteso, Wu non riuscì a conquistare la sua amata, che si sposò con Garmadon. Nel frattempo, Wu riunì i maestri degli elementi per combattere le serpentine, all'epoca in guerra con gli umani, contro cui riuscì a vincere. Tuttavia, i maestri del tempo si rivoltarono contro tutti, per cui Wu fu costretto a chiedere a Maya e Ray di costruire delle lame con cui catturare il potere del tempo. Grazie a quelle lame, Wu, insieme a suo fratello e altri maestri degli elementi, riuscì a sconfiggere i gemelli del tempo. Passati quarant'anni, Wu comprese che era il momento di creare una squadra di ninja per trovare finalmente il ninja verde. Recluta quindi Zane, Cole, Jay e, infine, Kai, per poi scoprire che il ninja verde è Lloyd, figlio di suo fratello e di Misako.
Insegna ai suoi nuovi allievi lo Spinjitzu e a usare i loro poteri degli elementi. Aiuta poi Nya a padroneggiare l'elemento dell'acqua e affronta nuovi nemici con la sua squadra di ninja. Quando i gemelli del tempo fanno il loro ritorno a Ninjago, nella battaglia finale contro di loro, si disperde nel tempo e il suo corpo subisce un effetto che lo fa tornare bambino per un tempo momentaneo. Viene ritrovato da Cole nel covo dei Figli di Garmadon e finisce con alcuni ninja nel Primo Regno, luogo Natale di suo padre. In questo luogo, mentre l'effetto della lama del tempo comincia a svanire facendolo crescere velocemente per tornare alla sua età originale, Wu sconfigge il Barone di Ferro e cavalca Primigenia, la madre di tutti i draghi. Successivamente, quando i ninja liberano Aspheera dalla piramide, è costretto a raccontare ai suoi allievi il passato con la serpentina per poterla sconfiggere una seconda volta. Dopo la fusione dei regni, scompare dalla scena pubblica e non viene più ritrovato dai ninja, anche se alcuni di loro sentono la sua voce. È doppiato in lingua originale da Paul Dobson e in italiano da Gianni Giuliano.

### P.I.X.A.L.
P.I.X.A.L. è una nindroide creata da Cyrus Borg durante la rivoluzione digitale di Ninjago. Durante una visita dei ninja nelle industrie Borg, fa la conoscenza di Zane, con cui trova subito molta complicità per via della loro natura di nindroidi. Successivamente, a causa di uno scontro con i nindroidi malvagi, P.I.X.A.L. finisce per esaurire le sue riserve di energia e spegnersi definitivamente. Tuttavia, viene riattivata grazie a Zane, che decide di donarle metà del suo cuore. I due diventano così compatibili, ma a causa dell'Overlord, il corpo di Zane esplode e P.I.X.A.L. si rattrista. Mesi dopo, tuttavia, P.I.X.A.L. scopre che Zane è riuscito a ricostruirsi un nuovo corpo di titanio da solo, ma i due si disperdono sull'isola di Chen. In questo luogo, il corpo di P.I.X.A.L. viene distrutto, ma la sua memoria viene inserita nel cervello digitale di Zane e lei diventa ufficialmente la sua fidanzata e assistente vocale. Tempo dopo, però, volendo ritornare ad avere un corpo tutto suo, P.I.X.A.L. prende l'identità di Samurai X, precedentemente appartenuta a Nya, e comincia a salvare i cittadini di Ninjago sotto quel nome. In seguito, viene scoperta dai ninja e torna ad avere un corpo tutto suo, aiutando la squadra come costruttrice di mech e veicoli. Dopo la fusione, viene trovata da Zane in un tecno-bozzolo e, una volta riattivata, aiuta i ninja ad affrontare i Cinque Proibiti. È doppiata in lingua originale da Jennifer Hayward, mentre in italiano prima da Marzia Dal Fabbro e poi da Benedetta Ponticelli.

### Dareth
Dareth è un maestro di karate autoproclamato, proprietario del bar Laughy's. Inizialmente era anche il possessore di un piccolo dojo in cui insegnava a un gruppo di giovani studenti delle buffe arti marziali. Di carattere è molto goffo, ironico, impiccione e, nonostante voglia dimostrare il contrario, anche un gran fifone. Ammira i ninja e per questo sogna di diventare il "ninja marrone". Quest'ultimo è il colore che si trova più spesso nei vestiti che indossa. Conosce la squadra dei ninja quando questi devono allenare Lloyd prima della battaglia finale. Comincia quindi a ospitarli nel suo dojo ma, in seguito, ci fa amicizia e si ficca costantemente nelle loro avventure. Durante l'egemonia dei Figli di Garmadon a Ninjago City, Dareth si unisce alla resistenza creata da Lloyd. Qui chiede a Mystaké se ci sia un modo per avere un potere marrone, ma la vecchia si prende gioco di lui offrendogli un tè che lo fa andare in bagno. Nel corso della storia, si distacca sempre di più dalle storie dei ninja, ma fa loro da avvocato quando questi vengono processati per aver liberato Aspheera dalla prigione di Kryptarium. Doppiato nella versione originale da Alan Marriott e in italiano da Emiliano Coltorti.

### Cyrus Borg
Cyrus Borg è un inventore e imprenditore digitale, nonché il migliore produttore di marchingegni moderni a Ninjago. È anche il creatore di P.I.X.A.L. e di altri numerosi nindroidi. A causa di una malattia, che ha fin dalla nascita, non gli permette di muovere le gambe, è costretto sempre a muoversi su una sedia a rotelle. Dopo la battaglia finale tra i ninja e l'Overlord, Cyrus decise di sfruttare la parziale distruzione di Ninjago City come occasione per ricostruirla, rivoluzionandola dal punto di vista tecnologico. Fondò così le industrie Borg e costruì la sede principale in cui opera, la Torre Borg, proprio sul punto in cui era stato sconfitto l'Overlord. Quest'ultimo riuscì così a infiltrarsi come virus nel sistema digitale che collegava tutta la torre. Pertanto, Cyrus, con una scusa, invita i ninja nella sua torre e chiede loro l'aiuto necessario per sconfiggere l'Overlord digitale, che aveva reso i nindroidi degli esseri malvagi. Dopo tali avvenimenti, Cyrus allenta il suo ingegno e cerca di trovare un equilibrio tra la vecchia e nuova Ninjago City. In seguito, viene rapito dai gemelli del tempo e schiavizzato per costruire l'Iron Doom, una macchina del tempo potente che avrebbe messo in pericolo la storia di Ninjago. Sventato il pericolo dei gemelli, Cyrus costruisce ai ninja diversi veicoli per aiutarli a salvare la città, spesso mettendosi in contatto anche con P.I.X.A.L., quando questa diventa un aiutante ufficiale dei ninja. Quando a Ninjago arriva il pericolo del videogioco "Prime Empire", Cyrus aiuta i ninja ad entrare nel videogioco stesso, in modo tale che possano battere Unagami. Circa un anno dopo, quando l'Overlord torna sotto le spoglie di Re Crystal, non si accorge neanche del pericolo, in quanto chiuso nella sua torre a lavorare. Viene avvisato da P.I.X.A.L. che si reca da lui per chiedergli di riparare Zane. Doppiato nella versione originale da Lee Tockar, mentre in italiano è doppiato da Paolo Marchese solo nel primo episodio della terza stagione, e da Oliviero Dinelli per tutta la terza.

### Mystaké
Mystaké è un'anziana donna che fornisce a Wu alcuni tè particolari, come il tè del viaggiatore. La sua vera natura è quella di oni, ma quando il suo gruppo si recò a Ninjago per convincere il Primo Maestro di Spinjitzu a schierarsi dalla propria parte, lei decise di disgregarsi, rimanendo a Ninjago, innamorata del nuovo mondo creato proprio dal Primo Maestro di Spinjitzu. Millenni dopo, quando i ninja vengono trasformati in bambini, dà a Wu un tè che permette di avanzare di età, ma questo, tuttavia, viene usato anche su Lloyd, che in quel momento era bambino per età originale e non per la trasformazione subita dagli altri ninja. Anni dopo, Lloyd si reca da lei per scoprire di più su suo padre, a causa della minaccia dei Figli di Garmadon. In quell'occasione, Mystaké rivela a Lloyd dell'esistenza del primo regno e della guerra tra draghi e oni, raccontandogli che quelle sono le creature da cui si è generato il Primo Maestro di Spinjitzu e che quest'ultimo ha ereditato il sangue delle due specie e lo ha trasmesso ai suoi discendenti. Dopo la resurrezione di Garmadon e la dispersione di alcuni ninja nel Primo Regno, Mystaké aiuta Lloyd a creare la "Resistenza" proprio contro Garmadon. In quest'occasione, rivela di essere un oni e spiega la sua storia alla "Resistenza". Successivamente, per fermare il colosso di pietra creato da Garmadon, Mystaké, seguendo un piano di Lloyd, assume le sembianze di Harumi e fa finta di aver catturato Skylor, per permettere a quest'ultima di toccare Garmadon e attingere al suo potere. A causa del ritorno della vera Harumi, Mystaké viene scoperta, ma grazie ai suoi poteri riesce ad aiutare Skylor. Tuttavia, le due si trovano con le spalle al muro e Mystaké, per far fuggire Skylor, combatte contro Garmadon trasformandosi nella sua forma oni, ma non riesce ad avere la meglio e viene uccisa. È doppiata nella versione originale da Mackenzie Gray.

### Skylor
Skylor è la maestra dell'ambra, elemento con il quale può replicare le abilità di altri maestri elementali o di altre persone con poteri solamente toccandoli. Tuttavia, i poteri che prende in prestito durano solo per un certo periodo di tempo limitato, dopo il quale deve toccare di nuovo la persona con quel potere per riconquistarlo. Ha ereditato il suo elemento da sua madre, di cui non si sa niente. È stata cresciuta da suo padre Chen nell'isola in cui quest'ultimo era stato bandito. Prende parte al Torneo degli elementi, facendo da spia agli altri maestri degli elementi per aiutare suo padre a raggiungere l'obiettivo di diventare un anacondrai. Skylor, durante il torneo, conosce Kai e il suo affetto per lui la porta a tradire suo padre. Dopo il torneo, si schiera dalla parte dei ninja per sconfiggere Chen nel corridoio degli anziani e l'operazione va a buon fine. In seguito, decide di fidanzarsi con Kai e intraprendere una relazione con lui, inizialmente non pubblica. In assenza di suo padre, prende in gestione il negozio di noodle e promette ai ninja di aiutarli in caso di bisogno. Quando Garmadon viene resuscitato e alcuni dei ninja si disperdono nel Primo regno, Skylor aiuta Lloyd e Nya a formare la "Resistenza", richiamando alcuni maestri degli elementi. Per fermare il colosso di pietra, grazie anche all'aiuto di Mystaké, riesce a toccare Garmadon e a usare il suo potere. Tuttavia, dopo aver cercato di controllare il colosso di pietra, Skylor sviene esausta e viene portata in salvo da Lloyd, Nya e Dareth. Si risveglia alla fine della battaglia, dove riabbraccia Kai. Successivamente, si reca al monastero quando i ninja commemorano Nya, dispersa nell'oceano dopo la battaglia con Kalmaar. Un anno dopo, Skylor viene contattata da Lloyd per aiutare a mantenere congelata Nya, tornata dal mare, ma ancora in una forma acquatica. Pertanto, Skylor prende in prestito i poteri del ghiaccio di Zane e mantiene congelata la sua amica, finché i ninja non trovano un piano per farla tornare umana. A seguito dell'invasione del consiglio del re Crystal, infine, aiuta i ninja nella battaglia, cucinando anche dei noodle per le persone disperse durante l'attacco. È doppiata in lingua originale da Heather Doerksen, mentre in italiano da Valentina Favazza.

## Famiglie dei ninja

### Famiglia di Lloyd

#### Primo Maestro di Spinjitzu
Il Primo Maestro di Spinjitzu è il creatore dello Spinjitzu, dell'isola di Ninjago e di molti altri regni. È anche il padre di Garmadon e Wu, il suocero di Misako e il nonno paterno di Lloyd. Nacque nel Primo regno, generandosi degli oni e dai draghi, che erano in costante conflitto e lo costrinsero a decidere da che parte stare. Non volendo scegliere una fazione, abbandonò il suo mondo originale per creare una nuova terra, Ninjago, usando le armi d'oro e alcuni poteri degli elementi. Come luogo dove creare il suo regno, scelse un posto composto solo da un mare infinito, governato da una creatura malvagia di nome Wojira, che sconfisse in seguito. Con la creazione di Ninjago, e quindi della luce, creò anche l'oscurità, da cui si generò un'entità di pura malvagità, l'Overlord. Risolse la situazione dividendo la terra in due metà, in cui, in una, bandì l'Overlord. In seguito, il Primo Maestro di Spinjitzu diede i poteri elementali agli umani per farli diventare suoi guardiani. Subito dopo, generò i suoi due figli, Wu e Garmadon, e affidò loro la difesa delle armi d'oro. Poco prima della sua morte, si sigillò in una tomba nelle profondità del mare infinito. Quando suo nipote Lloyd va in coma dopo lo scontro con gli oni, riesce brevemente a parlargli nel regno dei defunti, inventandolo anche a restare con lui, ma Lloyd decide di tornare nel mondo dei vivi e di dimenticarsi del loro incontro. È doppiato in lingua originale da Jim Conrad.

#### Garmadon
Garmadon è il fratello di Wu, il figlio del Primo Maestro di Spinjitzu e il padre di Lloyd. Divenne cattivo in seguito al morso del Great Devourer, posseduto dall’Overlord, che ricevette da piccolo quando uscì da monastero di Spinjitzu per riprendere la spada di suo fratello. Dopo aver passato millenni a combattere contro la sua parte malvagia, Garmadon si alleò col maestro Chen e conquistò Misako, donando a quest'ultima una lettera d'amore scritta, in realtà, da Wu. Dopo la guerra con le serpentine e lo scontro con i gemelli del tempo, Garmadon divenne totalmente malvagio e venne bandito nell'Oltretomba. Qui prese il comando di Samukai e gli scheletri per procedere con la ricerca delle armi d'oro con cui conquistare Ninjago. Riesce così a fuggire dall'Oltretomba e finisce nel regno della follia.
Viene riportato a Ninjago da Wu, che vuole una mano per battere il Great Devourer. Garmadon scopre che suo figlio Lloyd è il ninja verde che lo batterà nella battaglia finale, ma uccide comunque il Great Devourer per salvare Ninjago, facendosi consegnare le armi d'oro con cui fugge via. Dopo aver cercato di ostacolare i ninja, Garmadon viene posseduto dall'Overlord, risvegliato da lui stesso, ma quando Lloyd cancella la malvagità di Ninjago, cancella anche quella di Garmadon, che torna così ad essere buono e diventa un sensei. Aiuta quindi i ninja al torneo degli elementi, avvisandoli di quanto sia pericoloso Chen. Quando quest'ultimo ottiene tutti gli elementi per trasformarsi in un anacondrai, Garmadon si sacrifica per salvare Ninjago, facendosi bandire insieme a Chen nel regno maledetto. Tuttavia, anni dopo, la sua parte oni e malvagia viene resuscitata da Harumi e lui diventa imperatore di Ninjago, scordando i momenti belli passati con suo figlio, che riesce a sconfiggerlo insieme alla resistenza.
Garmadon viene spedito in prigione, ma Lloyd lo libera quando a Ninjago giungono gli oni, con cui combatte, nonostante sia come loro. Alla fine della battaglia, Garmadon va via per capire se può essere buono, ma torna a Ninjago City diventando amico di Vinny Folson, che lo aiuta a migliorare sentimentalmente e gli regala una pianta, della quale Garmadon si affeziona e si prende cura. In seguito, viene trovato da Lloyd e Wu nell'appartamento di Vinny, dove aveva alloggiato fino a quel momento. Scoprendo del ritorno dell'Overlord, aiuta Lloyd a raggiungere la sua forma oni, supponendo che così possa diventare più forte. Nonostante quella forma si riveli inutile, l'Overlord viene sconfitto e Garmadon torna ad avere buoni rapporti con i ninja. Dopo la fusione, scompare di nuovo dalla scena pubblica. È doppiato in originale da Mark Oliver e in italiano da Paolo Marchese.

#### Misako
Misako, il cui nome completo è Misako Montgomery Garmadon, è un'archeologa, madre di Lloyd, moglie di Garmadon, nonché cognata di Wu e nuora del Primo Maestro Spinjitzu. Da giovane, venne conquistata da Garmadon tramite una lettera d'amore, scritta in realtà da Wu. Dopo essersi sposata con Garmadon, si separò da lui quando divenne malvagio e fu bandito nell'Oltretomba. Anni dopo, quando suo figlio era piccolo, Misako lo lasciò nell'Accademia per cattivi ragazzi, convinta che in futuro sarebbe diventato il ninja verde. Si ricongiunge con Lloyd dopo la sconfitta del Great Devourer. Aiuta suo figlio e i ninja a sconfiggere l'Overlord e si riunisce con Garmadon, con cui si separa di nuovo quando lui si sacrifica per sconfiggere Chen. In seguito, Misako aiuta i ninja in quasi tutte le loro missioni: quando l'Overlord torna a Ninjago sotto le spoglie di re Crystal, conduce delle ricerche nella biblioteca di Domu, scoprendo una profezia di Quanish il vecchio, nel quale è scritto che i ninja possono raggiungere una forma drago. Grazie al suo contributo, l'Overlord e il consiglio del re Crystal vengono così sconfitti. Dopo la fusione, Misako è scomparsa. È doppiata in originale da Kathleen Barr e in italiano da Aurora Cancian (1^ voce) ed Emanuela Baroni (2^ voce).

### Genitori di Kai e Nya

#### Ray
Ray è il marito di Maya e il padre di Kai e Nya. Poiché in passato era il maestro del fuoco, combatté al fianco di altri maestri degli elementi contro le serpentine, che furono poi imprigionate nelle varie tombe del mare di sabbia. Dopo la guerra, Krux e Acronix, i maestri elementari del tempo, tradirono gli altri maestri, per cui Ray, insieme a sua moglie, grazie alle sue qualità da fabbro, forgiò quattro lame di chronosteel, utili ad immagazzinare il potere del tempo e a fermare i gemelli. In seguito, Ray ebbe due figli con Maya, il maggiore, cioè Kai, che ereditò il potere del fuoco, e Nya, la sorella minore. Tuttavia, Ray e sua moglie furono costretti ad abbandonare i loro figli quando Krux, non disperso come Acronix, tornò da loro e gli ricattò. Per anni, Ray fu costretto a lavorare per Krux e a costruirgli delle armi e dei veicoli usando le sue qualità da fabbro. Durante il ritorno dei gemelli del tempo, Kai e Nya riescono a ritrovare Ray, che, dopo tanti anni, si riunisce con i suoi figli. Nonostante ciò, viene colpito dalla lama del tempo dell'invecchiamento di uno dei gemelli e comincia a diventare più vecchio a vista d'occhio, ma viene salvato proprio dai suoi figli che, tornando nel passato, riescono a salvarlo. È doppiato in originale da Vincent Tong.

#### Maya
Maya è la moglie di Ray e la madre di Kai e Nya. In passato era la maestra dell'acqua e, per tale motivo, partecipò alla guerra contro le serpentine. Fabbro come suo marito, contribuì a costruire le lame del tempo con cui sconfiggere Krux e Acronix. La stessa sorte di Ray è toccata anche a lei: fu presa in ostaggio per anni da Krux affinché potesse costruirgli armi e veicoli, ma Kai e Nya la salvano tempo dopo, sconfiggendo i gemelli del tempo. In seguito, Maya viene contattata dal maestro Wu in quanto sua figlia Nya sta avendo problemi con il controllo del suo potere elementale dell'acqua. Maya tenta quindi di instaurare un rapporto con sua figlia, nonostante le varie difficoltà, e la aiuta ad affrontare Kalmaar, un merlopiano con l'intenzione di risvegliare l'antica creatura marina di nome Wojira. Quando Nya si trasforma nella forma irreversibile dell'oceano e si unisce con il mare, Maya piange tristemente e partecipa alla commemorazione dei ninja. Tuttavia, quando Nya torna a Ninjago, Maya partecipa alla battaglia finale contro l'Overlord, tornato sotto il falso nome di re Crystal. È doppiata in originale da Jillian Michaels e in italiano da Laura Romano (1^ voce) e da Francesca Fiorentini (2^ voce).

### Genitori di Jay

#### Ed Walker
Ed Walker è il marito di Edna Walker e il padre adottivo di Jay. È anche il proprietario di Ed & Edna's Scrap N Junk, una discarica ricca di cianfrusaglie che usa per costruire macchine di ogni tipo e oggetti strani. È molto smemorato e, per questo motivo, chiede spesso alla moglie di prendere appunti per lui. In passato, insieme a sua moglie, trovò un neonato all'ingresso della discarica, insieme alle chiavi della magione di Cliff Gordon, il reale padre del bambino. Ed chiamò il neonato Jay e lo crebbe come fosse suo figlio, invitandolo a lavorare nella discarica quando divenne grande. Durante l'attacco di Nadakhan a Ninjago, Ed viene creduto morto da Jay per un malinteso. Ed, allora, racconta a Jay che è stato adottato e che a morire, in realtà, è stato il suo vero padre, Cliff Gordon. È doppiato in originale da Colin Murdock.

#### Edna Walker
Edna Walker è la moglie di Ed Walker e la madre adottiva di Jay, nonché la co-proprietaria della discarica Ed & Edna's Scrap N Junk, nella quale vive insieme a suo marito. Di carattere è molto dolce e tranquilla, ma spesso tende a mettere in imbarazzo Jay davanti ai suoi amici con atteggiamenti troppo smielati. Anche lei, come Ed, trovò Jay quando ancora era un neonato di fronte alla discarica e decise di adottarlo insieme a suo marito. Durante il giorno di chi non c'è più, viene attaccata dal fantasma di Samukai, ma viene messa al sicuro da Ronin, mentre lo skulkin viene sconfitto da Jay. È doppiata in originale da Jillian Michaels.

#### Cliff Gordon
Cliff Gordon è un attore defunto che interpretava Fritz Donnegan, ossia un eroe immaginario dello spazio cosmico nei film e nei fumetti della serie Starfarer. Era il marito della precedente maestra elementale del fulmine e, quindi, il padre biologico di Jay. Anni prima dell'inizio della trama, Cliff Gordon iniziò la sua carriera come attore e sposò la maestra del fulmine, con cui progettò di andare in luna di miele. Durante questo periodo, ottenne il ruolo di Fritz Donnegan del franchise Starfarer e, in seguito, recitò anche in un film romantico. Anni dopo, Cliff e sua moglie ebbero un figlio, Jay. Tuttavia, Cliff continuava ad aver comportamenti da donnaiolo e questo gli impedì di creare una famiglia stabile, costringendo sua moglie a lasciare il neonato, insieme alle chiavi della sua villa, davanti alla porta della casa di Ed ed Edna Walker. In seguito, quando Jay divenne adulto e un ninja, Cliff seguì tutte le sue vicende tramite i giornali e decorò un santuario dedicato a suo figlio nella sua villa, collezionando anche molte delle sue foto pubbliche. Successivamente, per motivi sconosciuti, Cliff venne a mancare e lasciò tutte le sue cose in eredità a suo figlio Jay, il quale scoprì della sua morte subito dopo tale avvenimento. È doppiato in originale da Jillian Michaels e Paul Dobson.

### Famiglia di Zane

#### Dottor Julien
Il dottor Julien è uno scienziato e inventore di Ninjago, nonché il creatore di nindroidi e robot di vario genere come Zane, Falco, Echo Zane e Tai-D. Julien si prese cura di Zane negli anni successivi alla sua creazione e gli insegnò che era stato costruito per proteggere chi non può difendersi da solo. Negli anni a venire, alla casa del dottor Julien si presentò il maestro del ghiaccio, il quale trasferì i suoi poteri degli elementi a Zane. Julien, in seguito, ricevette anche una visita del maestro Wu, venuto lì proprio per conoscere il nindroide che aveva creato. Prima di morire, però, Julien cancellò la memoria a Zane per impedire che lui ricordasse quel brutto momento. Tuttavia, poco dopo, Samukai resuscitò Julien con un elisir e lo schiavizzò per costruire veicoli per l'esercito degli skulkin. Successivamente, Julien fu imprigionato all'interno di un faro, che era sorvegliato da una colossale creatura marina, il leviatano. Nonostante ciò, tempo dopo, i ninja e Zane scoprono che è ancora vivo e si recano al faro: Julien si riunisce con Zane e fugge per sempre da quel posto, aiutando la squadra a sconfiggere l'Overlord sull'isola delle tenebre e poi a Ninjago City. Mesi dopo la battaglia finale, l'elisir di Samukai finisce definitivamente e il dottor Julien muore di vecchiaia. È doppiato in originale da Mark Oliver.

#### Falco
Falco è un uccello robot creato dal Dr. Julien. Inizialmente, a causa della memoria cancellata di Zane, viene creduto un semplice rapace normale, ma crea rapidamente un legame con il nindroide, portando lui e gli altri ninja a scoprire i misteri sul dottor Julien. Falco si scopre essere un robot quando Zane torna nella vecchia abitazione del suo creatore; di conseguenza, diventa un diretto alleato dei ninja e viene costantemente aggiornato per essere migliorato. Quando Zane diventa un ninja di titanio, Falco subisce anche lui delle modifiche, diventando più simile ad un robot, ma mantenendo pur sempre l'aspetto di un uccello, con un rivestimento esterno di titanio lucido. Durante il pericolo dei Figli di Garmadon a Ninjago City, Falco viene riprogettato da Nya e assume una forma simile ad un drone, avendo l'abilità anche di diventare parte della moto di Zane. Dopo la distruzione della moto, di Falco non c'è più stata traccia. I suoi versi sono doppiati da Paul Dobson.

### Genitori di Cole

#### Lou
Lou è il marito di Lilly e il padre di Cole. Appassionato di danza e canto, è un ballerino professionista del gruppo dei "Fabbri reali", con il quale conduce molti spettacoli a Ninjago City. Dopo la nascita di suo figlio, sua moglie Lilly si ammalò gravemente e morì. Lui superò il lutto con la sua passione del ballo, lasciando Cole disorientato. In seguito, volle che suo figlio seguisse le sue orme, ma Cole gli mentì dicendo di essersi iscritto all'accademia per ballerini, mentre in realtà era diventato un ninja. Nonostante ciò, quando suo figlio gli rivela la verità, Lou accetta la situazione senza problemi e i due tornano ad avere buoni rapporti di fiducia. Durante il giorno di chi non c'è più, si esibisce su un palco pubblico in una piazza di Ninjago City, ignaro del combattimento tra Cole e il maestro Yang. Successivamente, torna ad aiutare suo figlio durante la battaglia contro i guerrieri di vengestone del re Crystal. È doppiato in originale da Kirby Morrow e in italiano da Oliviero Dinelli.

#### Lilly
Lilly è la defunta moglie di Lou e la madre di Cole. In passato, era la maestra elementale della terra, figlia del maestro di tale elemento che partecipò alla guerra contro le serpentine. Dopo essersi allenata con Wu, apprese di essere diventata più forte e giunse nella città di Shintaro, dove fece la conoscenza dei geckle e dei munce, due popolazioni del sottosuolo che erano perseguitate da un mostro di nome Genera-Dolore. Lilly, decisa a liberare le due popolazioni, combatté con Genera-Dolore e lo uccise con due spade; dopo la sua vittoria, lasciò una spada ai geckle e una ai munce e, infine, regalò un medaglione con una sua foto a Gleck. Tornata da Shintaro, si sposò con Lou e partorì Cole. Tuttavia, si ammalò di una grave malattia e, prima di morire, chiese a suo figlio, all'epoca ancora un bambino, di farle una promessa, cioè quella di opporsi a tutte le ingiustizie del mondo. Anni dopo, la malattia peggiorò e Lilly venne a mancare. È doppiata in originale da Erin Mathews.

### Altri genitori
- Genitori di Arin: Appaiono solo nei flashback di Arin, poiché si sono dispersi dopo la fusione.
- Genitori di Sora: Appaiono nei flashback di Sora, quando la ragazza era ancora piccola e si trovava a Imperium. Sono molto esigenti e, come gli altri imperiani, sono molto devoti all'imperatrice Beatrix vengono esiliati nel regno maledetto di aver accusato i ninja senza il permesso per aver tradito la loro unica figlia.

## Creature

### Draghi dei ninja

#### Riyu
Riyu è un drago della montagna, che diventa alleato principale dei ninja dopo essere stato salvato da Arin, Sora e Lloyd dagli artigli di Imperium quando era solo un cucciolo. Separato dal suo branco, Riyu viene catturato dall'esercito di Imperium gestito da Rapton e comandato da Ras. Riyu riesce a scappare dalla sua gabbia e giunge nel quartiere di Crossroads, dove viene prima salvato da Arin e Sora, e poi ricatturato insieme a loro due. Viene liberato da Lloyd, a cui indica la sua casa, ovvero la terra delle tre montagne in cui abita la sua tribù. Riyu torna nel suo luogo natale, ma spronato dalla sua matriarca, decide di restare insieme ai ninja. Riyu, inoltre, sviluppa una sorta di connessione con Sora, che permette alla ragazza di attivare il suo potere degli elementi senza che abbia sbloccato il suo vero potenziale. Quando i ninja si recano a Imperium per fermare Beatrix, Riyu viene catturato di nuovo e finisce nelle grinfie di Ras, ma viene salvato ancora da Arin e Sora. Successivamente, aiuta Nya e Sora a trovare uno dei tre nuclei del drago con cui fermare le fusioscosse e comincia a crescere. Diventa quindi un drago adolescente e aiuta i ninja a fermare Ras nel tentativo di resuscitare i cinque proibiti: durante il rituale, Kai viene spedito nello spazio Nether, ma Riyu tenta di salvarlo afferrandolo, ma si rivela inutile; tuttavia, lascia delle scaglie su Kai, che dallo spazio Nether, riesce ad avere una connessione con lui. Durante il torneo delle sorgenti, Riyu riesce a far parlare Nya e Kai grazie alle scaglie e, in seguito, offre la sua scintilla di potere a Nya per liberare Kai dallo spazio Nether. I suoi versi sono doppiati in lingua originale da Brian Drummond.

#### Flame
Flame è un drago del fuoco messo a protezione della spada di fuoco nell'apposito tempio. È abituato a vivere in climi molto caldi e a temperature davvero elevate, per cui può nuotare nella lava. La sua pelle è rossa e arancione, ma possiede anche scaglie gialle e dorate sopra il suo colore di base. Le sue due grandi ali hanno delle membrane rosso scuro, il suo un collo è sottile e ha una grande testa con dei baffi dorati. Incontra Kai quando quest'ultimo tenta di recuperare la spada di fuoco ed evitare che finisca nelle mani di Lord Garmadon. Quando Flame si rende conto della azioni di Kai, richiama gli altri draghi guardiani e permette a Kai di essere cavalcato. Subito dopo apre un portale per l'Oltretomba che permette a Kai di dirigersi in tale luogo per fermare il nemico. In seguito, Flame diventa il drago domestico di Kai, finché non si fonde con gli altri draghi diventando l'Ultra Drago.

#### Wisp
Wisp è un drago del fulmine messo a protezione dei nunchaku fulminanti. Di aspetto, è simile a Shard e Flame, tranne per il fatto che ha quattro zampe, è di un blu più scuro e ha la coda più larga. Diventa docile quando Jay riesce a cavalcarlo e, insieme al suo nuovo padrone, riesce a creare un portale d'accesso per l'Oltretomba. In seguito, Wisp, dopo essere stato per tanto tempo il drago personale di Jay, si fonde con gli altri draghi domestici, dando vita all'Ultra Drago.

#### Shard
Shard è un drago del ghiaccio messo a protezione delle shuriken di ghiaccio. È in grado raggiungere l'Oltretomba e, grazie al suo elemento, riesce a sputare il ghiaccio. Ha solo tre lame alari per ogni braccio e in alcune caratteristiche fisiche è simile a Flame. I ninja s'imbattono in lui per la prima volta quando devono recuperare proprio le shuriken. Compiuta l'operazione, Shard diventa il drago domestico di Zane, finché, tempo dopo, non si fonde con gli altri, dando vita all'Ultra Drago.

#### Rocky
Rocky è un drago della terra messo a protezione della falce sismica. Ha la pelle molto rocciosa, al punto che è in grado di mimetizzarsi facilmente con le pietre e la terra. Inoltre, possiede grandi ali marroni con dei buchi e una coda acuminata. Quando i ninja si recano da lui per recuperare la falce, gliela tolgono direttamente dalla bocca, ma cerca di affrontare i suoi avversari in modo degno e di scacciare anche l'esercito di Samukai. Nel momento in cui Kai usa la falce impropriamente, si verifica una frana e Rocky viene colpito in testa da alcune rocce, ma ne esce illeso. In seguito, Rocky fa amicizia con Cole e diventa il suo drago domestico, finché anche lui non si fonde per creare l'Ultra Drago.

#### Ultra Drago
L'Ultra Drago è un potente drago a quattro teste, che si forma quando i quattro draghi elementali domestici dei ninja (Flame, Wisp, Shard e Rocky) si fondono insieme durante la muta, verso l'età adulta. Possiede, pertanto, tutti gli elementi dei quattro ninja originali, cioè il fuoco, il fulmine, il ghiaccio e la terra. Dopo la muta, l'Ultra Drago parte alla ricerca dei ninja e li trova a Ninjago City durante la loro battaglia con il Great Devourer; qui aiuta i ninja a immobilizzare il serpente gigante, per poi consentire a Garmadon di ucciderlo. Successivamente, aiuta i ninja in molteplici conflitti che avvengono prima della battaglia finale; quando i ninja si dirigono verso l'isola delle tenebre, l'Ultra Drago rimane a Ninjago per proteggere i cittadini, per poi ricongiungersi con i suoi padroni nello scontro della profezia tra Lloyd e l'Overlord. Dopo la battaglia, l'Ultra Drago decide di tornare nel suo luogo di nascita, il Primo Regno, dove viene ucciso per mano del Barone di Ferro, che ne prende lo scheletro per costruire il suo trono. I suoi versi sono doppiati da Jeppe Riddervold.

#### Zanth
Zanth è un drago di sesso femminile che proviene dal regno di Djinjago. Grazie alla sua capacità di attraversare i regni come tutti i draghi, finisce per cause ignote nel regno di Imperium, dove viene catturata dagli artigli di Beatrix e imprigionata nel laboratorio dei sistemi avanzati. In questo posto diventa una schiava degli scienziati, in particolare della dottoressa LaRow, e viene sfruttata per produrre energia per la città, non avendo mai la possibilità di essere libera o di uscire dal laboratorio. Per classificarla insieme a tutti i draghi catturati, gli imperiani le danno il nome di "Subject 152 stroke 9A", o semplicemente SORA. Questo nome sarà poi quello che Ana assumerà per scappare via da Imperium, dopo aver scoperto il male fatto ai draghi. Anni dopo, con l'avvento della fusione, Zanth viene liberata dai ninja e diviene un loro drago a tutti gli effetti. In seguito, aiuta Nya e Sora a cercare uno dei tre nuclei del drago e, nel viaggio, fa conoscenza di Arrakore, l'unico djin rimasto del suo regno.

#### Jiro
Jiro è un drago del fulmine che si unisce ai ninja dopo la fusione. Durante un suo soggiorno a Crossroads, viene preso di mira degli artigli di Imperium che tentano di catturarlo; tenta di fuggire e riceve anche l'aiuto dei ninja, giunti sul posto, ma il generale Rapton usa i Photac e riesce a catturarlo e a fuggire. In seguito, Jiro viene salvato e liberato dai ninja a Imperium, per cui aiuta i suoi salvatori a scappare e a tornare a Ninjago. Diventato un drago ufficiale dei ninja, accompagna Nya e Sora a cercare uno dei tre nuclei del drago e, in seguito, Cole e Zane nel regno di Mysterium, quando questi devono trovare la maga che ha cercato Bonzle.

#### Heatwave
Heatwave è un drago del fuoco, originario del regno delle Terre Selvagge. Durante un comune giorno, trovò una navicella che si era schiantata sulla terra, da cui uscì una bambina dai capelli arancioni, Wyldfyre. Con il passare degli anni, Heatwave sviluppò un forte affetto per Wyldfyre, che divenne reciproco al tal punto che la bambina, una volta grande, lo considerò come un padre. Dopo la fusione, gli artigli di Imperium giunsero nelle Terre Selvagge e catturarono Heatwave, nonostante i tentativi di Wyldfyre di salvarlo. Heatwave fu portato a Imperium è reso schiavo come gli altri draghi, venendo prosciugato per produrre energia. All'arrivo dei ninja e Wyldfyre, Heatwave viene liberato e dà una mano a sconfiggere gli artigli che lo avevano imprigionato. In seguito, anche grazie all'entrata ufficiale di Wyldfyre nella squadra dei ninja, viene accolto nella tana sotto il monastero di Spinjitzu.

### Creature malvagie

#### Great Devourer
Il Great Devourer è un serpente che in passato veniva venerato dalle serpentine. Quando ancora era piccolo, venne corrotto dall'Overlord e venne spinto a mordere Garmadon per risvegliare in lui la parte oni e, quindi, la sua malvagità. La storia, divenuta famosa, fu usata dalle serpentine come scusa per intimorire gli umani, per cui il Great Devourer venne pietrificato e spedito in un sonno profondo. Millenni dopo, però, l'anacondrai Pythor, desideroso di vendetta contro gli umani, risveglia il Great Devourer che attacca così Ninjago, in particolare Ninjago City, creando disordine e mietendo molte vittime, tra cui i genitori di Harumi. Viene definitivamente ucciso da Garmadon stesso, desideroso di vendicarsi di lui dopo che lo aveva morso quando era un bambino. Anche dopo la sua morte continua a generare scompiglio, poiché il suo veleno risveglia l'esercito di pietra dell'Overlord, mentre le sue uova sono usate da Krux per creare i vermillion.

#### Entità Preminente
L'Entità Preminente, o semplicemente il Preminente, è l'incarnazione fisica del regno maledetto. Visivamente, si presenta come un mostro ricco di tentacoli giganti che partono tutti da un corpo unico deforme; quest'ultimo possiede un grande occhio che funge da apertura per l'interno del suo organismo e, quindi, anche da portale per il regno maledetto stesso. Quando il fantasma Morro diventa il suo generale e s'impossessa del cristallo del regno, il Preminente viene portato a Ninjago, di preciso nella città di Stiix. Qui crea scompiglio e viene affrontata dai ninja, riuscendo a resistere ai loro colpi, anche grazie all'aiuto dei fantasmi. Tuttavia, quando gli abitanti fuggono in mare su un battello a vapore, decide di seguirli nonostante l'acqua faccia male ai fantasmi; in quel momento, l'Entità Preminente e tutti i suoi fantasmi vengono affondati da un'onda gigante creata da Nya e vengono sconfitti. Dopo la battaglia, il regno maledetto viene distrutto, per cui il Preminente finisce nel regno dei defunti. Anni dopo, viene per sbaglio liberato da Wu e attacca Ninjago City, ma indebolito e non potente come una volta, viene sconfitto e riportato indietro da P.I.X.A.L.

#### Colosso di pietra
Il colosso di pietra è un enorme gigante di roccia creato da Garmadon per soggiogare Ninjago e, soprattutto, la città di Ninjago City. Ha coscienza propria, ma esegue gli stessi movimenti di chi utilizza il potere che lo tiene in vita. È stato realizzato il giorno dopo a quello in cui Garmadon aveva sconfitto Lloyd alla prigione di Kryptarium, nei pressi dei confini di Ninjago City. La sera stessa alla sua creazione, mentre i ninja tentano di affrontarlo, afferra la Destiny Bounty e la distrugge tra le sue mani, non riuscendo tuttavia a uccidere i passeggeri a bordo per via della loro fuga nel primo regno. Più di una settimana dopo, il potere che lo controlla viene spartito tra Garmadon e Skylor, entrata a far parte del gruppo della resistenza creato da Lloyd. Questa contesa porta il colosso in uno stato di non controllo, portando al crollo di un palazzo in cui rimane uccisa Harumi. Quando Jay, Kai, Cole e Zane tornano dal primo regno, il colosso viene incatenato e buttato a terra. Nel momento in cui Garmadon viene sconfitto, il potere che lo tiene in vita svanisce e il colosso torna ad essere un cumulo di pietre.

#### Boreal
Boreal è un drago fatto di ghiacco puro, creato da Zane quando quest'ultimo ha creduto di essere l'imperatore di ghiaccio nel Non-regno, con il potere elementale amplificato dalla pergamena dello Spinjitzu proibito. Messo a proteggere il castello di ghiaccio in cui soggiornava Zane, Boreal viene usato per congelare villaggi e soggiogare le popolazioni del regno. Quando i ninja giungono nel Non-regno per salvare Zane, Boreal cattura Lloyd e lo porta al castello, mentre successivamente congela il villaggio del popolo del grande lago in cui i ninja erano stati accolti. Boreal si scontra proprio contro i ninja quando questi ultimi vanno a cercare Lloyd, finendo per essere disintegrato da una gigante vampata di fuoco creata da Kai.

#### Genera-Dolore
Genera-Dolore, chiamato Grief-Bringer in lingua originale, è un drago che in passato abitava nei sotterranei di Shintaro, spaventando le popolazioni dei geckle e dei munce. Fu ucciso da Lilly quando questa si recò a Shintaro, venendo trafitto da due spade. Anni dopo, il suo scheletro riprende vita grazie al potere del teschio di Hazza D'ur controllato dallo Stregone del Teschio. Resuscitato, spaventa di nuovo i geckle e i munce e aiuta lo Stregone del Teschio nella cattura dei ninja. Durante lo scontro finale nei sotterranei di Shintaro, Genera-Dolore viene liberato per uccidere definitivamente i ninja, ma viene fermato da Cole. Una volta libero, Genera-Dolore affronta il drago di Vania, Chompy, sellato in quel momento dal maestro Wu. Nel momento in cui Cole distrugge il teschio di Hazza D'ur, il potere che lo tiene in vita scompare e Genera-Dolore torna ad essere un mucchio di ossa.

#### Wojira
Wojira è una creatura marina simile a un serpente che governava il mare infinito prima dell'arrivo del Primo Maestro di Spinjitzu nel regno di Ninjago e, quindi, della creazione delle due isole. Wojira è anche colei che in origine possedeva i poteri elementali dell'acqua e del vento. Fu sconfitta dal Primo Maestro di Spinjitzu che liberò il mare infinito dalle sue grinfie liberando le popolazioni degli isolani e dei merlopiani. Uno dei suoi due amuleti che la tenevano in vita, quello della tempesta, venne donato agli isolani, mentre lei, rimasta solo con l'amuleto del mare, rimase dormiente in fondo all'oceano. Millenni dopo, il merlopiano Kalmaar, volendosi vendicare degli umani per aver occupato il mare infinito con le loro terre, risveglia Wojira recuperando l'amuleto della tempesta. Wojira, controllata con il dolore da Kalmaar, attacca Ninjago City inondandola e seminando il panico. Quando lo scettro di Kalmaar viene distrutto, Wojira torna ad avere coscienza propria e mangia lo stesso Kalmaar, continuando comunque a creare caos. Viene uccisa definitivamente da Nya quando il suo amuleto del mare viene distrutto.

### Draghi sorgente
I sette draghi sorgente sono un misterioso gruppo di draghi immensamente potenti che esistono oltre il piano mortale. Possiedono tutti abilità divine per interagire con i vari regni e mantengono l'equilibrio usando la loro forza vitale. Inoltre, sono responsabili della creazione di tutti i poteri degli elementi che esistono in tutta la cosmologia dei regni. Possono essere evocati una sola volta grazie a un'icona del drago, una spada creata dalle loro stesse scaglie.

#### Drago sorgente dell'energia
Il drago sorgente dell'energia è un drago sorgente di sesso maschile ed è il primo dei sette che i ninja conoscono. Viene catturato da Ras grazie a un'icona del drago e viene imprigionato in una gabbia sferica nei sotterranei di Imperium, producendo energia per l'imperatrice Beatrix. Quando Lloyd e Zane lo trovano intrappolato, rivela loro che non può essere liberato, poiché le conseguenze di tale azione sarebbero devastanti; di conseguenza, fornisce a Lloyd abbastanza energia per farlo fuggire da Imperium insieme agli altri ninja e agli altri draghi comuni liberati. Successivamente, quando Beatrix viene sconfitta, il drago sorgente dell'energia accetta la proposta di Lloyd di essere liberato con l'energia dei nuclei del drago, abbastanza potenti per non creare temibili conseguenze, e riesce così a tornare insieme agli altri sei draghi sorgente. È doppiato in originale da Paul Dobson e in italiano da Luca Graziani.

#### Drago sorgente del movimento
Il drago sorgente del movimento è un drago sorgente di sesso femminile, conosciuto dai ninja prima del torneo delle sorgenti. Insieme agli altri sei della sua specie, appare per la prima volta a Lloyd in una visione; in questo contesto, il drago sorgente del movimento viene a sapere che Lloyd è un tramite e che ha liberato da Imperium il drago sorgente dell'energia: per ringraziarlo, mostra a Lloyd una visione su come trovare un modo per contrastare lo Shatterspin, ma non gli rivela di più per non immischiarsi nelle faccende dei mortali. Tuttavia, tempo dopo, il drago sorgente del movimento, avvertendo un pericolo anche verso la sua specie, si presenta ai ninja nel monastero di Spinjitzu e incita loro a partecipare al torneo delle sorgenti per capire chi ha attentato alla vita di alcuni draghi Arc. Dopo il torneo, i ninja scoprono che gli attentatori erano stati Nokt e Rox, per cui il drago sorgente del movimento ringrazia Lloyd donandogli un'icona del drago creata da lei stessa come regalo. È doppiata in originale da Diana Kaarina.

### Draghi Arc
I Draghi Arc sono a capo di intere tribù di una specie particolare di draghi. Sono detti matriarca, nel caso siano di sesso femminile, o patriarca, nel caso siano di sesso maschile. Possiedono delle corna sulle loro teste, dette corone, che se rotte o distrutte possono portare alla morte del drago Arc stesso.

#### Matriarca dei draghi della montagna
La matriarca dei draghi della montagna è stata il drago Arc della tribù a cui appartiene Riyu. I ninja fanno la sua conoscenza quando Riyu, dopo essere stato liberato dalla cattura di Rapton e gli artigli di Imperium, indica dove si trova la propria casa. In quell'occasione, la matriarca viene attaccata dagli imperiani, ma riesce a salvarsi donando una fonte di energia a Lloyd che, da tramite, riesce a comunicare telepaticamente con lei e a creare un enorme Spinjitzu con cui sconfiggere i nemici. La matriarca, poco dopo, lascia andare Riyu con i ninja, ma gli dice che comunque può trovare la sua tribù da solo. In seguito, la matriarca viene attaccata da Nokt e Rox e viene privata delle sue corna. Nonostante i ninja tentino di rianimarla, non riesce a sopravvivere e muore, lasciando comunque il suo cucciolo alla tribù dei draghi della montagna. È doppiata in originale da Brenda Crichlow e in italiano da Paola Majano.

### Altre creature

#### Primigenia
Primigenia è la madre di tutti draghi, poiché, esclusi i draghi sorgente, è il primo drago ad essere nato ed esistito. Vivente da millenni nel Primo regno, è quindi l'antenata comune di tutti i draghi mortali presenti negli altri regni. In passato, fece amicizia con il Primo Maestro Spinjitzu, con il quale forgiò l'armatura del drago: ne scaturì una leggenda nei secoli successivi secondo cui Primigenia si facesse cavalcare solo da chi avesse indosso quell'armatura. Con l'avvento di nuove popolazioni nel Primo regno, Primigenia si mise all'opera per proteggere tutti i suoi draghi discendenti dai cacciatori di draghi, comandati dal Barone di Ferro. Con quest'ultimo, Primigenia ebbe diversi scontri, uscendone sempre vincitrice. Quando i ninja fuggono nel Primo regno, Primigenia attacca l'accampamento dei cacciatori dei draghi, aiutando i ninja nel loro obiettivo di scappare da lì. Successivamente, l'armatura viene presa dal Barone di Ferro, ma Primigenia non si lascia cavalcare in quanto oltre all'armatura, il possessore deve essere buono di cuore. Pertanto, uccide il Barone di Ferro sparandogli dalla bocca della lava fusa. Poco dopo, invece, si lascia montare da Wu, che riconosce come figlio legittimo del Primo Maestro di Spinjitzu; con lui, accompagna i ninja a Ninjago e li aiuta ad affrontare il Colosso di pietra creato da Garmadon. Alla fine della battaglia, torna a casa e comincia ad avere buoni rapporti con i sottoposti del Barone di Ferro, poiché invece di catturare i draghi, decidono di accudirli e farci amicizia. Tempo dopo, quando gli oni attaccano il Primo regno, Primigenia si reca con Fede a Ninjago per avvisare Wu e i ninja dell'arrivo degli oni. Una volta sconfitti, Primigenia vola in cielo sopra il monastero, guardando i ninja e tutti i loro alleati festeggiare.

#### Krag
Krag è uno yeti che proviene dal Non-Regno. I membri della sua specie che facevano parte della sua famiglia vennero uccisi dai samurai Blizzard dell'imperatore di ghiaccio. In seguito, Krag, a causa dei suoi versi che facevano eco in tutta la montagna, venne creduto dal popolo del grande lago, che abitava a valle, una bestia feroce da cui stare alla larga. Quando i ninja giungono nel Non-Regno, Krag incontra Cole, recatosi sulla montagna per trovare le foglie del tè del viaggiatore con cui tornare a Ninjago. Krag viene attaccato da Cole, influenzato dalle storie del popolo del grande lago, ma fa comprendere subito al ninja quanto è buono e amichevole con tutti, mostrandogli anche le tombe dei suoi simili. In seguito, porta Cole in cima alla montagna per fargli raccogliere le foglie del tè; poi, fa amicizia con gli altri ninja e li segue fino al castello di ghiaccio per salvare Zane.

#### Egalt
Egalt è uno dei due draghi maestro insieme a Rontu. È un drago maschio che sa compiere lo Spinjitzu e sa insegnarlo insieme alla tecnica del drago levante, abilità in grado di contrastare lo Shatterspin. Le sue scaglie sono principalmente nere e bianche, ma ciò che lo contraddistingue sono i lunghi baffi che ha sopra la bocca. Proveniente dal Primo regno come tutti i draghi, divenne un maestro insieme a Rontu, cominciando ad addestrare i draghi e occasionalmente gli umani, insegnando loro le abilità ninja. Rispetto ai draghi, tuttavia, Egalt non è mai riuscito ad avere buoni rapporti con gli umani durante gli addestramenti con loro, che finivano sempre con esito negativo; questo lo portò a sviluppare una forte avversione nei loro confronti e a decidere di addestrare esclusivamente i draghi. Tuttavia, quando nel regno delle Terre Selvagge i cinque proibiti mirarono alla conquista di tutti i territori possibili e inimmaginabili, rappresentando una minaccia per chiunque, Egalt, con Rontu, si mise all'opera per fermarli e sviluppò la tecnica del drago levante con cui li sconfisse, bandendoli nello spazio Nether grazie a un incantesimo della maga Gandalaria. Egalt, in seguito, sigillò tutto ciò che faceva parte dei cinque proibiti nel dojo dell'ombra e le sue gesta divennero talmente famose che, tempo dopo, nelle Terre Selvagge, il suo nome fu attribuito a un monte. Secoli dopo, si ritrova a dare un'altra possibilità agli umani, poiché decide di insegnare ai ninja più esperti, nominati da lui di seconda zanna, la tecnica del drago levante, così da portarli al livello della terza zanna e aiutarli a sconfiggere Ras, intenzionato a riportare indietro i cinque proibiti. È doppiato in originale da Andrew Francis e in italiano da Riccardo Lombardo.

#### Rontu
Rontu è uno dei due draghi maestro insieme a Egalt. È di sesso femminile ed è in grado di compiere lo Spinjitzu e la tecnica del drago levante. Il suo corpo è principalmente di colore blu e il suo collo è più lungo di quello di Egalt. Come tutti i draghi, anche lei proviene dal Primo regno, ma in seguito si è spostata in altri luoghi per addestrare draghi e umani. Rispetto ad Egalt è molto più paziente con gli umani, nonostante anche con lei gli esiti fossero spesso negativi. Insieme a Egalt, sconfisse i cinque proibiti con la tecnica del drago levante e li bandì nello spazio Nether con un incantesimo di Gandalaria, sigillando tutti gli artefatti collegati allo Shatterspin nel dojo dell'ombra. Quando i ninja chiedono di essere allenati per sconfiggere Ras, Rontu lascia a Egalt i ninja più esperti, chiamati di seconda zanna, e decide di allenare solo Sora e Riyu, di prima zanna, per insegnargli lo Spinjitzu. È doppiata in originale da Kazumi Evans e in italiano da Barbara Berengo.

#### Creature di comparsa
- Il leviatano è un'enorme creatura marina nativa del mare infinito, dall'aspetto di un grosso polpo per via dei grandi tentacoli che possiede. Viene incatenato nel fondo del mare da Samukai per far guardia al faro in cui è imprigionato il dottor Julien, ma in seguito viene liberato dai ninja.
- Gli spykor sono dei ragni giganti che si trovano nel territorio degli skulkin nel regno dell'Oltretomba. Sono caratterizzati dal fatto di avere un corpo ricoperto da disegni di teschi o tutto ciò che ricorda uno scheletro.
- Nimbus è una strana creatura simile a un segugio che risiede nel regno delle nuvole.
- La Vedova tigre è un ragno gigante che si trova in un'isola specifica di Ninjago. Il suo veleno è mortale per gli umani, ma indebolisce anche i djinn; infatti, è usato dai ninja per tentare di fermare Nadakhan.
- Slab è un drago della terra imprigionato dal Barone di Ferro e sfruttato per combattere in un'arena e dare spettacolo. I ninja lo affrontano costretti dal Barone di Ferro, ma in seguito fanno amicizia con lui e lo liberano.
- La gallina fulminante è un particolare tipo di gallina che si aggira nei pressi del monastero di Spinjitzu. Nonostante possa sembrare innocua, se non gestita, o sottovalutata, può fare del male fisico ed essere pericolosa.
- Chompy è un drago di razza Shintarian Ridgeback, nonché animale domestico di Vania. Nonostante abbia le sembianze di un cucciolo, è in grado di assumere una forma più grande e combattere egregiamente.
- Adam è un ragno gigante nato nei sotterranei di Shintaro. È molto amichevole ed è l'animale domestico di Plundar. Aiuta i ninja a liberare i geckle e i munce catturati dallo Stregone del teschio.
- Zippy è un drago giocherellone e vivace che i ninja trovano sull'isola dove abitano i custodi dell'amuleto.
- Il mino è una creatura simile a un rinoceronte di pietra e abita nei sotterranei di Shintaro. Alcuni di questi animali vengono catturati dallo Stregone del teschio, ma liberati in seguito dai ninja.
- I dragonidi sono dei possenti draghi fatti di vengestone e cristalli, creati dall'Overlord per conquistare Ninjago sotto il nome di re Crystal.
- I draghi spirito sono dei piccoli draghi senza corpo, usati come messaggeri inviati dalla città dei templi per invitare i maestri degli elementi al torneo delle sorgenti.

## Ninjago City

### Istituzioni e servizi pubblici

#### Ulysses Norville Trustable
Ulysses Norville Trustable è il sindaco di Ninjago City, successore alla precedente donna in carico. Viene eletto nell’anno in cui i ninja rimangono senza Nya a causa dell'aggregazione della ragazza con l'oceano, avvenuta dopo la battaglia con Kalmaar. Ulysses si dimostra fin da subito un oppositore dei ninja, che reputa troppo dannosi per la città a causa di tutti i problemi pubblici che questi hanno creato in precedenza alla sua elezione. Per tale motivo, favorisce la nascita di una nuova squadra di ninja, i quali però rispettano solo i suoi ordini. Quando i veri ninja liberano Aspheera dalla prigione di Kryptarium per poter salvare Nya, lui ordina di arrestarli, fregandosene di tutte le cose buone che i ninja hanno fatto per Ninjago. Tuttavia, quando il consiglio del re Crystal attacca la città, la sua amministrazione si rivela fallimentare, poiché i nuovi ninja vengono trasformati in zombi di cristallo e lui fugge via per non essere catturato dai guerrieri di vengestone. È doppiato in originale da Charles Demers.

#### Il postino
Il postino è un corriere postale di Ninjago. Di solito appare in situazioni umoristiche, venendo inavvertitamente interrotto dalle azioni del ninja, o mentre consegna la posta in un luoghi strani. Nonostante le situazioni spesso bizzarre e pericolose che affronta, continua instancabilmente a fare il suo lavoro, anche quando probabilmente sarebbe meglio per lui fuggire, usando spesso una bicicletta quando gli è concesso. Si ritrova spesso a scalare la montagna in cui è situato il monastero di Spinjitzu, un'impresa che nonostante sia stancante, compie ogni volta per consegnare la posta ai ninja: la prima occasione in cui appare è quando consegna a Kai una lettera di un fan, a Jay una lettera dei suoi genitori e a Cole una lettera di suo padre. Nel momento in cui i Figli di Garmadon prendono possesso di Ninjago, il postino viene braccato da loro, in quanto stretto alleato dei ninja, e gli viene creata anche una taglia momentanea sulla testa. Tempo dopo, si reca al monastero di Spinjitzu per consegnare ai ninja l'invito a Shintaro che Vania fa ai ninja per il suo compleanno. È doppiato in originale da Michael Adamthwaite. Vincent Tong

#### Altri enti pubblici
- Dwayne è uno stagista che lavora negli enti pubblici. Inizialmente, è l'assistente di Clutch Powers e lo accompagna in ogni esplorazione, spesso finendo nei guai con lui. In seguito, diventa l'assistente del sindaco Ulysses Trustable e finisce spesso per avere problemi con il gatto di quest'ultimo.
- Andrea Thomson è una donna dai capelli bruni, ministro di Ninjago City, apparsa in televisione quando è stata intervistata da Dan Vaapit sull'attacco da parte di Aspheera e le pyro vipere a Ninjago City, affermando che i nemici era pericolosi soprattutto per quartieri locali. È doppiata in originale da Tabitha St. Germain.
- May Robsen è una donna dai capelli castani, ministro di Ninjago City. Indossa degli occhiali e appare in televisione insieme alla sua collega Thompson durante l'intervista sull'attacco delle pyro vipere.
- William Horace Toughbutt, chiamato William Horace Ossoduro nella versione italiana, è un giudice di Ninjago City, nonché colui che si occupa di processare i ninja dopo che questi ultimi liberano Aspheera dalla prigione di Kryptarium per salvare Nya. Il suo cognome ricorda molto il suo carattere, ovvero quello di un uomo che prendere subito posizione ed è inamovibile dalla sua decisione. Emana una sentenza nella quale i ninja dovranno essere rinchiusi in prigione per cinque anni, sentenza che poi non avrà più alcun valore giuridico.[20] È doppiato in originale da Garry Chalk.

### Corpo di polizia

#### Il commissario
Il commissario è il capo del dipartimento di polizia di Ninjago City. Ha due folti baffi bianchi e, nel suo ufficio, lavora sempre a un modello di un peschereccio che non riesce mai a concludere. Appare per la prima volta quando i ninja vengono incastrati da Nadakhan e creduti criminali dalla città; si mette quindi al comando delle indagini per arrestarli, riuscendoci in pieno grazie a Ronin. In seguito, comprende l’innocenza dei ninja e li aiuta a sconfiggere il djinn. Tuttavia, dimentica tutti questi avvenimenti a causa di un desiderio di Jay. In seguito, aiuta i ninja a fermare Harumi e i Figli di Garmadon, combattendo insieme ad alcuni poliziotti e lasciando fare ai ninja il lavoro sporco. Quando Garmadon viene tuttavia resuscitato è liberata Harumi, il commissario non riesce a fermarlo alla stazione di polizia e si scusa con i ninja, i quali tempo dopo sconfiggeranno il nemico. Successivamente, si occupa anche delle vicende degli oni, delle pyro vipere e del videogioco virus di Prime Empire. Il potere del suo corpo di polizia, tuttavia, si limita solamente alla città di Ninjago City. È doppiato in originale da Micheal Donovan, mentre in italiano ha avuto vari doppiatori tra cui Gaetano Lizzio e Daniele Valenti.

#### Hounddog McBrag
Hounddog McBrag è uno sceriffo non aggregato al dipartimento di polizia di Ninjago City, ma che ha il permesso di arrestare e inseguire i delinquenti. Quando i ninja vengono arrestati per aver liberato Aspheera, e poi scappano di prigione, McBrag viene incaricato dal sindaco a inseguirli, poiché la polizia di Ninjago City non può farlo per legge. Cerca di catturare Zane e Kai, arrivando anche a gettarsi con la propria auto in un dirupo, ma fallisce nella missione. In seguito, trova i ninja nella stazione di Twitchy Tim, ma anche in questo caso, le sue "prede" riescono a fuggire; per questo motivo, si reca al monastero di Spinjitzu e confisca l'aeronave dei ninja, la Destiny Bounty, e cerca di catturare i ninja durante l'attacco del consiglio del re Crystal a Ninjago City, nonostante i ninja cerchino di dare una mano; tuttavia, viene salvato da Lloyd e cambia idea sul da farsi. È doppiato in originale da Michael Dobson.

#### Altri membri della polizia
Tra gli altri membri della polizia ci sono: gli ufficiali Noonan e O'Doyle, incaricati di indagare quanto successo al museo di storia antica dopo l'attacco di Morro; i detective Simon e Tommy, incaricati di cercare i ninja quando questi vengono creduti criminali dopo essere stati incastrati da Nadakhan; infine, c'è Jimmy, poliziotto giovane che avvisa il commissario di qualsiasi problema che accade a Ninjago City.

### Famiglia reale
La famiglia reale di Ninjago City era la famiglia imperiale di Ninjago. Nonostante i loro titoli nobili, non erano veramente i governanti di Ninjago e non erano coinvolti negli affari pubblici, ma venivano considerati solo figure di facciata stati senza alcun potere reale proprio.

#### Imperatore e imperatrice di Ninjago
L'imperatore e l'imperatrice di Ninjago erano le figure di facciata imperiali e nobili della città di Ninjago City e del regno di Ninjago. Non si fanno vedere in pubblico quasi mai ed è raro che si espongano sulle questioni governative della città. Con l'incombente minaccia dei Figli di Garmadon, l'imperatore e l'imperatrice, preoccupati, fanno un'eccezione e tengono una conferenza pubblica nel quale parlano di quanto sia aumentata la criminalità a Ninjago. Dopodiché, convinti da Harumi, loro figlia adottiva, invitano i ninja al palazzo reale, chiedendo la loro protezione. Quando Harumi scappa insieme a Lloyd, si arrabbiano molto con la figlia, poiché in quanto membro della famiglia reale, non vogliono che assuma atteggiamenti di una ragazza qualunque che esce dal palazzo di nascosto. Nonostante tutto, l'imperatore e l'imperatrice, non sapendo che Harumi stessa, a capo dei Figli di Garmadon, fa attaccare il palazzo, vengono coinvolti in un attentato in cui rimangono uccisi a causa della gang, nonostante gli sforzi dei ninja di salvarli. Sono doppiati rispettivamente in originale da Richard Newman e Ellen Kennedy.

#### Harumi
Harumi è una ragazza dai capelli bianchi, intelligente, furba, astuta e coraggiosa. Perde i suoi genitori durante l'attacco del Great Devourer a Ninjago City, mentre lei riesce a salvarsi e viene adottata dalla famiglia reale della città. Reputando Garmadon come colui che ha salvato Ninjago City, comincia ad odiare a morte i ninja, che non reputa più suoi eroi. Quando viene a sapere del sacrificio di Garmadon, passa tutta la sua vita a cercare un modo per resuscitarlo, creando la gang dei figli di Garmadon e mettendosi alla ricerca delle tre maschere Oni che permettono di attuare la resurrezione. Nei panni di una principessa, fa invaghire Lloyd di lei, per poi tradirlo insieme agli altri ninja. Resuscita, in seguito, la parte oni malvagia di Garmadon, ma quando quest'ultimo perde il controllo, lei scappa via e salva una famiglia dal crollo di un palazzo, in cui, tuttavia, rimane uccisa lei stessa. Prima di entrare nel regno dei defunti, però, viene contattata dall'Overlord, che sotto le spoglie di Re Crystal la convince a servirlo, in cambio di un ritorno in vita. Harumi viene quindi resuscitata e si mette in contatto con Vangelis per avere della vengestone con cui realizzare un esercito per l'Overlord contro i ninja, che continua a reputare come coloro che hanno portato alla morte dei suoi genitori. In seguito, scopre che è stato l'Overlord stesso a controllare il Great Devourer, per cui si schiera dalla parte dei ninja e si redime definitivamente. È doppiata in lingua originale da Britt McKillip e in italiano da Giulia Franceschetti.

#### Hutchins
Hutchins era il maestro d'armi e primo servitore della famiglia reale. Dopo essersi preso cura di Harumi per moltissimi anni, conosce i ninja quando spiega loro che i Figli di Garmadon vogliono rubare la maschera dell'inganno presente al palazzo reale. Nonostante sembri freddo e distaccato, carattere che fa insospettire i ninja, dimostra di essere fedele fino in fondo all'imperatore e all'imperatrice. Riporta indietro Harumi al palazzo, quando questa esce di nascosto con Lloyd, e la rimprovera per il suo comportamento. Quando i Figli di Garmadon attaccano il palazzo, lui salva i ninja ed evita che la vera maschera dell'inganno finisca nelle mani della gang, sostituendola con una finta; tuttavia, rimane coinvolto nell'attentato e muore insieme all'imperatore e all'imperatrice. È doppiato in originale da Alan Marriott e in italiano da Roberto Draghetti.

### Criminali di Ninjago City

#### Ronin
Ronin è un abile ladro e cacciatore di taglie. All'inizio della storia, vive a Stiix, dove vende oggetti rubati in una sua bottega; in seguito, con la conoscenza dei ninja, cerca di cambiare i suoi comportamenti e supervisiona Nya mentre quest'ultima impara a padroneggiare il suo elemento. In seguito, Ronin viene costretto da Morro a rubare la spada del santuario e a condurre i ninja in una trappola, ma al contrario, lui si allea con i ninja e li aiuta a sconfiggere il Preminente. Dopo l'invasione dei fantasmi, Ronin, nonostante la fedina penale sporca, convince il commissario a farsi assumere per catturare i ninja, accusati per sbaglio di aver commesso reati, così da guadagnare un bel mucchio di soldi. Tuttavia, capendo che i ninja erano stati incastrati, Ronin si unisce alla squadra di Jay per sconfiggere Nadakhan, ma tutti gli avvenimenti successi vengono dimenticati da lui a causa dell'ultimo desiderio espresso da Jay al djinn. Nel giorno di chi non c'è più, Ronin aiuta Jay a sconfiggere il fantasma di Samukai, tornato grazie a Yang. Tempo dopo, quando Garmadon viene riportato in vita e soggioga Ninjago, Ronin viene arrestato dai Figli di Garmadon e imprigionato nella prigione di Kryptarium. Quando lui e i membri della resistenza riescono a fuggire, aiutano i ninja a sconfiggere il Colosso di pietra. Dopo la fuga di alcuni evasi per colpa delle vicende del videogioco di Prime Empire, Ronin viene assunto dalla polizia per catturare questi evasi; tuttavia, quando viene a sapere dell'esistenza dell'isola inesplorata del turbine delle tempeste, decide di riunire tutti gli evasi per farsi aiutare a derubare i custodi dell'amuleto, ingannandoli con un finto Wojira di legno e ricevere così da loro dei tributi di valore: viene smascherato dai ninja e arrestato per le sue malefatte. Più di un anno dopo, Ronin convince Killow, Ultra Violet e Fuccellino, incontrati in prigione, a schierarsi della parte dei ninja per sconfiggere l'Overlord. Viene momentaneamente reso uno zombi di cristallo dai guerrieri di vengestone, ma ritorna in sé quando l'Overlord viene sconfitto. È doppiato in originale da Brian Dobson.

#### Il meccanico
Il meccanico è un noto criminale professionista di Ninjago City. Prima di diventare un delinquente solitario, lavorava per Chen, riparando camion di noodle. Dopo che l'esercito di Chen viene bandito, il Meccanico viene rinchiuso nella prigione di Kryptarium. In seguito, quando i ninja vengono portati in prigione dopo essere stati incastrati da Nadakhan, il Meccanico gli incontra e afferma che ha perso il "lavoro" per causa loro, che hanno sconfitto Chen. Dopo che gli eventi di Nadakhan vengono annullati dal desiderio di Jay, il Meccanico riesce ad evadere spesso di prigione, ma viene riportato sempre indietro. In una delle sue evasioni, tuttavia, riesce a nascondersi in covo e a stabilirsi lì: in quel posto, conosce Unagami e decide di lavorare per lui. Il suo piano non va a buon fine, in quanto Unagami diventa buono grazie ai ninja. Il meccanico, pertanto, torna nel suo covo e, più di un anno dopo, viene catturato dai ninja per evitare che si unisca al consiglio del re Crystal e per far sì che Lloyd possa travestirsi da lui per infiltrarsi sotto falso nome nell'organizzazione dei cristalli. Tuttavia, il Meccanico riesce a fuggire e unirsi al consiglio, ma viene successivamente sconfitto. Dopo la fusione, torna a spaventare il quartiere di Crossroads e Ninjago City, ma viene, per l'ennesima volta, fermato dai ninja. È doppiato in originale da Michael Antonakos e da Alan Marriott, mentre in italiano da Massimiliano Plinio.

#### Killow
Killow è uno dei criminali più famosi di Ninjago City, noto per essere stato uno dei membri criminali dell’organizzazione criminale dei Figli di Garmadon. Nella gang, era incaricato di decidere chi diventava un membro e chi no, facendo completare, a chiunque volesse entrare nell'organizzazione, una gara motociclistica. Usa la maschera oni dell'inganno durante le missioni, che gli conferisce il potere di muovere e far levitare oggetti usando la telecinesi. Tuttavia, la maschera, in seguito, si rompe e lui resta impossibilitato a utilizzarla. Serve Lord Garmadon da quando quest'ultimo viene resuscitato da Harumi, fino a che non viene sconfitto. Dopo lo scioglimento dei Figli di Garmadon, Killow viene arrestato e portato nella prigione di Kryptarium. Aiuta in seguito i ninja ad affrontare i guerrieri di vengestone del re Crystal, diventando anche momentaneamente uno zombi di cristallo. È doppiato in originale da Garry Chalk.

#### Ultra Violet
Ultra Violet è una criminale di Ninjago City, conosciuta per aver fatto parte dei Figli di Garmadon: prima di entrare in tale organizzazione, era conosciuta come un donna squilibrata che si era gettata da un palazzo solo per non fare le scale e che aveva trascinato un uomo in moto per metri solo perché l'aveva guardata male. È una motociclista provetta che usa spesso come arma un sai e, durante le missioni con i Figli di Garmadon, usa spesso la maschera dell'odio, poi andata distrutta. Dopo la sconfitta di Garmadon, finisce in prigione e tenta più volte di scappare insieme al Meccanico, con il quale si allea temporaneamente per favorire la crescita del videogioco virus Prime Empire. Più di un anno dopo, tornata in prigione, si allea con Ronin per sconfiggere il consiglio del re Crystal e si schiera così dalla parte dei ninja. Diventa anche un zombi di cristallo, ma torna normale dopo la sconfitta dell'Overlord. È doppiata in originale da Maggie Blue O'Hara (1^ voce) e Sharon Alexander (2^ voce), mentre in italiano da Jessica Bologna.

#### Fuccellino
Fuccellino (chiamato Fugi-Dove nella versione originale) è un criminale autoproclamato ed ex detenuto della prigione di Kryptarium. Riconoscibile per i suoi modi di fare stupidi e per il suo costume da cattivo molto bizzarro, è spesso parte di scenette divertenti o situazioni inverosimili. Aiuta Ultra Violet e il meccanico a fuggire da Kyptarium, inventandosi una rivalità falsa e mai esistita con Jay, che reputa il ninja più forte e pericoloso. Più di un anno dopo, quando i ninja finiscono in prigione per aver liberato Aspheera, Fuccellino fugge di nascosto con loro e si unisce al gruppo, lamentandosi del fatto che se Jay è un criminale, la loro rivalità non può più esistere. Nonostante i suoi discorsi effimeri, quando i ninja si trovano in pericolo alla stazione di Twitchy Tim e rischiano di essere arrestati da Hounddog McBrag, Fuccellino si mette in mezzo e permette loro di scappare. Qualche giorno più tardi, quando l'Overlord e il consiglio del re Crystal giungono a Ninjago City, Fuccellino evade di prigione con Ronin, Killow e Ultra Violet, si schiera dalla parte dei ninja e combatte con loro. Dopo la fusione, viene ripreso da NinjaFanInfinity e SpinjitzuForDays99 mentre è incastrato tra i rami di un albero. È doppiato in originale da Adrian Petriw.

#### Miss Demeanor
Miss Demeanor è una criminale di Ninjago City, con i capelli rossi alla moicana, famosa per il suo commercio illegale di vengestone. Preferisce svolgere i suoi lavori in città e odia la campagna, dove, tuttavia, i ninja la incontrano per la prima volta. Miss Demeanor, che doveva incontrarsi con Harumi per fornirle della vengestone, affronta i ninja usando i suoi attacchi di fuoco, provenienti da due bombole che possiede dietro la schiena, e poi scappa via. Un anno dopo, continuando a fare affari con Harumi, compra della vengestone compiendo le sue azioni in un posto nascosto del porto di Ninjago City: viene scoperta dai nuovi ninja, ma anche in questo caso riesce a fuggire. In seguito, viene arrestata dai nuovi ninja in una galleria abbandonata della metropolitana, la linea N, mentre tenta ancora di commerciare vengestone. È doppiata in originale da Erin Mathews.

#### Criminali minori
- Luke Cunningham è un ex membro dei Figli di Garmadon. Viene definito dai ninja come "L'uomo con la maschera bianca" per via della copertura indossata durante il furto della maschera dell'inganno, dove è l'unico della gang ad essere arrestato. Viene interrogato da Zane e Cole alla centrale di polizia: qui viene ingannato e spiffera per sbaglio la posizione del covo dei Figli di Garmadon.
- Chopper Maroon è un ex membro dei Figli di Garmadon. Ha i capelli rossi corti e spesso brandisce una katana rossa. È uno dei due membri messo a guardia di Cole quando quest'ultimo viene catturato; tuttavia, Cole lo inganna facendolo avvicinare alla cella dopo averlo infastidito cantando a squarciagola.
- Mohawk è un ex membro dei Figli di Garmadon. Era un membro di basso rango dell'organizzazione ed è amico di Chopper Maroon. Si occupa di visionare il terreno attorno al palazzo reale durante la resurrezione di Garmadon, ma viene steso dai ninja, che riescono a infiltrasi lo stesso. Dopo la sconfitta di Lord Garmadon, è stato rinchiuso nella prigione di Kryptarium.
- Il fratello di Fuccellino è il fratello dell'omonimo criminale. Viene trovato da P.I.X.A.L. e Zane in un bar, quando i due cercano informazioni riguardo Milton Dyer. Lui accusa erroneamente i due nindroidi di essere i responsabili dell'arresto di Fuccellino, scatenando una rissa nel bar che viene successivamente sventata. È doppiato da Jason Simpson.

### Club degli esploratori
Il club degli esploratori è un'associazione che ha sede in una struttura di Ninjago City, di cui fanno parte archeologi ed esploratori che hanno un tesserino che gli lega al club. Ne ha fatto parte anche Misako, anche se, successivamente, per via delle rigide regole dell'associazione, la sua iscrizione è stata ritirata.

#### Clutch Powers
Clutch Powers, noto anche come Dr. Powers, è un famoso avventuriero, archeologo e membro del club degli esploratori di Ninjago. Nonostante il suo nome sia conosciuto dai ninja ben prima di conoscerli di persona, il suo primo incontro con loro avviene quando questi, in cerca di avventura, gli chiedono di esplorare insieme una piramide del deserto. Clutch, inizialmente contrariato per via della sua carriera che ritiene finita, cambia idea quando viene contattato da Cecil Putnam, il quale gli comunica che, non facendo esplorazioni da anni, la sua iscrizione dal club sta per essere ritirata. Di conseguenza, Clutch Powers si avventura nella piramide con i ninja, per poi scoprire che quella struttura era la prigione in cui, millenni prima, era stata imprigionata la serpentina malvagia Aspheera. Nel mentre quest'ultima affronta i ninja, Clutch tenta di scappare, ma viene raggiunto lo stesso dalla serpentina che lo spazza via fino a Ninjago City. L'atterraggio brusco gli costa la rottura di una gamba e la sua permanenza in ospedale per un po'. In seguito, Clutch si unisce alla squadra di Misako per esplorare le isole sconosciute del turbine delle tempeste: qui vengono catturati dai custodi dell'amuleto, che gli scambiano per ladri. Clutch viene salvato dai ninja, ma tenta di rubare l'amuleto per via del suo immenso valore; nonostante venga fermato dai ninja, riesce nel suo intento e scambia l'amuleto vero con uno falso, per non destare sospetti. Successivamente, porta il reale amuleto a Ninjago City per mostrarlo agli altri membri del club degli esploratori e vantarsi con loro, ma nel club fa la sua irruzione Kalmaar, il merlopiano intenzionato a risvegliare Wojira, che tenta di rubare l'amuleto. Clutch, con la sua solita codardia, consegna l'artefatto a Wu, giunto sul posto per fermare Kalmaar, e poi scappa via. È doppiato in originale da Ian James Corlett e in italiano da Raffaele Proietti.

#### Cecil Putnam
Cecil Putnam è il coordinatore del club degli esploratori. Sembra non preoccuparsi affatto degli avvenimenti che avvengono a Ninjago City, mettendo sopra ogni cosa, anche ai pericoli pubblici, il bene del club, il che lo rende molto egoista ed egocentrico. Chiama Clutch Powers per avvisarlo di voler cancellare la sua iscrizione, in quanto non fa esplorazioni da anni, ma Clutch lo esorta a non farlo. Poi, quando i ninja cercano la pergamena dello Spinjitzu proibito ed entrano illegalmente nel club, lui tenta di fermarli. Successivamente, porta ai ninja tutti gli oggetti personali di Misako, in quanto ritiene che quest'ultima si sia dispersa durante alcune esplorazioni e, per tale motivo, deve cancellare la sua iscrizione dal club, dimostrando di avere poca empatia nei confronti degli esploratori che finiscono per perdersi. Quando i ninja tentano di accedere al club per recuperare l'amuleto della tempesta ed evitare che finisca nelle mani di Kalmaar, Cecil vieta loro comunque di entrare, in quanto non iscritti, nonostante ci sia di mezzo il destino di Ninjago; tuttavia, Misako richiede di avere la possibilità di attuare il secondo modo per accedere, ovvero la prova della sfinge, e Cecil, nonostante la sua disapprovazione, è costretto ad accettare per via del regolamento. È doppiato in originale da Paul Dobson e in italiano da Gaetano Lizzio.

#### Altri membri del club degli esploratori
- Percy Shippelton è un archeologo e uno dei membri principali del club. Ha una lente a contatto a un occhio e dei baffi grigi. Poco prima che Lloyd, Nya e Zane facciano irruzione nel club degli esploratori per recuperare una delle due pergamene dello spinjitzu proibito, Shippelton stava tenendo una presentazione a Smythe e Underhill sulla sua recente avventura nella tomba perduta del pericolo imminente, in cui era stato colpito dalle trappole esplosive dell'inesorabilità, che gli avevano trafitto la schiena con delle frecce, e si era rifiutato di farsele rimuovere. È doppiato in originale da Brian Drummond e in italiano da Pierluigi Astore.
- Smythe è un esploratore e uno dei membri più importanti del club. I suoi capelli sono grigi, così come i suoi baffi. Durante l'irruzione di Lloyd, Nya e Zane nel club, è lui a chiamare la sicurezza, dopo aver ascoltato la storia di Shippelton. È doppiato in originale da Michael Adamthwaite e in italiano da Emiliano Reggente.
- Underhill è uno dei membri principali del club, nonché archeologo ed esploratore. Indossa un bizzarro cappello e possiede delle basette. Come i suoi colleghi, tenta di fermare Lloyd, Nya e Zane quando fanno irruzione nel club, ma tempo dopo anche Kalmaar e i merlopiani che vogliono l'amuleto della tempesta. È doppiato in originale da Kirby Morrow e in italiano da Francesco De Francesco.

### NGTV News
NGTV News, pseudonimo di Ninjago Television News, è il notiziario principale di Ninjago. Chi lavora in questo posta si occupa di informare e di fornire le notizie ai cittadini di Ninjago City tramite telegiornale o dirette con inviati speciali.

#### Gayle Gossip
Gayle Gossip è una conduttrice e una giornalista, nonché una dei membri principali della NGTV News. Sempre pronta ad avere uno scoop, è molto amica del suo collega e cameraman di fiducia Vinny Folson, che la registra mentre è inviata nei luoghi in cui deve riportare informazioni. In quasi ogni vicenda di Ninjago City, lei riesce sempre a inserirsi e a commentare la situazione, come l'attacco del Great Devourer, dell'Overlord e tanti altri. Durante l'attacco degli oni, quando la torre della NGTV News viene infestata dalla nube nera, Gayle viene salvata dai ninja e portata al sicuro. In seguito, quando Aspheera attacca Ninjago City, riesce a farsi riprendere e a commentare da vicino la serpentina che, tuttavia, la scopre e l'attacca, ma anche questa volta viene accorsa dai ninja. È invidiosa del suo collega Fred Finely, il quale è considerato il miglior reporter di Ninjago City, nonostante appaia in televisione meno volte di lei. È doppiata in originale da Kelly Sheridan e in italiano da Monica Migliori.

#### Vinny Folson
Vinny Folson è un cameraman della NGTV News, che lavora insieme a Gayle Gossip, seguendo quest'ultima dappertutto per registrarla durante le trasmissioni speciali in diretta del telegiornale. Abita in un appartamento di Ninjago City e indossa spesso un cappello blu. Quando gli oni attaccano il palazzo della NGTV News, Vinny viene salvato dai ninja e sale sulla Destiny Bounty: qui conosce Garmadon, il quale gli chiede cosa c'è di più importante della sopravvivenza. Vinny risponde a Garmadon che per lui esistono valori più importanti come la fiducia, l'amicizia e tanti altri. Anni dopo, Garmadon va a trovare Vinny per chiedergli altre informazioni su "come essere più buoni". Vinny, per via del passato turbolento di Garmadon, si rivela inizialmente titubante, ma alla fine decide di ospitarlo a casa sua come coinquilino. Col tempo, i due diventano buoni amici e Vinny regala a Garmadon una pianta per insegnargli a prendersi cura di qualcosa. È doppiato in originale da Paul Dobson (1^ voce) e Gavin Langelo (2^ voce), mentre in italiano da Nanni Baldini.

#### Altri membri della NGTV News
- Fred Finely è colui che viene considerato il miglior reporter di Ninjago City. Viene invitato dalla collega Gayle Gossip e si contende con lei le notizie sull'attacco delle Pyro Vipere e Aspheera a Ninjago City.
- Dan Vaapit è il conduttore del telegiornale quotidiano della NGTV News. Intervista Andrea Thomson e May Robsen all'edizione speciale del telegiornale, dovuta all'attacco di Aspheera a Ninjago City.

### Giornalismo

#### Nelson
Nelson, anche chiamato Lil' Nelson è un ragazzo dei giornali che fantastica sul fatto di essere il ninja viola. Conosce i ninja quando questi, ormai divenuti famosi, si recano da lui per fare un'azione di bene e autografargli il gesso, messo a causa di una frattura alle gambe. Poco dopo, a causa della troppa folla che vuole vedere i ninja, Nelson, nonostante sia in sedia a rotella, conduce i ninja ad un'uscita secondaria dell'ospedale per fargli sgattaiolare in tutta sicurezza. Anni dopo, divenuto adolescente, Nelson si trova un piccolo lavoretto a Ninjago City come ragazzo dei giornali: qui conosce una ragazza più grande, Antonia, con cui stringe una forte amicizia e diventa collega di lavoro. Quando Clutch Powers atterra a Ninjago City dopo essere stato lanciato da Aspheera, Nelson riporta l'informazione a Wu, recandosi fino al monastero di Spinjitzu in bicicletta. In seguito, con l'attacco dei guerrieri di vengestone del re Crystal, insieme agli altri ragazzi dei giornali, aiuta i ninja a combatterli. È doppiato in originale da David Raynolds e in italiano da Gabriele Patriarca.

#### Antonia
Antonia è una ragazza dei giornali che lavora a Ninjago City. Conosce Nelson quando quest'ultimo comincia a lavorare con lei. Pertanto, mostra al ragazzo come svolgere il lavoro correttamente e come consegnare in tutta fretta, anche nelle strade più pericolose, i giornali alle persone. Stringe col tempo una forte amicizia con Nelson e lo asseconda sempre quando si ritrovano in mezzo alle questioni dei ninja e lui vuole aiutare i suoi eroi. In seguito, avendo l'opportunità di guadagnare di più, decide di cambiare lavoro, nonostante il dissenso di Nelson; durante la discussione, tuttavia, Antonia si ritrova per sbaglio in mano l'amuleto della tempesta, voluto fortemente da Kalmaar. Incitata dai ninja, Antonia fugge via con l'amuleto, ma Kalmaar riesce comunque a sottrarglielo; viene comunque ringraziata dai ninja per l'aiuto e alla fine della questione decide di restare a lavorare come ragazza dei giornali. È doppiata in originale da Brynna Drummond.

#### Altri ragazzi dei giornali
Le altre persone che lavorano come ragazzi dei giornali sono: Sammy, ovvero il capo che gestisce i lavori di tutti, decidendo in quali strade dovranno consegnare i giornali; Leroy, ragazzo che rimane intrappolato nel videogioco Prime Empire; ci sono poi Ace, Skids, Whiplash e Spokes.

### Nuovi ninja
I nuovi ninja sono cinque eroi, vestiti esattamente come i ninja originali, ma con colori diversi, che sono anche i principali con cui possono essere distinti, in quanto i loro nomi non sono noti al pubblico: Essi sono: il ninja turchese, nonché leader della squadra, che combatte con spade e shuriken; il ninja arancione, ragazza che combatte con due spade; il ninja fucsia, ragazzo che definisce i ninja originale come antiquati; il ninja rosa, ragazzo che combatte con un enorme martello; il ninja giallo, nonché l'unico a non aver mai parlato. Cominciano a farsi notare nell'anno in cui i ninja originali escono momentaneamente dalla scena pubblica a causa della scomparsa di Nya. I nuovi ninja, a differenza di quelli veri, sono amati dal sindaco Trustable, poiché quest'ultimo li ritiene meno distruttivi e più efficaci. Tuttavia, nonostante riescano ad arrestare Miss Demeanor, vengono resi zombi dai guerrieri di vengestone dell'Overlord, i quali vengono poi sconfitti dai ninja originali.

### Quartiere di Crossroads

#### Alfonzo Frohicky
Alfonzo Frohicky, detto anche Mr. Frohicky è un uomo rana di cui non si sa il regno di provenienza, che abita a Crossroads e ama le torte cucinate da Arin. È il responsabile principale di tutte le gare che avvengono a Crossroads, nonché colui che raccoglie le quote per parteciparvi. In assenza del maestro Wu al monastero di Spinjitzu, che spesso si prendeva cura della struttura, Frohicky viene contattato da Arin e Sora per svolgere tutte le faccende domestiche: lui accetta e diventa pian piano il primo assistente del monastero. In seguito, durante il terremoto causato da Beatrix con l'apertura di molteplici fusioscosse, Frohicky, contattato da Zane, porta a Crossroads in tutta velocità uno dei tre nuclei del drago recuperati dai ninja; permette così di chiudere le fusioscosse, dando un grosso contributo alla salvezza del mondo. È doppiato in originale da Andrew McNee e in italiano da Andrea Seth Marino.

#### Dorama
Dorama è un mago eccentrico, che ama gli spettacoli e i colpi di scena. Sa prosciugare l'energia e lo fa con i ratti distruttori chiedendo enormi riscatti alla gente. Quando rapisce Targle, amico fidato di Kreel, quest'ultima chiede ad Arin e Sora di trovarlo: i due scoprono che è stato Dorama e, insieme a Lloyd, lo sconfiggono e chiamano la polizia. Tuttavia, Dorama riesce a salvarsi perché Ras, avendo bisogno di lui, lo libera prima che arrivi la polizia e lo recluta per lavorare nel laboratorio dei sistemi avanzati di Imperium. In quel posto, gli viene chiesto dalla dottoressa LaRow di moltiplicare i Photac, con i quali poter creare un potente esercito per Imperium, ma non riesce a farlo del tutto. A seguito della tempesta di fusioscosse, riesce a fuggire, ma viene in seguito trovato da Zane e Cole che riescono a fermarlo e a far sì che venga arrestato definitivamente. È doppiato in originale da Mackenzie Gray e in italiano da Sacha Pilara.

#### Altri abitanti di Crossroads
- Kreel è una donna vanitosa ed eccentrica, che vuole vincere a tutti costi la gara tra mech di Crossroads. È disposta pure a barare o usare tecniche illegali di vincere. Ha un unico amico di nome Targle e chiede ai ninja di liberarlo quando questo viene recapito da Dorama. È doppiata in originale da Kelly Sheridan e in italiano da Micaela Incitti.
- Lobbo è un piccolo robottino che ripete spesso il suo nome. È formato da una grossa sfera che funge da occhio e due piccole braccia ai lati. Di lui si dice abbia problemi con la madre. Tuttavia, è molto simpatico e amichevole. È doppiato in originale da Brian Drummond e in italiano da Marco Briglione.
- Targle è un ratto distruttore proveniente da Prime Empire, catturato da Dorama e prosciugato della sua energia. Viene liberato da Lloyd, Arin e Sora, per poi essere riportato da Kreel.
- Grab-Barg è un mucoide, nonché uno dei migliori chef. Vince il concorso di torte al carnevale di Crossroads. È doppiato in lingua originale da Deven Mack.
- La Presentatrice delle Zanelimpiadi è una donna dai capelli neri e raccolti, che si occupa di presentare le Zanelimpiadi a Crossroads, delle sfide in cui i concorrenti devono imitare il ninja del ghiaccio Zane. È doppiata in originale da Sabrina Pitree e in italiano da Daniela Calò.
- Fedulian è un merlopiano verde, proprietario di un negozio di antiquariato a Crossroads. È molto scortese e bugiardo con i suoi clienti. I ninja lo interrogano quando il suo negozio subisce un furto da Cinder. È doppiato in originale da Brian Drummond.
- Hantro è una serpentina donna dalla pelle rosa, che abita a Crossroads ed è una fornitrice che si occupa di recuperare in giro vecchi oggetti con cui fornire i negozi di antiquariato. È doppiata in originale da Sabrina Pitre.

### Altri abitanti di Ninjago City
- Rufus McCallister è un fumettista di Ninjago City che possiede un negozio di fumetti dove vende molti prodotti, tra i quali le opere di Fritz Donnegan. Quandoi ninja perdono la Destiny Bounty, distrutta dal colosso di pietra di Garmadon, Rufus riesce a recuperare i disegni dell'aeronave, permettendo così di ricostruirne una nuova e regalarla ai ninja.
- Patty Keys è una guida turistica ed ex agente immobiliare di Ninjago City. Mostra ai ninja degli appartamenti per poter allenare Lloyd e, in seguito, fa da guida al tempio di Yang.
- Jake è un bambino che indossa spesso una maglietta rossa ed è un accanito fan di Kai. Durante l'attacco del consiglio del re Crystal a Ninjago City, si perde, ma i ninja riescono a farlo ricongiungere con i suoi genitori.
- Jeffy è un bambino allievo del dojo di Dareth. Hai capelli neri e indossa degli occhiali.
- Phil è un allievo di Dareth e si allena nel suo dojo.
- Cathy è una concorrente di Most Ultimate Extreme Ninja Challenge Ever, il programma condotto da Jay quando quest'ultimo si separa dai ninja dopo la temporanea scomparsa di Zane. Cathy è anche nota per avere quattro figli.
- Roice è la madre di Nelson e si preoccupa molto per il figlio.
- Vlad Tutu è un docente di danza che insegna a ballare a Nya, Jay, Nelson, Antonia e il restante della classe.
- NinjaFanInfinity è una influencer di Ninjago City, che prende popolarità quando i ninja ritornano nella scena pubblica dopo la fusione. Indossa una benda azzurra.
- SpinjitzuForDays99 è un altro influencer di Ninjago City, noto per avere un ciuffo di capelli tinto di rosso. Si mostra al pubblico con una maglietta un il disegno di Kai.
- Intelligent George è un influencer di Ninjago che elabora teorie e cospira sulle persone scomparse dopo la fusione.

## Mare infinito

### Isola delle tenebre

#### Overlord
L'Overlord, noto anche come Signore Oscuro, è uno spirito malvagio immortale, il creatore dell'esercito di Pietra e la fonte dell'oscurità e del male. Si manifestò per la prima volta come un'entità oscura primordiale, creato in contrapposizione alla luce, che sfidò il Primo Maestro Spinjitzu per conquistare Ninjago. Dopo una lunga battaglia, il Primo Maestro Spinjitzu lo sconfisse e divise la terra che aveva creato in due isole: una di queste era l'isola delle tenebre, dove l'Overlord venne intrappolato. Non volendosi dare per sconfitto, l'Overlord corruppe il Great Devourer per fargli mordere il figlio maggiore del Primo Maestro di Spinjitzu, Garmadon, così da mettere in moto il suo piano di ritorno a Ninjago. Migliaia di anni dopo, il sangue del Great Devourer risvegliò l'esercito di pietra e l'Overlord corruppe Garmadon, naufragato sull'isola delle tenebre, tentando di sfruttare la sua malvagità. Per questo motivo, al rintocco dell'ultima lancetta, che indicava l'inizio della battaglia finale profetizzata, l'Overlord s'impossessa del corpo di Garmadon e fugge dall'isola delle tenebre e vola verso Ninjago, trasformandosi in un drago oscuro, la sua forma originale. Lì viene raggiunto dai ninja, i quali tentano di sconfiggerlo. La battaglia si conclude con la sconfitta dell'Overlord da parte di Lloyd che, trasformato in ninja d'oro, lo fa esplodere con la conseguenza di un ritorno della luce a Ninjago.
Qualche tempo dopo, l'Overlord torna di nuovo sotto forma di virus digitale, sfruttando le tecnologie di Cyrus Borg che aveva costruito la sua torre principale proprio dove l'Overlord era stato precedentemente sconfitto. L'Overlord, anche grazie all'aiuto di Pythor, tenta di impossessarsi del potere d'oro di Lloyd, il quale, però, torna ad essere il ninja verde proprio per evitare che ciò accada. L'Overlord riesce comunque ad attingere al potere d'oro e soggioga Ninjago City, ma, grazie a un sacrificio di Zane, viene sconfitto. Da questo momento in poi, lo spirito dell'Overlord diventa dormiente, ma con sempre più azioni criminali, accumula sempre più poteri che portano al suo risveglio. Quando Harumi muore, l'Overlord, sotto il nome di re Crystal, la contatta prima di accedere al regno dei defunti e le offre la possibilità di ritornare in vita, in cambio che lei lo aiuti a tornare a Ninjago. Harumi, non capendo subito che si tratti dell'Overlord, lo asseconda e lui riesce ad attingere al potere dei cristalli. Ordina poi ad Harumi di costruire un esercito di vengestone con cui contrastare i ninja e, in seguito, riesce a tornare a Ninjago con un nuovo corpo. Si mette al comando del consiglio del re Crystal, formato da vecchi nemici dei ninja come Pythor, Vangelis, Aspheera, Mr. F e il meccanico. Tuttavia, dopo una battaglia finale, viene di nuovo sconfitto da Lloyd e rimandato nel suo stato dormiente. È doppiato in originale da Scott McNeil e in italiano da Massimo Rinaldi.

### Isola del faro

#### Echo Zane
Echo Zane è un nindroide costruito dal dottor Julien. Il suo corpo è stato realizzato basandosi sul progetto originale di Zane e, infatti, il suo aspetto è in qualche modo simile al modello del "fratello", tranne per il fatto che sembra più arrugginito e, invece di un nucleo energetico, ha una fonte di energia a carica. Sembra essere meno intelligente di Zane, ma possiede comunque un senso di lealtà e amicizia nei confronti delle persone. Echo Zane viene trovato da Jay e Nya in un seminterrato, tramite un passaggio segreto, all'isola del faro. Si allea con loro per fronteggiare i pirati dei cieli e, quando Jay rimane da solo, si unisce a una squadra creata da Jay stesso per sconfiggere Nadakhan. Durante la battaglia, incontra anche Zane, ma a causa del desiderio di Jay, gli avvenimenti vengono annullati. È doppiato in originale da Brent Miller e in italiano da Alessandro Rigotti.

#### Tai-D
Tai-D è un piccolo robot creato dal dottor Julien per essere assistito nelle mansioni quotidiane. Tai-D fu creato sull'isola del faro e tenne compagnia a Julien durante il suo soggiorno lì. Incontra Wu, Misako e i ninja quando questi arrivano al faro: in questa occasione, Julien gli chiede di servire il tè. Tai-D stupisce così i ninja, poiché nonostante le sue ridotte dimensioni, dimostra di essere in grado di svolgere azioni come quella ordinata dal suo creatore. Tempo dopo, nella linea temporale alternativa, annullata dal desiderio di Jay, Tai-D ritrova alcuni dei ninja, ovvero Jay stesso e Nya. Aiuta i due a riordinare l'interno del faro, gioca a scacchi con loro e gli conduce da Echo Zane. All'arrivo di Nadakhan al faro, cerca di combattere contro i pirati dei cieli, fornendo, però, solo un minimo aiuto. È doppiato in originale da Michael Adamthwaite.

### Isola di Chen

#### Chen
Il maestro Chen era il capo di una setta segreta di seguaci che volevano diventare anacondrai e l'ex proprietario della fabbrica di Noodle che lui stesso ha fondato. Si sposò con una maestra dell'ambra ed ebbe con lei una figlia, Skylor, che ereditò il potere della madre. In seguito, fece da maestro a Garmadon e un altro suo allievo, Clouse, ma il primo lo abbandonò per tornare da Wu. In passato, inoltre, Chen fu il responsabile della guerra tra umani e serpentine; tale azione, portò gli altri abitanti di Ninjago a esiliarlo su un'isola di Ninjago City, dove passò il resto della sua vita. Non datosi per vinto, Chen, volendo diventare un anacondrai, per via dell'enorme forza che questo tipo di serpentina possiede, comincia a realizzare il suo piano, operando dalla sua isola con attività criminali che i suoi scagnozzi compiono a Ninjago City, coperti dalla fabbrica di noodle che viene sfruttata come facciata del piano. Comprendendo che per diventare un anacondrai ha bisogno di una vasta quantità di poteri degli elementi, crea così il torneo degli elementi, invitando anche i ninja a partecipare, dicendo loro che sa dove si trova Zane, ritenuto ormai morto. Per il suo piano, decide di farsi aiutare anche da sua figlia Skylor, la quale però lo tradisce a metà torneo per schierarsi dalla parte dei ninja. Riesce comunque a diventare un anacondrai e a generare una nuova guerra, ma grazie al sacrificio di Garmadon, che libera i veri anacondrai banditi nel regno maledetto, Chen viene bandito anche lui e sconfitto definitivamente insieme a Clouse e i suoi scagnozzi. Tempo dopo, ritorna come fantasma nel giorno di chi non c'è più, ma viene battuto da Kai e Nya e rispedito nel regno maledetto. È doppiato in originale da Ian James Corlett e in italiano da Mino Caprio.

#### Clouse
Clouse è un maestro della magia oscura ed è stato per molto tempo il braccio destro del maestro Chen. In passato, Clouse conobbe Garmadon e si alleò con lui sotto la protezione di Chen. Durante quel periodo, perse inizialmente l'opportunità di diventare il braccio destro di Chen in una lotta con Garmadon che perse nel cortile di allenamento, scatenando così il suo odio ardente contro di lui. Tuttavia, quando Garmadon abbandonò Chen, Clouse divenne finalmente il suo braccio destro. Durante il torneo degli elementi, aiuta il suo maestro a compiere la trasformazione da umano ad anacondrai, sfruttando la sua magia oscura. Tuttavia, nonostante il piano venga completato, lui e Chen vengono banditi nel regno maledetto grazie a un sacrificio di Garmadon. In seguito, quando Morro libera il Preminente, Clouse riesce a fuggire dal regno maledetto e ritorna a Ninjago come fantasma. Dopo aver preso informazioni dalla biblioteca di Domu, trova la teiera di Tyrahn e libera il djinn intrappolato all'interno, Nadakhan, il quale però lo inganna e lo cattura nella terra stessa. Quando Jay esprime il desiderio che annulla tale linea temporale, Clouse non riesce a trovare la teiera e non libera più Nadakhan. È doppiato in originale da Scott McNeil.

#### Scagnozzi di Chen
Gli scagnozzi di Chen sono tutti coloro che lo servono, che lo aiutano nel suo piano e che lavorano con lui sull'isola. Tra questi ci sono: Zugu, uno dei generali dei cultisti anacondrai che sovrintendevano alla produzione delle merci alla fabbrica dei noodles; Eyezor, ovvero colui che fa trovare l'invito per il torneo degli elementi ai ninja; Kapou e Chope, due guardie che lavorano sull'isola di Chen e che spesso sono protagonisti di situazioni comiche.

### Turbine delle tempeste
Il turbine delle tempeste è un'area a sud dell'isola di Ninjago, nel quale sono presenti diverse isole inesplorate dove vivono i custodi dell'amuleto, protettori dell’amuleto della tempesta di Wojira, donatogli dal Primo Maestro di Spinjitzu dopo che la creatura marina fu sconfitta.

#### Mammatus
Mammatus è il capo dei custodi dell'amuleto. Come il resto dei suoi simili, Mammatus ricevette la responsabilità concessa dal Primo Maestro Spinjitzu di proteggere l'amuleto della tempesta, chiave per risvegliare Wojira. È infatti lui a possedere la chiave per girare la pietra in cui è incastonato l'amuleto. Ingannato nel credere che Wojira si fosse risvegliato, nonostante fosse senza amuleto, e si stesse preparando ad attaccare l'isola, Mammatus ordinò ai custodi di placare la bestia donandogli ricchezze, ma il piano non ebbe successo. Quando Misako, Wu, Clutch Powers e i ninja arrivano sull'isola, vengono tutti quanti catturati dai custodi, poiché Mammatus crede che loro vogliano rubare l'amuleto. Per placare la bestia quindi, ordina ai custodi di gettare Jay in mare, ma in quel momento, i ninja scoprono che Wojira è soltanto una finta creatura di legno creata da qualcuno. Pertanto, Mammatus aiuta i ninja a trovare un posto in cui l'impostore possa nascondersi, mostrando loro una mappa. La situazione si risolve con i ninja che scoprono che l'impostore è Ronin, per cui Mammatus continua a proteggere l'amuleto in tranquillità. Tempo dopo, i ninja si recano da lui per richiedere l'amuleto, in quanto rivelano che Kalmaar sta andando lì per rubarlo. Tuttavia, Zane si accorge che l'amuleto è un falso e Mammatus si dispera, rincuorato però dai ninja, che si mettono subito alla ricerca del vero amuleto. È doppiato in originale da Paul Dobson e in italiano da Gabriele Vender.

#### PoulErik
PoulErik è il secondo in comando a Mammatus, e quindi vice-capo dei custodi dell'amuleto della tempesta. Possiede due teste, una sopra l'altra, ma nonostante abbia due cervelli, la sua mente è connessa, poiché entrambe le teste possono dire la stessa cosa contemporaneamente. Questa sua caratteristica fisica lo rende orgoglioso e crede che chiunque nasca con due teste sia destinato a cose più elevate. Quando i ninja vengono catturati e Mammatus decide di donare Jay a Wojira, convinto che così possa placarlo, non sapendo che è solo una finzione, PoulErik si occupa proprio di Jay, prendendosi cura di lui e portandogli del cibo. Quando i ninja tornano sull'isola per avvisare i custodi dell'arrivo di Kalmaar, PoulErik è il primo ad accompagnarli da Mammatus. È doppiato in originale da Brian Drummond (prima testa) e Vincent Tong (seconda testa).

### Merlopia
Merlopia è una città che sorge sotto l'oceano, nel punto più basso degli abissi, dove abitano i merlopiani, creature in grado di respirare sia fuori che sott'acqua. Vicino a Merlopia è presente il tempio nel quale, per millenni, è stata dormiente Wojira.

#### Trimaar
Trimaar era il re di Merlopia, padre di Kalmaar e padre adottivo di Benthomaar. Quest'ultimo lo adottò dopo averlo trovato abbandonato in una parte sperduta dell'oceano. Il suo figlio di sangue, Kalmaar, invece, continuava a fargli domande su Wojira, in quanto voleva risvegliare la creatura marina; Trimaar cercava di sviare sempre l'argomento e cercava di agitare che suo figlio venisse a sapere come risvegliare Wojira. Passati degli anni, Trimaar riceve i ninja nel palazzo di Merlopia: questi gli raccontano che Kalmaar ha trovato Wojira è sta tentando di risvegliarla, mentre loro stanno facendo delle indagini, motivo per il quale si trovano in quel territorio. Trimaar, scosso dalla notizia, chiama subito Kalmaar nella sala del trono e lo sgrida per quanto fatto, ma il figlio, stanco delle suo restrizioni, lo colpisce a morte e incolpa i ninja dell'accaduto. Poco dopo, nella sala giunge Benthomaar, che lo porta in spalla per portarlo da un dottore. Tuttavia, Trimaar lo incita a fermarsi e gli svela che il suo attentatore è Kalmaar. Dopodiché muore tra le braccia di Benthomaar. È doppiato in originale da Ron Halder e in italiano da Roberto Fidecaro.

#### Kalmaar
Kalmaar era il figlio di Trimaar e, quindi, il merlopiano erede al trono della città sommersa. Fin da piccolo, sviluppa una forte avversione verso gli umani, che ritiene come coloro che hanno "sporcato" il mare infinito con le loro terre, togliendo spazio ai merlopiani. Comincia ad odiare anche suo fratello adottivo Benthomaar, in quanto ritiene che il padre tenga più a lui. Quando Kalmaar scoprì dove riposava Wojira, ingannò Benthomaar per arrivare nel luogo desiderato e si mise all'opera per risvegliare la creatura, facendosi aiutare da Gripe e Glutinous. Tuttavia, gli impulsi per tentare di svegliare Wojira, attirano l'attenzione dei ninja. Nya e Maya lo scoprono, ma lui le cattura cercando di scoprire dove si trova l'amuleto della tempesta. Dopo una serie di vicissitudini, Kalmaar viene convocato da suo padre Trimaar, furioso con lui, in quanto Nya e Maya, liberatosi, gli hanno raccontato tutto. Kalmaar, allora, uccide suo padre e dà la colpa ai ninja, inimicandosi suo fratello adottivo Benthomaar, ma divenendo nuovo re di Merlopia. In seguito, riesce a recuperare l'amuleto della tempesta dal club degli esploratori e risveglia Wojira, controllata col dolore tramite il suo scettro. Attacca quindi Ninjago City, inondandola col mare infinito. Si scontra in seguito con Nya, che riesce per un momento a mettere fuori gioco; tuttavia, si ritrova costretto a fronteggiare anche Benthomaar, il quale gli rompe lo scettro, togliendogli il controllo su Wojira. Kalmaar muore così divorato proprio dalla creatura marina incontrollata. È doppiato in originale da Giles Panton e in italiano da Francesco Cavuoto.

#### Benthomaar
Benthomaar è il figlio adottivo di Trimaar. Abbandonato dai suoi genitori quando era piccolo, venne trovato proprio da Trimaar, che, impietosito, decise di adottarlo. Grazie al suo padre adottivo, Benthomaar imparò la maggior parte delle cose riguardanti Merlopia, ma fece fatica ad avere un buon rapporto con Kalmaar, che lo ripudiava. In seguito alla morte di Trimaar, Benthomaar, sapendo che l'assassino era proprio Kalmaar, decide di schierarsi dalla parte dei ninja e li aiuta a fuggire da Merlopia e a recuperare l'amuleto della tempesta. Dopo vari tentativi, i ninja recuperano l'amuleto, non sapendo che si tratti di un falso. Benthomaar, intanto, viene invitato dai ninja a stare al monastero, dato che Merlopia viene controllata da Kalmaar. Quando quest'ultimo torna a Ninjago City con Wojira, risvegliato grazie al vero amuleto, Benthomaar lo affronta e gli rompe lo scettro con Kalmaar cui controllava la creatura, provocando così la morte del suo fratellastro. In seguito, diventa lui il re di Merlopia e accorre in aiuto ai ninja quando questi affrontano il consiglio del re Crystal. È doppiato in originale da Cole Howard e in italiano da Claudio Maria Pascoli.

#### Gripe
Gripe è un merlopiano verde, nonché primo servitore di Kalmaar. In passato, quando Kalmaar faceva ricerche su Wojira, arrivando anche a seri litigi con Trimaar, Gripe gli consigliava di ascoltare il padre, in quanto la fossa del tartaro, luogo in cui Wojira riposava, era un luogo decisamente pericoloso e non ne valeva la pena rischiare. Tuttavia, aiutò il suo capo quando quest'ultimo sfruttò Benthomaar per arrivare al tempio e, in seguito, si mise all'opera per servire in tutto e per tutto Kalmaar, così da fargli raggiungere il suo obiettivo. Quando Nya e Maya s'intrufolano nel tempio e vengono catturate, Gripe fa loro da guardia, non riuscendo tuttavia a trattenerle. Arrabbiatosi con gli altri merlopiani, tenta in tutti i modi di ricatturare le due, ma fallisce. Successivamente, aiuta Kalmaar a recuperare l'amuleto della tempesta e, quando risveglia Wojira, lo aiuta a soggiogare Ninjago City con l'oceano e affronta i ninja in battaglia, perdendo. Dopo la sconfitta di Kalmaar, viene considerato traditore di Merlopia. È doppiato in originale da Brian Drummond e in italiano da Gabriele Vender.

#### Glutinous
Glutinous è un merlopiano senza gambe, che riesce a camminare grazie a delle protesi robotiche. Porta sempre con sé una lente d’ingrandimento con cui svolgere i suoi studi. È infatti uno scienziato, molto introverso e fifone, che decide di aiutare Kalmaar a risvegliare Wojira, minacciato soprattutto dalla sua paura. Nonostante i numerosi tentativi in cui inserisce amuleti sbagliati nella fessura sulla testa di Wojira, non si scoraggia, ma allerta Kalmaar che l'amuleto giusto non si trova a Merlopia, ricevendo comunque sgridate e incitazioni a provarci ancora. Quando Kalmaar entra in possesso del vero amuleto, tuttavia, Glutinous si spaventa e lo avvisa di aspettare a risvegliare la creatura, in quanto le conseguenza potrebbero essere devastanti. Kalmaar non gli dà ascolto e risveglia Wojira. Così, Glutinous, capendo la pericolosità della creatura marina, si reca a Ninjago City e avvisa i ninja dell'arrivo di Kalmaar, dichiarandosi pentito di aver lavorato con lui. È doppiato in originale da Sam Vincent.

## Serpentine

### Hypnobrai
Gli Hypnobrai, il cui nome deriva da hipnosis (ipnosi), sono una delle tribù di serpentine che abitano il mondo di Ninjago. Ispirati al cobra indiano, presentano una colorazione blu scuro con motivi gialli e grigi. Il loro tratto distintivo è la capacità di ipnotizzare le vittime attraversò gli occhi a spirale e i sonagli. Gli Hypnobrai sono la prima tribù di serpentine ad essere risvegliata nella serie da Lloyd.

#### Skales
Skales è inizialmente il generale della tribù Hypnobrai e, successivamente, diventa re delle serpentine. Marito di Selma e padre di Skales Jr., è una delle figure serpentine più ricorrenti nella serie. Sale al potere sconfiggendo l'allora generale Slithraa nella Slither Pit, e viene inizialmente liberato da Lloyd Garmadon, che cerca invano di reclutare gli Hypnobrai al proprio servizio. Skales si unisce successivamente a Pythor e alle altre tribù serpentine nel tentativo di risvegliare il Great Devourer, che una volta riportato in vita semina distruzione in tutta Ninjago. Dopo la catastrofe, Skales si autoproclama re delle serpentine, titolo che gli viene temporaneamente sottratto da Lord Garmadon, con cui forma un'alleanza prima di tradirlo e gettarlo in mare. Ritornato alla guida delle tribù, conduce le serpentine nel sottosuolo, dove sono coinvolti nell'involontaria resurrezione dell'Esercito di Pietra. Col tempo, le serpentine decidono di stabilirsi definitivamente sottoterra, lontani dal mondo degli umani. Durante questo periodo, Skales si sposa e diviene padre, adottando una vita pacifica. Malgrado il suo ritiro dalla superficie, interviene in diverse occasioni cruciali: aiuta i ninja durante l'attacco del Maestro d'oro, combatte con i maestri degli elementi contro i cultisti Anacondrai di Chen, collabora nella ricerca dei Vermillion e viene consultato riguardo la minaccia di Aspheera. Infine, durante la battaglia contro l'Overlord e il suo esercito di vengestone, Skales rompe il suo isolamento e combatte a fianco degli Hypnobrai per difendere Ninjago City, riaffermando il suo ruolo di alleato indipendente. È doppiato in originale da Ian James Corlett e in italiano da Oliviero Dinelli.

#### Altri Hypnobrai
- Selma: doppiata nella versione originale da Jillian Michaels.
È un Hypnobrai femmina, di colore rosa, moglie di Skales. Ne Il riavvio convince Skales a narrare ai ninja la maledizione del Maestro d'Oro, e ne Il torneo degli elementi, prende parte alla guerra contro gli Aspiranti Anacondrai.
- Skales Jr.: doppiato nella versione originale da Alyssya Swales.
È il figlio di Skales e Selma, ma nonostante abbia la pelle blu, ha le sembianze di un umano. È molto simile a Rattla. È molto legato ai genitori, soprattutto a Skales; durante la battaglia contro i falsi Anacondrai, combatte assieme a un altro bambino umano.
- Slithraa: doppiato nella versione originale da John Novak e da Ian James Corlett.
È il vecchio leader degli Hypnobrai. Ne Il risveglio dei serpenti è controllato da Lloyd, in quanto cercando di ipnotizzarlo è rimasto ipnotizzato lui stesso dal suo riflesso. Contrariamente a Skales, è molto malvagio e impulsivo.
- Rattla: doppiato nella versione originale da Paul Dobson.
È uno dei pochi Hypnobrai con fattezze umane. Non è molto apprezzato dalle Serpentine, ma è un ottimo combattente, solo che obbedisce agli ordini indipentemente da chi li dà e da chi siano i suoi nemici.
- Mezmo: doppiato nella versione originale da Michael Adamthwaite.
È un ottimo stratega e obbedisce agli ordini solo se ne capisce lo scopo. Compare nel Il risveglio dei serpenti, lamentandosi con Skales del fatto che Slythraa sia sotto il controllo di Lloyd.

### Fangpyre
I Fangpyre sono la seconda tribù di Serpentine a essere liberata da Lloyd. Sono spesso bicefali e di colore rosso e bianco, e possono trasformare chiunque mordano in esseri serpentiformi. Se mordono loro stessi spunta loro un'altra testa. Il loro nome deriva da Fang (zanna) e Pyre (pira).
- Fangtom: doppiato in italiano da Ambrogio Colombo, mentre nella versione originale da MacKenzie Gray.
È il leader dei Fangpyre, ed è un bicefalo. È l'unico ad avere fiducia in Lloyd e ne Il risveglio dei serpenti decide di aiutarlo a sconfiggere gli Hypnobrai, ma nonostante la rivalità fra tribù, Lloyd scopre che Fangtom è amico di Skales, il generale Hypnobrai.
- Fangdam: È il guerriero dei Fangpyre ed è il fratello di Fangtom con il quale condivide la caratteristica di avere due teste.
- Fang-suei: È il capitano d'élite dei Fangpyre. Non è un bicefalo come i suoi superiori e se riceve un ordine lo esegue subito.
- Snappa: È la migliore spia dei Fangpyre, molto istintiva. Obbedisce subito agli ordini che gli vengono impartiti, ma dopo averli eseguiti espone tutti i suoi dubbi.

### Constrictai
I Constrictai sono tra le prime a essere liberate da Pythor e sono capaci di scavare gallerie a grande velocità stritolando un uomo in poco tempo grazie alla loro forza. Il loro nome deriva infatti da "constrictor", una famiglia che comprende serpenti capaci di stringere con forza.
- Skalidor: doppiato nella versione originale da Michael Dobson.
È il generale dei Constrictai, il sottogruppo più stupido tra le Serpentine, ma più intelligente nella sua specie. È dotato di grosse spine arancioni situate lungo il corpo e due lunghe zanne argentate.
- Bytar: doppiato nella versione originale da Kirby Morrow.
È un ottimo combattente, braccio destro di Skalidor.
- Chokun: doppiato nella versione originale da Vincent Tong.
È tra i migliori combattenti Constrictai, anche se ha dei problemi nella lotta per via della sua bassa statura.
- Snike: doppiato nella versione originale da Brent Miller.
È un altro guerriero Constrictai ma dalle fattezze umane.

### Venomari
I Venomari sono un'altra tribù delle Serpentine, anche se hanno sembianze umane di colore verde chiaro, mentre con fattezze Serpentine sono verde scuro, con una testa da cobra e quattro occhi gialli. Confondono gli avversari grazie a un veleno allucinogeno, infatti il loro nome deriva da "venenum", ossia veleno in latino.
- Acidicus: doppiato nella versione originale da Paul Dobson.
È il generale dei Venomari, inizialmente è diffidente nei confronti di Pythor, per poi ricredersi quando ritroverà la mappa delle lame di Zanna. In Segreti dello Spinjitzu proibito racconta nel dettaglio la storia di Aspheera ai ninja.
- Lizaru: doppiato nella versione originale da Vincent Tong
È il secondo di Acidicus e un ottimo combattente, capace di catturare tra le più grandi creature palustri per poi divorarle. È considerato il migliore della sua specie, infatti in molti cercano di imitarlo.
- Spitta: doppiato nella versione originale da Kirby Morrow.
È un grande guerriero, ma ha i denti molto lunghi e sbava veleno ovunque. È molto fedele ad Acidicus e Skales.
- Lasha: È un Venomaro dalle fattezze umane che ha perso un occhio in passato e presenta grosse macchie di sangue coagulato sul corpo. È fedele a chiunque sia il suo signore.

### Anacondrai
La tribù Serpentina Anacondrai è stata coinvolta in passato in una guerra, e assoldata dal Maestro Chen per i suoi poteri. Wu e gli altri Maestri Elementali hanno poi spedito i Generali Anacondrai nel Regno Maledetto, e rinchiuso gli altri in una tomba sotterranea.
- Pythor P. Chamsworth: doppiato in italiano da Sergio Lucchetti e Luigi Ferraro, mentre nella versione originale da Michael Dobson.
È l'ultimo Anacondrai rimasto in vita. Ne Il risveglio dei serpenti, una volta liberato da Lloyd, assolderà le altre tribù delle serpentine e risveglierà il Great Deveoruer, da cui viene mangiato. Ne Il riavvio si scopre che è vivo e che dopo essere uscito dallo stomaco del Great Devourer, la sua pelle è cambiata da viola a bianca. In questa stagione si allea con l'Overlord. Ne Il giorno di chi non c’è più attacca Lloyd, ma senza successo. In Cristallizzati viene catturato dai Nuovi Ninja, ma scappa di prigione alleandosi con il consiglio del Re Cristallo. Pythor si differenzia dagli altri Anacondrai grazie al suo collo molto lungo durante la battaglia di cristallo fu stato ucciso fulminato da jay ricupera i suoi nunchuck del fulmine di rendere la tribu dei anacondrai estinta.
- Arcturus: doppiato nella versione originale da Scott McNeil.
È stato il generale Anacondrai durante la prima guerra serpentina, esiliato nel Regno Maledetto in seguito alla vittoria degli umani nella guerra. Ne Il torneo degli elementi viene liberato dai Ninja e da Pythor sotto forma di spirito. Nella prima guerra serpentina si differenzia dai guerrieri anacondrai grazie alle due gemme di luce che ha sul petto e sul corpo ma anche grazie alla sua armatura dorata.

### Vermillion
È una tribù Serpentina che ha il corpo formato da dei serpenti, è la progenie del Great Devourer.
- Macchia: Comandante supremo dei Vermillion. L'unica donna della tribù delle Serpentine. All'inizio comandava insieme ai generali Blunk e Raggmunk, ma è salita di grado dopo aver recuperato dai ninja due delle lame del tempo che hanno sottratto a Krux e Acronix.
- Raggmunk: Generale secondario dei Vermillion, non va d'accordo con Blunk; possiede un'armatura che ricopre gran parte del suo corpo.
- Blunk: Altro generale secondario, che litiga spesso con Raggmunk.
- Rivett: Soldato Vermillion rosso e privo di un occhio.
- Slackjaw: Soldato Vermillion uguale a Raggmunk ma di colore rosso.
- Buffmilion: Variante dei soldati Vermillion. È gigantesco, possiede quattro teste-serpenti ed è dotato di una eccezionale forza bruta, ma non è molto intelligente.

### Pyro vipere

#### Aspheera
Aspheera è una serpentina maga, rimasta imprigionata per anni in una piramide a causa di Wu, in quanto dopo che questi le ha insegnato lo spinjitzu, lei lo ha usato per scopi malvagi. Viene liberata dopo millenni da Nya e Jay per sbaglio e si mette alla ricerca di Wu, che considera suo impostore. Viene sconfitta da Zane e mandata in prigione. In seguito, viene liberata dai ninja poiché, sapendo che è l'unica a poter prosciugare i poteri degli elementi, vogliono che lo faccia con Nya per salvarla dalla forma in cui si era precedentemente trasformata. Tuttavia, dopo aver contribuito ad aiutare i suoi nemici, si unisce al consiglio del Re Crystal, con cui subirà un'ennesima disfatta. Doppiata in lingua originale da Pauline Newstone e Kathleen Barr, mentre in italiano da Sabrina Duranti.

#### Serpenti di fuoco
- Char: Viene trovato da Asphera nel museo di Ninjago, diventando il suo braccio destro. Non è un abile guerriero e non è molto intelligente e dal corpo nero e possibile che si tratti di un Constrictai. Doppiato in italiano da Ivan Andreani.
- Pyro distruttore: Guerriero dell"esercito di vipere.
- Pyro falciatore: Guerriero dell'esercito di vipere.
- Pyro frustatore: Guerriero dell'esercito di vipere.

## Maestri degli elementi

### Comparsi al torneo degli elementi
Il torneo degli elementi è una competizione tra maestri elementali, il cui vincitore avrebbe ricevuto fortune, almeno a detta dell'organizzatore, Chen, il quale, invece, usa il torneo come stratagemma per rubare i poteri dei concorrenti, così da poterli usare in un incantesimo utile a trasformare lui e i suoi seguaci in Anacondrai.

#### Ash
Ash è il primo maestro elementale del fumo a comparire nella serie. I ninja lo conoscono al torneo degli elementi organizzato dal maestro Chen. Qui, Ash si dimostra un accanito concorrente della competizione e, nel terzo round dell'evento, finisce per combattere contro Kai all'interno della riproduzione di un vulcano, dove mostra per la prima volta le abilità del potere del fumo. Infatti è in grado di trasformarsi nel fumo stesso e diventare intangibile. Al termine del combattimento, Ash resta sconfitto da Kai e viene eliminato dal torneo. Viene quindi privato di nascosto dei suoi poteri degli elementi da Chen, il quale lo schiavizza facendolo lavorare nella fabbrica di noodle. In seguito, Ash si allea con i ninja per sconfiggere Chen e, insieme agli altri maestri degli elementi, combatte contro i cultisti anacondrai. Dopo la fusione, il suo potere passa per cause ignote a Cinder. È doppiato in originale da Brent Miller.

#### Bolobo
Bolobo è il maestro elementale della natura. Possiede dei capelli è una folta barba castani. È in grado di creare delle liane con il suo bastone, con il quale può imprigionare l'avversario. Partecipa al torneo degli elementi del maestro Chen e, nel secondo round dell'evento, si ritrova a combattere contro contro Neuro, maestro della mente. Bolobo esce sconfitto dalla sfida e finisce per essere eliminato dal torneo e, dunque, schiavizzato nella fabbrica di noodle. Quando i ninja sventano il piano di Chen, Bolobo si allea con loro per sconfiggere il nemico comune. In seguito, durante l'egemonia di Garmadon su Ninjago, Bolobo viene catturato dai Figli di Garmadon e incarcerato nella prigione di Kryptarium, da dove poi scappa quando viene liberato. È doppiato in originale da Michael Adamthwaite.

#### Chamille
Chamille è la maestra elementale della forma, potere che le permette di cambiare aspetto. Partecipa come i ninja al torneo degli elementi e, grazie al suo potere, riesce a ricavare informazioni dagli avversari fingendosi un'altra persona, come quando si trasforma in Kai. Può infatti assumere le sembianze di qualsiasi persona che abbia toccato almeno una volta. Si ritrova a gareggiare in una sfida di pattini contro Lloyd, ovvero una gara in cui gli altri maestri elementali si schierano dalla parte di uno dei due sfidanti. Chamille riesce a convincere tutti i maestri degli elementi tranne i ninja, che gareggiano invece con Lloyd. Dopo un'intensa serie di ostacoli e attacchi principalmente da parte di Chamille e del suo gruppo, Lloyd vince il round. Nonostante Chen, per il suo odio verso i ninja, cerchi di non eliminarla, è costretto a farlo per via del regolamento, incitato anche dagli altri maestri degli elementi. Chamille viene quindi messa a lavorare nella fabbrica di noodle e, in seguito, si allea con i ninja per sconfiggere Chen. Anni dopo, partecipa anche al torneo delle sorgenti, perdendo contro Sora. È doppiata in originale da Marÿke Hendrikse.

#### Gravis
Gravis è il maestro elementale della gravità, potere che gli permette di lievitare. Partecipa al torneo degli elementi organizzato dal maestro Chen e, nel secondo round dell'evento, si ritrova a scontrarsi contro il maestro della velocità, Griffin Turner. Al termine del combattimento, Gravis resta sconfitto e viene pertanto eliminato dal torneo, con la conseguenza che Chen gli ruba di nascosto i poteri e lo schiavizza facendolo lavorare nella fabbrica di noodle. Quando Chen rivela la sua vera natura, Gravis si allea con i ninja per sconfiggerlo e, insieme agli altri maestri degli elementi, combatte contro i cultisti anacondrai. È doppiato in originale da Mark Oliver e Kirby Morrow.

#### Mr. Pallido
Mr. Pallido, chiamato in lingua originale Mr. Pale, è il maestro elementale della luce. Nella serie, la sua pelle è sempre invisibile, ma lui è riconoscibile grazie ai vestiti che indossa, tra cui un cappello bianco e degli occhiali dorati; questi ultimi sono presenti anche nella sua minifigure, dove la pelle, invece, è di colore grigio, a rappresentare l'invisibilità. Partecipa al torneo degli elementi del maestro Chen, dove viene ingannato e catturato da Clouse nell'ultimo round. Successivamente, si unisce ai ninja per sconfiggere Chen e recuperare i suoi poteri. Tempo dopo, quando Garmadon soggioga Ninjago, insieme ad altri maestri degli elementi, accorre in aiuto a Lloyd, ma viene catturato dai Figli di Garmadon e rinchiuso a Kryptarium. Successivamente, riesce a fuggire e si unisce alla battaglia finale contro la gang di motociclisti. Passanti anni, dopo la fusione, Mr. Pallido viene invitato a partecipare al torneo delle sorgenti della città dei templi. Qui si scontra con Lloyd, perdendo la sfida e venendo eliminato. A causa delle regole del torneo delle sorgenti, i suoi poteri passano a Lloyd e, per la prima volta nella serie, è possibile vedere il suo volto, fino a quel momento invisibile. Alla fine del torneo recupera i poteri e aiuta i ninja a sconfiggere i guerrieri lupo scatenati da Nokt e Rox. È doppiato da Kirby Morrow e da Ian Hanlin.

#### Jacob Pevsner
Jacob Pevsner è il primo maestro elementale del suono a comparire nella serie, dove ha dei baffi e un pizzetto neri, possiede una grande acconciatura afro e indossa occhiali color verde acqua con stelle argentate al centro. Nella sua minifigure, tuttavia, non ha il pizzetto e gli occhiali non sono rotondi con delle stelle al centro, ma sono direttamente a forma di stella. Secondo il sito ufficiale della LEGO è cieco ma ha sviluppato meglio gli altri sensi, soprattutto l'udito. Gareggia insieme agli altri maestri degli elementi nel torneo organizzato dal maestro Chen. Si ritrova a scontrarsi contro Skylor, maestra dell'ambra, non riuscendo a vincere e venendo, di conseguenza, eliminato dalla competizione. In seguito, con tutti i perdenti, viene privato dei suoi poteri in segreto da Chen e costretto a lavorare nella fabbrica di noodle. Grazie poi all'intervento dei ninja, Jacob riesce a fuggire dall'isola di Chen. Dopo la fusione, il suo potere passa per cause ignote al merlopiano Teelk. È doppiato da Paul Dobson.

#### Karlof
Karlof è il maestro elementale del metallo, potere che gli permettete di rendere più grosso e robusto il suo corpo, trasformandolo in metallo. Come lui stesso afferma in vari episodi, e come è scritto sul sito ufficiale della LEGO, proviene da una terra di Ninjago chiamata Metalonia, dove in passato era un ingegnere aeronautico. Partecipa al torneo degli elementi del maestro Chen, venendo tuttavia eliminato al primo round, in una sfida "tutti contro tutti", in cui ha perso alla fine, anticipato da Kai, ultimo vincitore del round. È pertanto il primo maestro degli elementi privato del suo potere da Chen e spedito contro la sua forza a lavorare nella fabbrica di noodle. In questo posto, fa amicizia con Cole quando quest'ultimo viene anch'esso eliminato. Insieme, i due riescono ad eludere le guardie e a fuggire dalla fabbrica. In seguito, Karlof si allea con tutti i ninja e gli altri maestri degli lementi per fermare Chen al corridoio degli anziani ed evitare che diventi un anacondrai. Anni dopo, con alcuni maestri degli elementi, si reca a Ninjago City per salvare Lloyd, Nya e altri alleati dai Figli di Garmadon, i quali avevano preso il controllo di Ninjago. Karlof entra quindi nella resistenza creata da Lloyd per sconfiggere Garmadon. Aiuta dunque il ninja verde nell'impresa, ma viene catturato dalla gang e rinchiuso in prigione; qui, grazie al suo potere e alla forza di volontà, riesce a distruggere le sbarre, scatenando una reazione a catena in cui tutti gli alleati dei ninja vengono liberati. Si dirige poi a Ninjago City e partecipa alla battaglia finale, dove Garmadon viene sconfitto. È doppiato in originale da Scott McNeil.

#### Neuro
Neuro è il maestro elementale della mente, potere che gli permette di leggere nella mente degli avversari, anticipando così le loro mosse, o guardando nei loro ricordi, ma che, come scritto sul sito ufficiale della LEGO, a causa delle troppe voci nella testa, lo ha reso nervoso. Al torneo degli elementi del maestro Chen, di carattere si presenta molto saggio e perspicace e, a volte, anche piuttosto diffidente, specialmente nei confronti degli altri combattenti. Quando i ninja scoprono i piani di Chen, chiedono il suo aiuto per capire qual è il vero obiettivo dell'organizzatore del torneo. Neuro, allora, guarda nei ricordi di Clouse, l'assistente di Chen, scoprendo dell'incantesimo per diventare anacondrai e rivelandolo ai ninja. Alla fine del torneo, quando Chen rivela i suoi piani, Neuro combatte a fianco ai ninja nel corridoio degli anziani per sconfiggere il nemico. In seguito, si reca a Ninjago City con altri maestri degli elementi per aiutare Lloyd a sconfiggere Garmadon. Passati anni, dopo la fusione, Neuro viene invitato a partecipare al torneo delle sorgenti della città dei templi: qui si ritrova a scontrarsi con Nokt in uno scontro uno contro uno, ma perde la sfida e viene eliminato. È doppiato in originale da Paul Dobson e in italiano da Luca Graziani e Gianni Giuliano.

#### Tox
Tox è la maestra elementale del veleno. Alla prima comparsa nella serie, i suoi capelli hanno un'acconciatura simile a quella di P.I.X.A.L., raccolti in una coda corta e di colore verde. Partecipa al torneo degli elementi del maestro Chen: durante l'evento, Tox combatte contro Shade, il quale la sconfigge con il potere dell'ombra. In seguito, Tox, privata dei suoi poteri e costretta a lavorare nella fabbrica di noodle come tutti i perdenti, si unisce ai ninja per sconfiggere Chen nel corridoio degli anziani. Dopo tali avvenimenti, Tox rivede Lloyd e Nya quando i Figli di Garmadon soggiogano la città di Ninjago City, Tox e alcuni maestri degli elementi che avevano partecipato al torneo si uniscono così al ninja verde e lo aiutano a sconfiggere Garmadon. Anni dopo, in seguito alla fusione, Tox partecipa al torneo delle sorgenti: qui si presenta con una nuova acconciatura, con un taglio alla mohawk che appare anche nella sua prima minifigure. Al torneo delle sorgenti, Tox rivede i ninja dopo tanto tempo e si ritrova a scontrarsi con Nokt in una sfida nella quale vince chi lancia la palla per primo nel canestro dell'avversario: lo scontro si conclude con la resa di Tox, dopo che questa subisce numerosi attacca di Nokt con lo Shatterspin. Nella prima serie LEGO Ninjago è doppiata in originale da Ian James Corlett (st. 4), Maggie Blue O'Hara (st. 9), mentre in LEGO Ninjago: La rivolta dei draghi da Tabitha St. Germain.

#### Shade
Shade e il primo maestro elementale dell'ombra a comparire nella serie. Il suo potere rende la sua pelle grigia e gli consente di diventare invisibile nelle zone d'ombra. Secondo il sito ufficiale della LEGO, è un lupo solitario che non si fida di nessuno e vive la maggior parte della sua vita in luoghi oscuri. Come molti degli altri maestri degli elementi, anche lui partecipa al torneo organizzato da Chen, senza sapere i veri scopi di quest'ultimo. Per tale motivo, Shade viene ingannato come tutti e, nell'ultimo round, viene catturato dagli scagnozzi di Chen; grazie all'intervento dei ninja, riesce a fuggire, alleandosi con loro e aiutandoli a sconfiggere Chen nel corridoio degli anziani. Tempo dopo, offre supporto a Lloyd quando Garmadon conquista Ninjago City e aiuta la resistenza a fermare i Figli di Garmadon. Dopo la fusione, il suo potere passa per cause ignote a Obscuria, ragazza che partecipa al torneo delle sorgenti. È doppiato in italiano da Andrew Francis.

#### Griffin Turner
Griffin Turner è il maestro elementale della velocità. Come si può notare anche dalla sua minifigure, ha dei capelli castani e indossa sempre degli occhiali strambi e un vestito bianco. Prima di arrivare all'isola di Chen per partecipare al torneo degli elementi, esplora il battello che lo sta trasportando insieme agli altri concorrenti e, per farlo, utilizza il suo potere così da riuscirci in tutta fretta. Arrivato sull'isola, partecipa al primo round nel quale deve aggiudicarsi una delle tante lame sparse negli alloggi, riuscendo a sottrarne una Cole. Nel secondo round, Turner viene messo contro Gravis e i due si ritrovano a scontrarsi: a uscirne vincitore è proprio Turner, che riesce a non essere eliminato dal torneo. Durante l'ultimo round, tuttavia, viene catturato dagli scagnozzi di Chen per mettere fine al torneo; poi, liberatosi grazie ai ninja, si unisce a loro per sconfiggere Chen nel corridoio degli anziani. Tempo dopo, si reca da Lloyd insieme ad altri maestri degli elementi per unirsi alla sua resistenza e aiutarlo a sconfiggere Garmadon. È doppiato in originale da Doron Bell Jr..

### Comparsi al torneo delle sorgenti
Il torneo delle sorgenti è una competizione di giochi e sfide che, secondo quanto dice Roby nell'episodio 13 della seconda stagione di Ninjago: La rivolta dei draghi, è stato creato anni or sono per celebrare i doni dei draghi sorgente. Pertanto, i maestri degli elementi vengono invitati a parteciparvi. I poteri dei perdenti delle sfide vengono momentaneamente trasferiti, tramite una coppa degli elementi, ai vincitori; dunque, chiunque trionfi nello scontro finale si ritrova a possedere tutti i poteri degli elementi dei concorrenti. Questi ultimi, secondo le regole, riacquistano i loro elementi dopo la premiazione conclusiva.

#### Frak
Frak è un ragazzo serpentina ed è il maestro elementale del terremoto. Quando era piccolo, prima della fusione, abitava a Ninjago City, dove fece amicizia con Arin dopo averlo salvato da due bulli che lo stavano importunando. Tra i due si creò subito un buon rapporto, anche grazie alla loro ammirazione verso i ninja e Frak rivelò ad Arin che il suo preferito era Cole. In seguito alla fusione, Frak acquista il potere elementale del terremoto e viene convinto da Ras a entrare nella sua squadra. Partecipa così al torneo delle sorgenti e rivede, dopo anni, nella città dei templi, proprio Arin. Conosce, dunque, anche i ninja, tra cui Cole che ammirava e con cui si ritrova a scontrarsi in una sfida del torneo, riuscendo anche a batterlo e a prendere il suo potere della terra. Durante la competizione, Frak insegna ad Arin a fare lo Spinjitzu, cercando di convincere il suo amico del fatto che Ras non sia malvagio. Frak si scontra poi con Zur e riesce ancora a vincere, ottenendo anche il potere del riflesso. Durante le altre sfide, Frak comincia a seguire i consigli di Cole, mandando su tutte le furie Ras, il quale lo instiga a non farlo. Nelle semifinali, Frak si scontra con Sora, con la quale ha evidenti difficoltà: nonostante Ras lo inciti a indossare la maschera lupo e fare lo Shatterspin, Frak, capendo che si tratta di un potere malvagio, si rifiuta e perde la sfida, venendo eliminato dal torneo. Questo scatena l'ira di Ras, che lo caccia via dalla sua squadra. Alla fine del torneo, aiuta i ninja a fermare Nokt e i guerrieri lupo. È doppiato in originale da David Kaye e in italiano da Giulio Bartolomei.

#### Kizzy
Kizzy è il maestro elementale dell'equilibrio. Fa parte delle tribù delle acquarocce, creature simili a delle rocce, con delle striature azzurre che richiamano l'acqua. Viene invitato al torneo delle sorgenti e si reca, pertanto, alla città dei templi. Per entrarci, inserisce il suo invito e prende l'ascensore: in questa occasione conosce proprio i ninja che, senza invito, cercano di entrare nella città in modo abusivo attaccandosi ai meccanismi dell'ascensore. Dopo aver partecipato al banchetto di benvenuto, Kizzy viene invitato a partecipare alla sua prima sfida in cui viene messo contro Sora. Nonostante il gioco prevedesse di raggiungere un traguardo sopra un filo pendente, usando proprio l'equilibrio, Kizzy non riesce a vincere a causa dell'intelligenza di Sora e viene eliminato dal torneo.

#### Zur
Zur è un devoniano ed è il maestro elementale del riflesso, potere che gli permette di compiere veloci movimenti, reagendo istantaneamente agli attacchi degli avversari. Viene invitato a partecipare al torneo delle sorgenti, dove, a causa del carattere comune dei devoniani, si isola spesso e non tende a parlare con gli altri. Durante la prima notte di permanenza alla città dei templi, è uno dei pochi, insieme ai ninja e alla squadra di Ras, a venire attaccato dai nindroidi inviati da Bleckt. Il giorno dopo, è proprio Zur ad aprire il torneo insieme al suo avversario Zane. Grazie ai suoi riflessi, Zur riesce a sconfiggere Zane in un duello corpo a corpo e a vincere la sfida, acquisendo così il potere del ghiaccio. Nella sfida successiva, si scontra con Frak, con il quale ha invece la peggio e perde, venendo eliminato dal torneo. Prima della fine della competizione, Zur scambia qualche parola con Wyldfyre, scoprendo che quest'ultima sta cercando di decifrare il registro di Bleckt scritto in devoniano, la lingua della sua specie. Zur, leggendo quelle righe, scopre che il torneo è stato truccato da Bleckt e Ras, per cui si reca con Wyldfyre all'arena, rivelandolo a tutti i partecipanti. Dopodiché combatte contro i guerrieri lupo risvegliati da Nokt e Rox e riacquista il suo potere dopo la fine di quello scompiglio. È doppiato in originale da Paul Dobson.

#### Altri partecipanti al torneo delle sorgenti
- Obscuria è la seconda maestra elementale dell'ombra a comparire nella serie. Come il suo predecessore Shade, anche lei possiede la pelle grigia per via del suo elemento. Secondo uno degli scrittori della serie, Doc Wyatt, Obscuria sarebbe proprio la figlia di Shade.[130] Viene invitata a partecipare al torneo delle sorgenti, dove incontra i ninja per la prima volta, proprio all'ingresso della città dei templi.
- Gorge è un geckle piuttosto muscoloso ed è il maestro elementale della dimensione, potere che gli consente di cambiare la statura del suo corpo, diventando così gigantesco o minuscolo. Al torneo delle sorgenti si scontra con Geo sopra una griglia di caduta, ma perde la sfida e viene eliminato.
- Mord è una donna munce ed è la maestra elementale della tensione superficiale, potere che le permette di creare bolle e di manipolare la struttura molecolare dei liquidi. Al torneo delle sorgenti si scontra con Zeatrix e perde la sfida, venendo così eliminata.
- Algu è uno scheletro dalle ossa verdi ed è il maestro elementale della finzione, potere che gli permette di moltiplicarsi, creando versioni uguali a sé stesso. Al torneo delle sorgenti si scontra con Teelk e vince la sfida, ottenendo momentaneamente i poteri del suono, ma deve poi arrendersi nello scontro con Zeatrix, che lo sconfigge e lo elimina.
- Teelk è un merlopiano verde ed è il secondo maestro elementale del suono ad apparire nella serie dopo Jacob Pevsner. Al torneo delle sorgenti si scontra con Algu, ma perde la sfida e viene eliminato dalla competizione.
- Arccrack è un cragling ed è il maestro elementale della propulsione, potere che gli permette di mantenere il suo corpo in movimento e spararsi violentemente sugli avversari. Al torneo delle sorgenti si scontra con Lloyd, perdendo la sfida e venendo eliminato.

### Altri maestri degli elementi

#### Krux
Krux è il maestro elementale del tempo, in particolare dell'inversione e della pausa; il primo potere gli consente di riavvolgere il tempo, rendendo più giovane una persona e tornando indietro di qualche istante, mentre il secondo potere gli permette di mettere in pausa il tempo, fermandolo del tutto. È il fratello gemello di Acronix, nonostante sia uscito dalla pancia due minuti prima di lui. In passato, dopo la guerra contro le serpentine, Krux e suo fratello cominciarono a ritenere il loro potere superiore a quello degli altri maestri degli elementi, pretendendo di diventare i padroni di Ninjago. Grazie alle lame del tempo, sia lui che suo fratello furono privati dei loro poteri attraverso delle lame di cronoacciao, ma entrambi si gettarono nel vortice temporale generatosi, così da riprenderle e riacquistare i loro poteri. A differenza di suo fratello Acronix, però, Krux non riuscì ad attraversare il vortice e rimase a Ninjago. Decise quindi di aspettare quarant'anni, ovvero il periodo di tempo successivo in cui il suo gemello era stato catapultato.
Nei quattro decenni di attesa, Krux creò un esercito di vermillion e si finse un onesto cittadino di Ninjago City, mascherandosi con dei baffi e diventando il custode del museo di storia antica sotto il falso nome di dottor Sander Saunders. In seguito, rapì anche Ray e Maya, in modo che potessero costruire armature potenti per i vermillion e un mech che permettesse di viaggiare nel tempo, l'Iron Doom. Al termine dei quarant'anni, al ritorno di Acronix, Krux fa catturare Cyrus Borg per fargli completare l'Iron Doom. Krux riesce nella sua operazione e, dopo aver recuperato le quattro lame del tempo, si reca, con suo fratello, indietro di quarant'anni, così da evitare di venir sconfitti dai maestri degli elementi dell'epoca. Il piano di Krux riesce in parte, poiché grazie all'intervento di Kai, Nya e Wu, lui e Acronix si ritrovano a combattere nel vortice temporale sopra l'Iron Doom. Mentre Kai e Nya tornano nel presente, Krux e suo fratello vengono sfidati da Wu, il quale fa esplodere l'Iron Doom. Ignoto è il destino di Krux dopo l'esplosione. È doppiato in originale da Michael Daingerfield e in italiano da Oliviero Dinelli.

#### Acronix
Acronix è il maestro elementale del tempo, in particolare dell'accelerazione e del rallentamento; il primo potere gli consente di accelerare la crescita di un essere vivente e farlo invecchiare più velocemente, oppure di teletrasportarsi di qualche istante nello spazio-tempo; il secondo potere gli permette di rallentare il tempo, riducendo la velocità di movimento dell'oggetto, della persona o dell'area interessati. È il fratello gemello di Krux, anche se si considera il minore, poiché è uscito dalla pancia per secondo. In passato, dopo la guerra contro le serpentine, Acronix e suo fratello, sentendo che il loro potere fosse superiore a quello di chiunque altro, cercarono di diventare padroni di Ninjago, ma furono fermati da Wu, Garmadon e gli altri maestri degli elementi, che gli privarono dei loro poteri con delle lame di cronoacciaio. Acronix si gettò con Krux nel vortice temporale generatosi, ma solo lui riuscì ad attraversarlo e a catapultarsi quarant'anni avanti nel tempo. Acronix sbuca nel monastero di Spinjitzu, dove, Wu, sapendo del suo ritorno, lo stava aspettando. Dopo una breve lotta tra i due, Acronix scappa e si ricongiunge con suo fratello, invecchiato di quarant'anni rispetto a lui. Assecondando il lavoro fatto da Krux nei quattro decenni che aveva saltato, riesce a scappare via con l'Iron Doom, così da tornare quarant'anni indietro nel tempo ed evitare che i maestri degli elementi gli privino dei loro poteri. Grazie all'intervento di Kai, Nya e Wu, il loro piano non riesce del tutto e Acronix rimane bloccato nel vortice temporale a combattere, insieme a suo fratello, solo contro Wu, il quale fa esplodere l'Iron Doom e li sconfigge. Ignoto è il destino di Acronix dopo l'esplosione. È doppiato in originale da Ian Hanlin e in italiano da Stefano Alessandroni.

#### Geo
Geo è il maestro elementale dell'unione, potere che gli consente di fondere due o più oggetti. È un ibrido tra un munce e un geckle, motivo che, come dice lui stesso, lo ha portato ad essere discriminato da entrambe le tribù a causa della loro rivalità storica. Dopo la fusione, Geo finisce nella terra delle cose perdute del regno di Imperium, dove conosce e fa amicizia con i trovatori Fritz e Spitz e anche Bonzle. Qui conosce anche Cole, con cui stringe un forte legame di amicizia. È costretto a scappare dalla terra delle cose perdute quando Ras la attacca per catturare Bonzle. Insieme a Cole, Bonzle stessa e i trovatori, finisce al monastero di spinjitzu e viene ospitato lì dai ninja. In seguito, viene invitato a partecipare al torneo delle sorgenti: qui si scontra con Lloyd, ma perde e viene eliminato dalla competizione. È doppiato in originale da Peter Kelamis e in italiano da Stefano Miceli.

#### Zant-Tanz
Zant-Tanz è il maestro elementale delle piante. È un mucoide che ha vissuto per anni nel giardino madre a protezione di uno dei tre nuclei del drago. Quando Lloyd e Arin si recano in quel posto per richiedere il nucleo, lui, vedendo bontà e onestà nei due, permette loro di prenderlo. In seguito, viene invitato a partecipare al torneo delle sorgenti, scoprendo solo dopo l'invito di avere un potere elementale. La notte prima dell'inizio dei giochi, viene tuttavia accusato di aver inviato dei nindroidi ad attaccare alcuni partecipanti, poiché uno di questi possedeva un'arma ricolma di un veleno che si può recuperare solo nel giardino madre. Nonostante i ninja lo difendono, Zant-Tanz viene escluso dal torneo, ma lui accetta l'ingiustizia e va via dalla città dei templi. È doppiato in originale da Garry Chalk e in italiano da Antonio Palumbo.

#### Cinder
Cinder è il secondo maestro elementale del fumo a comparire nella serie; è pertanto il successore di Ash. Si unisce alla squadra di Ras e ruba da Crossroads il martello della frantumazione con cui suonare il gong della frantumazione. Successivamente, si cimenta nell'apprendimento dello Shatterspin, una tecnica corrotta e malvagia inventata dagli antichi cinque proibiti. Quindi, sconfigge i monaci del regno delle nuvole per far sì che Ras possa controllarli e scoprire di più sulla resurrezione dei cinque proibiti. Durante il rituale, Cinder affronta i ninja per fare andare tutto liscio, ma è costretto a fuggire via grazie al potere del maestro di Ras, dopo la resurrezione di Nokt. In seguito, Cinder partecipa al torneo delle sorgenti, nel quale vuole impossessarsi di tutti i poteri degli elementi per favorire la scalata di Ras: si scontra prima con Wyldfyre, vincendo la sfida; poi, affronta Sora, la maestra della tecnologia, con la quale ha la peggio e perde. Viene così eliminato dal torneo, ma continua ad aiutare Ras. Alla fine del torneo, a causa della corruzione delle maschere lupo, attacca gli altri partecipanti sotto ordine di Nokt e Rox, ma alla fine viene arrestato. È doppiato in originale da Ian Hanlin e in italiano da Federico Talocci.

### Cinque proibiti
I cinque proibiti erano cinque maestri degli elementi che, millenni prima della trama, conquistarono gran parte del regno delle Terre Selvagge, senza avere pietà per nessuno. La loro forza proveniva da una tecnica malvagia di combattimento, lo Shatterspin, che corrompeva anche il loro esercito di guerrieri lupo. Vennero sconfitti da Egalt e Rontu, venuti dall'oriente per porre fine alle loro conquiste.

#### Nokt
Nokt è il maestro elementale della forza bruta. Il suo aspetto nella serie è simile a quello nella sua minifigure: è un lupo antropomorfo con la pelle blu e i denti canini aguzzi sporgenti; come i suoi compagni indossa un capello rotondo. In passato, soggiogò gli antenati della tribù di Ras, prima di venire sconfitto e di essere spedito, insieme agli altri proibiti, nello spazio Nether, ovvero lo spazio che divide tutti i regni esistenti. Millenni dopo, grazie al rituale di Ras durante la luna di sangue, Nokt viene liberato dallo spazio Nether e torna nel mondo normale, ma non riesce a far sì che Ras liberi gli altri quattro proibiti. Viene tuttavia preso di sorpresa da Ras, il quale gli impianta un dispositivo di controllo sul collo, così da non permettergli scappare. Tuttavia, di nascosto, scopre che sua sorella Rox ha preso il controllo di un'allieva di Ras, Jordana, e con lei uccide la matriarca dei draghi della montagna e le ruba le corna. Successivamente, sempre sotto ordine di Ras, partecipa al torneo delle sorgenti sconfiggendo Tox, Nya e Neuro, e vincendo a tavolino, per ordine di Bleckt, contro Lloyd. Nello scontro finale viene avvantaggiato e sconfigge Sora, la quale, involontariamente, gli toglie il dispositivo di controllo. Nokt si rivolta quindi contro tutti e, con Rox, si reca al monastero della città dei templi dove, con le corna della matriarca e una moltitudine di poteri degli elementi, apre il portale per lo spazio Nether e libera tutti gli altri proibiti. Scappa via quando Roby gli toglie tutti i poteri ottenuti dal torneo con la coppa degli elementi. È doppiato in originale da Deven Mack e in italiano da Stefano Starna.

#### Rox
Rox è la leader dei 5 proibiti il cui potere elementare è la paura. Di aspetto è simile ai suoi compagni, ma indossa una maschera bianca sopra il naso e la bocca. Come gli altri proibiti, venne sconfitta e spedita nello spazio Nether da Egalt e Rontu. Dopo millenni, durante la luna di sangue, Ras cerca di riportarla nel mondo normale con i suoi compagni, ma fallisce; lei, tuttavia, riesce a inviare la sua anima fuori dal portale e s'impossessa della persona più vicina, Jordana. Con quel corpo, uccide, insieme a suo fratello Nokt, la matriarca dei draghi della montagna e le ruba le corna. Mentre Nokt combatte al torneo delle sorgenti, lei si finge Jordana e, alla vittoria di Nokt, affronta i ninja finché gli altri proibiti non vengono riportati indietro: in quel momento, lei ritorna nel suo corpo, ma, indebolita, scappa via con Nokt e gli altri tre compagni. È doppiata in originale da Emily Tennant e in italiano da Ilaria Giorgino.

#### Zarkt, Drix e Kur
Sono gli altri tre proibiti oltre Nokt e Rox. Fanno la loro prima comparsa, senza mostrare il loro volto, nello spazio Nether. Drix è il maestro dello sciame, Zarkt il maestro della sfortuna e Kur è la maestra della decadenza.

### Maestri degli elementi del passato

#### Nyad
Nyad è stata la prima maestra elementale dell'acqua della storia. Era una merlopiana che viveva nel mare infinito, cercando di sconfiggere la creatura marina malvagia di nome Wojira. Quando il Primo Maestro di Spinjitzu arrivò nel mare infinito per creare la terra di Ninjago, si alleò con lui e affrontò Wojira una volta per tutte: per compiere l'impresa, tuttavia, fu costretta a trasformarsi in una forma irreversibile. Riuscì così a rendere dormiente la creatura marina, privandola dell'amuleto della tempesta. Lei, invece, perse la lucidità e si fuse con l'oceano per sempre. Millenni dopo, incontra Nya, anche lei trasformata in quella forma irreversibile dopo aver sconfitto Wojira, risvegliata da Kalmaar. Consiglia a Nya di ritornare in superficie quando questa le dice di non voler perdere i ricordi di quando era umana. Nya, quindi, la saluta e va via, mentre lei, invece, continua a vagare per l'oceano. È doppiata in originale da Andrea Libman e in italiano da Giulia Franceschetti.

#### Predecessore di Zane
Il predecessore di Zane, di cui non si sa il nome, era il maestro elementale del ghiaccio prima di Zane. Partecipò alla guerra contro le serpentine insieme agli altri maestri degli elementi. Anni dopo, durante un suo viaggio, pernottò alla casa del dottor Julien, dove conobbe proprio il nindroide Zane e fu affascinato dalle sue capacità. Quindi, sentendo che i suoi giorni di vita stavano per terminare, decise, di nascosto, di donare a Zane il suo potere degli elementi.

## Fantasmi

### Guerrieri fantasma

#### Morro
Morro è un fantasma che, per molto tempo, ha vissuto nel regno maledetto. È stato, inoltre il primo maestro elementale del vento a comparire nella serie. Fu trovato dal maestro Wu quando era ancora un bambino e in seguito addestrato a diventare un ninja. Anche a causa dei troppi elogi di Wu, Morro si convinse di essere il ninja verde, ma quando le armi d'oro non s'illuminarono intorno a lui, andò su tutte le furie e abbandonò Wu e i suoi insegnamenti. Tempo dopo, però, Morro finì per morire nelle caverne della disperazione mentre cercava la tomba del Primo Maestro di Spinjitzu; il suo spirito fu così bandito nel regno maledetto, come risultato delle sue azioni precedenti. Decenni dopo, quando Garmadon apre il portale per bandire Chen nel regno maledetto, Morro sfrutta l'apertura per scappare e tornare a Ninjago. Con uno stratagemma, s'impossessa del corpo di Lloyd e si mette alla ricerca della tomba del Primo Maestro di Spinjitzu, per trovare il cristallo del regno, oggetto che consente di viaggiare tra i vari regni.
Nonostante i tentativi dei ninja di fermarlo, Morro riesce a recuperare il cristallo del regno, ma lascia comunque andare il corpo di Lloyd. Con quell'artefatto, Morro permette al Preminente di arrivare a Ninjago e distruggere la città di Stiix. Grazie all'intervento di Nya, il Preminente e tutti i fantasmi fuggiti dal regno maledetto vengono inondati e sconfitti, incluso Morro stesso, che si redime alla fine, chiedendo scusa a Wu. In seguito alla distruzione del regno maledetto, Morro finisce nel regno dei defunti. Mesi dopo, viene convocato da Yang insieme ad altri nemici morti dei ninja, e gli viene ordinato di vendicarsi del suo più acerrimo nemico. Morro s'impossessa così di una statua che lo rappresenta del museo di storia antica e si reca da Wu, ma invece di combatterlo, gli dice la verità su Yang e lo esorta ad avvisare i ninja del pericolo imminente. Compiuto il suo dovere, Morro torna nel regno dei defunti. Dopo la fusione, il suo potere elementale del vento passa per cause ignote a Euphrasia. È doppiato in originale da Michael Dobson (LEGO Ninjago, 4x10) e da Andrew Francis. In italiano è doppiato da Massimo Bitossi (da adulto) e Simone Veltroni (da bambino).

#### Arciere dell'anima
L'arciere dell'anima era un guerriero fantasma imprigionato nel regno maledetto e il braccio destro di Morro nella loro ricerca per liberare il Preminente. Fu evocato con proprio da Morro dopo che quest'ultimo era fuggito dal regno maledetto e lo aiutò a trovare il rotolo dell'airjitzu, in possesso di una persona con cui ha conti in sospeso, ovvero Ronin. Recuperato il rotolo, scala con Morro il Picco fischiante per raggiungere l'Occhio del cieco, portale che permette di accedere al regno delle nuvole. In seguito, grazie al recupero del cristallo del regno da parte di Morro e la liberazione del Preminente, combatte nella città di Stiix e prende di mira Kai, tentando di ucciderlo con il suo arco. Quando il Preminente viene inondato da Nya, l'arciere dell'anima, come tutti i fantasmi, viene sconfitto e finisce nel regno dei defunti. È doppiato in originale da Brian Dobson.

#### Ghoultar
Ghoultar era uno dei guerrieri fantasmi alleati di Morro. Combatte spesso con una falce e il suo volto, come nella sua minifigure è simile a quello di un teschio. Dopo essere stato evocato da Morro, dopo l'arciere dell'anima e insieme a Bansha, viaggia verso il Picchio fischiante per accedere al regno delle nuvole con i suoi compagni; qui viene intrappolato in una gabbia da Ronin e imprigionato dai ninja nella stiva della Destiny Bounty: viene interrogato da Wu, Nya e Ronin stesso, che cercano di ricattarlo con dei ravioli ripieni. Ghoultar non parla e riesce a fuggire grazie alle chiavi lasciate inconsciamente vicino alla sua gabbia. Durante la battaglia finale a Stiix, in seguito alla sconfitta del Preminente e alla distruzione del regno maledetto, finisce nel regno dei defunti insieme agli altri fantasmi. È doppiato in originale da Paul Dobson.

#### Bansha
Bansha era una fantasma imprigionata nel regno maledetto. Una delle poche prigioniere donne, Bansha era una strega con il potere di parlare telepaticamente con qualcuno e impossessarsi del corpo di qualcuno da una posizione distante. Combatte spesso con due lame. Dopo essere stata evocata da Morro insieme a Ghoultar, si reca al Picchio fischiante per accedere al regno delle nuvole. Compiuta la missione, aiuta Morro a portare il Preminente a Ninjago, ma quando l'enorme creatura viene inondata da Nya, anche Bansha viene sconfitta e, in seguito alla distruzione del regno maledetto, finisce nel regno dei defunti. È doppiata da Kathleen Barr.

#### Wrayth
Wrayth era un fantasma del regno maledetto che utilizzava le catene per combattere. Al ritorno di Morro a Ninjago, fu liberato dal regno maledetto per scontrarsi contro i ninja. Affronta così Cole, Kai, Jay e Zane in una stazione ferroviaria a bordo di una moto incatenata, mettendo in evidente difficoltà i suoi avversari. Tuttavia, poco dopo, Wrayth finisce per essere inondato dall'acqua presente in una torre idrica che gli crolla addosso: a causa della sensibilità dei fantasmi verso l'acqua, Wrayth viene sciolto e rispedito nel regno maledetto. Torna a Ninjago quando Morro libera il Preminente, ma viene sconfitto nuovamente insieme a tutti gli altri fantasmi e il Preminente stesso. È doppiato in originale da Michael Adamthwaite.

### Altri fantasmi

#### Kodokuna Yang
Kodokuna Yang è un fantasma che vive a Ninjago nel proprio tempio. Quando era umano, era un insegnante di arti marziali ed è ricordato a Ninjago come il creatore dell'Airjitzu. In seguito, cercò di trovare un metodo per diventare immortale e, per farlo, utilizzò la lama Yin che, tuttavia, fece diventare fantasmi lui stesso e i suoi allievi. Anni dopo, i ninja si recano nel suo tempio per prendere il rotolo dell'Airjitzu e apprendere tale tecnica. A causa della maledizione del suo tempio, Cole diviene un fantasma, non riuscendo ad uscire in tempo dalla struttura. Nel giorno di chi non c'è più, Yang cerca di tornare umano cercando di sostituirsi con Cole, distraendo gli altri ninja evocando i fantasmi di tutti i loro nemici morti; alla fine, Yang viene convinto da Cole a redimersi e decide di lasciarlo andare, facendo tornare umani lui e i suoi allievi. Yang resta invece un fantasma, a protezione del suo tempio. È doppiato in originale da Michael Donovan.

#### Allievi di Yang
Gli allievi di Yang sono un gruppo di bambini che, in passato, studiavano arti marziali proprio al tempio in cui Yang è rimasto intrappolato per anni. Nella maledizione sono stati coinvolti anche loro e, quindi, trasformati in fantasmi e rimasti intrappolati nel tempio per anni, finché, nel giorno di chi non c'è più, non sono stati liberati da Cole. Alcuni di questi allievi sono: Chris, Martin e Jerahn.

#### Spirito del tempio dei nuclei del drago
Lo spirito del tempio dei nuclei del drago è uno spirito a cui il Primo Maestro di Spinjitzu assegnò il compito di proteggere il tempio stesso e di mantenere segrete la posizioni dei nuclei del drago in cui è condensata l'energia dei draghi sorgente. Dopo la fusione, il suo spirito si divide in due più piccoli instabili. Quando i ninja raggiungono il tempio per reclamare la posizione dei nuclei, riescono a riunire i due spiriti in un solo. Quest'ultimo ringrazia i ninja e, poiché Lloyd è un diretto discendente del Primo Maestro di Spinjitzu, gli rivela la posizione dei tre nuclei dei drago: i pinnacoli dei cristalli, il giardino madre e le Terre Selvagge. È doppiato in originale da Richard Newman e in italiano da Stefano Alessandroni.

## Pirati

### Pirati della Destiny Bounty
I pirati della Destiny Bounty sono i pirati che, secoli prima dell'inizio della trama, viaggiavano per i mari a bordo della nave Destiny Bounty da cui prendono il nome, divenuta poi in futuro l'aeronave dei ninja.

#### Soto
Il capitan Soto è il capo della sua ciurma di pirati e il capitano originale della Destiny Bounty. Duecento anni prima dell'inizio della trama, Soto e il suo equipaggio solcarono i mari di Ninjago, sconfiggendo anche i temuti pirati dei cieli e il loro capitano, il djinn Nadakhan, che Soto imprigionò nella Teiera di Tyrahn. Qualche tempo dopo, la Bounty si schiantò accidentalmente contro una roccia, causando la morte di Soto e del suo equipaggio. Decenni dopo, Soto viene resuscitato da Lord Garmadon attraverso il potere della super arma d'oro. Soto e il suo equipaggio si rivoltano contro Garmadon e attaccano Ninjago City, ma vengono fermati dai ninja e rinchiusi nella prigione di Kryptarium. Quando Nadakhan viene liberato dalla teiera e incastra i ninja, che vengono così spediti in prigione, Soto li aiuta a scappare e rivela loro il modo per indebolire il djinn, ovvero con il veleno della vedova tigre. Anni dopo, il capitan Soto aiuta il meccanico a fuggire da Kryptarium per aiutarlo con la questione di Prime Empire, ma viene successivamente ricatturato e rispedito in prigione. È doppiato in originale da Alan Marriott.

#### Altri membri dei pirati della Destiny Bounty
Della ciurma di Soto sono stati mostrati nella serie solo altri due membri dell'equipaggio, entrambi resuscitati con il loro capitano dalla super arma di Garmadon: il primo ufficiale, di cui non si sa il nome, e Pete senza occhi, timoniere della nave affetto da una ciecità che lo costringe a essere guidato da un pappagallo. Sono rispettivamente doppiati in originale da Brent Miller e Paul Dobson.

### Pirati dei cieli
I pirati dei cieli sono pirati che, con la nave Misfortune's Keep, chiamata in italiano anche Fortezza della sventura, solcavano i mari di Ninjago prima di essere sconfitti dalla ciurma di Soto: quest'ultimo indebolì il capitano Nadakhan con il veleno della vedova tigre e lo intrappolò nella teiera di Tyrahn, mentre gli altri membri dell'equipaggio gli sparse nei vari regni. I pirati dei cieli tornano a Ninjago quando Clouse libera Nadakhan dalla teiera, ma gli avvenimenti vengono annullati da un desiderio di Jay.

#### Nadakhan
Nadakhan è un djinn proveniente dal regno di Djinjago, nonché il capitano della ciurma dei pirati dei cieli. È in grado di assumere un aspetto umano, di diventare invisibile, di modificare le sue dimensioni e di teletrasportarsi. Il suo potere principale, tuttavia, in quanto djinn, è quello di poter esprimere tre desideri di qualsiasi persona incontri: più desideri esaudisce, più diventa potente, motivo per cui spesso manipola i desideri che gli richiedono.
Nadakhan è nato nel regno di Djinjago ed è figlio del sovrano di tale regno, Khanjikhan. In passato, decise di abbandonare il suo regno natale e diventare un pirata: creò quindi la ciurma reclutando i veri membri e conquistando tutti i mari di Ninjago. In seguito, venne però sconfitto da capitan Soto, che lo indebolì con il veleno della vedova tigre e lo intrappolò nella teiera di Tyrahn. Secoli dopo, viene liberato da Clouse, scappato dal regno maledetto dopo la battaglia tra i ninja e il Preminente. Nadakhan manipola i desideri di Clouse e lo intrappola nella teiera. Successivamente, recupera il cristallo del regno e riunisce la sua ciurma sparsa per i vari regni. Quando, tuttavia, ritorna nel suo regno natale di Djinjago, scopre che quest'ultimo si sta sgretolando piano piano a causa della distruzione del regno maledetto, direttamente collegato ad esso, avvenuta per mano dei ninja. Nadakhan decide quindi di incastrare i ninja, commettendo atti criminali con il loro aspetto, così da fargli spedire in prigione.
Tolti dai piedi i ninja, Nadakhan comincia a sopraelevare pezzi di terra di Ninjago, così da ricreare il regno di Djinjago. Inoltre, tenta in tutti i modi di catturare Nya, simile di aspetto alla sua amata Delara, morta in passato. Nadakhan riesce in pieno nel suo intento: costruisce una nuova Djinjago, seppur piccola e nativa, intrappola i ninja nella sua teiera, ingannandoli con i desideri e, infine, costringe Nya a sposarlo con un rituale che lo rende onnipotente e in grado di fargli esaudire qualunque desiderio. Tuttavia, la sua ciurma lo tradisce e si unisce a Jay che, trovando nuovi alleati, riesce a distrarlo e a far sì che Flintlocke lo colpisca col veleno della vedova tigre. Nadakhan, alla fine, è costretto ad esaudire il desiderio di Jay che, per salvare Nya, richiede di tornare indietro nel tempo ed evitare che il djinn non venga mai liberato. La teiera non viene quindi mai trovata da Clouse e Nadakhan dimentica gli eventi accaduti. È doppiato in italiano da Scott McNeil e in italiano da Roberto Draghetti.

#### Flintlocke
Flintlocke è un membro dei pirati dei cieli ed è il secondo in comando di Nadakhan. Un tempo capitano della sua nave, Flintlocke finì naufrago su un'isola e venne salvato proprio da Nadakhan, diventando un membro della sua ciurma. Quando Soto sconfisse il suo capitano, Flintlocke venne spedito in un altro regno e separato dai suoi compagni. Anni dopo, quando Nadakhan viene liberato da Clouse, grazie al cristallo del regno si riunisce all'equipaggio. Aiuta così il suo capitano a incastrare i ninja e a ricostruire il regno di Djinjago, andato distrutto dopo la distruzione del regno maledetto. Nonostante sia sempre stato un cecchino perfetto, perde la sua mira precisissima a causa di un desiderio di Lloyd. In seguito, perde la fiducia verso il suo capitano quando Nadakhan stesso rivela i suoi obiettivi; pertanto, si allea con i ninja e riesce a riacquistare la mira: viene incaricato di sparare un proiettile intriso di veleno di vedova tigre a Nadakhan, così da fermarlo una volta per tutte. Il colpo va a segno, ma, per sbaglio, colpisce anche Nya. Quando Jay esprime il suo ultimo desiderio a Nadakhan, gli avvenimenti vengono annullati e Flintlocke dimentica tutto, ritornando nel regno in cui era stato intrappolato da Soto. È doppiato in originale da Paul Dobson e in italiano da Stefano Mondini.

#### Doubloon
Doubloon è un membro dei pirati dei cieli di Nadakhan ed è un samurai con solo due facce intercambiabili, una arrabbiata e una felice. È, inoltre, l'unico membro della ciurma che conosce lo Spinjitzu, nonostante non si sappia chi sia stato il suo insegnante. In passato, quando era un abile ladro che aveva il vizio di parlare sempre, s'infiltrò nella nave di Nadakhan per rubare il bottino ottenuto dalla ciurma, che tuttavia lo sorprese nell'atto. Pertanto, Nadakhan trasformò il suo viso in una fusione di due maschere, così da poter sembrare solo felice o triste, che non gli permette di parlare più, ma fare solo dei versi. In seguito, dopo la sconfitta di Nadakhan per mano di Soto, Doubloon viene catapultato in un altro regno, ma torna anni dopo proprio grazie a Nadakhan. Aiuta quindi il suo capitano a ricostruire Djinjago, ma gli avvenimenti vengono annullati dal desiderio di Jay. È doppiato in originale da Vincent Tong.

#### Dogshank
Dogshank è una donna forzuta, membro dell'equipaggio dei pirati dei cieli. Nella sua giovinezza, aspirava a essere la più bella, ma dopo aver ricevuto una visita da Nadakhan, a cui ha espresso un desiderio, tuttavia distorto dal djinn, è stata trasformata in un gigantesco colosso. Con una forza molto maggiore di quella che aveva prima, Dogshank si è unita all'equipaggio di Nadakhan. Qualche tempo dopo la sconfitta dell'equipaggio, è stata abbandonata in uno dei regni. In seguito, nella linea temporale annullata dal desiderio di Jay, lei e il resto della ciurma hanno aiutato Nadakhan a vendicare e ricostruire il suo regno natale. Alla fine della vicenda, notando l'egoismo di Nadakhan, Dogshank e altri suoi compagni hanno cambiato idea e si sono uniti ai ninja per fermare il loro capitano. È doppiata in originale da Nicole Oliver.

#### Clancee
Clancee è un membro della ciurma di Nadakhan, nonché quello di rango più basso dell'equipaggio. È una serpentina dalle squame verdi poiché è un ibrido tra Venomari e Hypnobrai. Nella ciurma ha il ruolo di mozzo e, spesso, si ritrova a pulire il ponte e la nave. Di carattere è molto nervoso e ansioso. In passato, era rimasto solo poiché credeva di non potersi integrare con le altre serpentine; per questo motivo, accettò di unirsi alla ciurma di Nadakhan e di diventare un pirata, sebbene lui tenda a soffrire di mal di mare. Anni dopo una battaglia con il capitano Soto, che aveva catapultato Clancee in un altro regno, separandolo dalla sua ciurma, Nadakhan lo riporta indietro insieme a tutto l'equipaggio. Quando Nadakhan retrocede Flintlocke per ammutinamento, Clancee diviene a sorpresa di tutti il primo ufficiale. Celebra così la cerimonia di nozze tra Nadakhan e Nya, con quest'ultima che viene trasformata in Delara e Nadakhan che acquisisce il potere di esaudire qualsiasi suo desiderio personale. Gli avvenimenti vengono annullati a causa del desiderio di Jay. È doppiato in originale da Ian James Corlett.

#### Altri membri dei pirati dei cieli
Altri membri della ciurma dei pirati dei cieli di Nadakhan sono: Monkey Wretch, ovvero una scimmia robot; Delara, cioè la defunta amata di Nadakhan che è uguale a Nya per l'aspetto; Cyren, una donna malvagia che sognava di diventare una cantante lirica; Bucko e Squiffy, un tempo due comuni cittadini che poi si sono uniti alla ciurma.

## Prime Empire

### Programmatori e giocatori

#### Milton Dyer
Milton Dyer è un famoso programmatore e sviluppatore di videogiochi di Ninjago. Figlio della signora Dyer, fin da piccolo frequentava il locale Buddy's Pizza, dove disegnava e costruiva modellini di veicoli che avrebbe poi inserito nei suoi videogiochi: tra questi, uno molto famoso è Lava Zombie (a cui Jay gioca nel Bounty di Terra quando si reca nel Non-Regno insieme agli altri ninja). In seguito, Milton Dyer decide di sviluppare un videogioco che sia il più realistico possibile per aumentare l'esperienza del giocatore: crea così Prime Empire, che inizialmente si rivela un successo. Tuttavia, la sua azienda, notando l'intelligenza troppo elevata di Unagami, ovvero il gioco stesso, costringe Milton a non pubblicare il videogioco, anche a causa dell'esperienza finita male di Scott, il giocatore a cui era stato concesso di provare in anteprima Prime Empire. In seguito a ciò, Milton decise di ritirarsi in un'isola privata, che successivamente abbandonò. Trent'anni dopo, quando il meccanico riesce a riattivare Prime Empire, molti giocatori finiscono vittime del gioco e ci rimangono intrappolati all'interno; per tale motivo Milton si nasconde a Ninjago City, ma viene trovato da P.I.X.A.L. che lo convince a risolvere la situazione. Milton capisce che il suo videogioco ha un'intelligenza uguale a quella di un umano e si confronta con Unagami, uscito dal mondo virtuale e giunto in quello reale: Milton ammette a Unagami di aver avuto paura di lui e che non si era accorto di quanto fosse reale; riesce così a dare spiegazioni a Unagami e a fermare lo scompiglio del videogioco stesso. È doppiato in originale da Mark Hildreth e in italiano da Stefano Mondini.

#### Scott
Scott è un abile meccanico ed è stato il primo giocatore a provare Prime Empire in anteprima. A causa dell'estrema realtà del gioco, ci finisce dentro e rimane intrappolato lì per trent'anni. Passato questo periodo di tempo, il gioco, a causa del meccanico, finisce nelle mani di tutti, permettendo ad altri giocatori di entrarci dentro. Tra questi giocatori, Scott incontra Jay e lo aiuta a sopravvivere nel gioco; in seguito, fa la conoscenza degli altri ninja, entrati proprio per salvare Jay. Per non farsi trovare da Unagami, Scott si è nascosto in un garage virtuale, il cui ingresso è invisibile: è proprio lì che fa restare i ninja e permette loro di costruire i veicoli per la Speedway Cinque Miliardi. Successivamente, i visori rossi scoprono la posizione del suo garage e attaccano i ninja per evitare che questi sconfiggano Unagami; nello scontro, Scott si mette in mezzo e si sacrifica perdendo la sua ultima vita e diventando un cubo di energia. Quando poi Unagami viene fermato da Milton Dyer, Scott viene liberato e torna dopo anni a Ninjago City. È doppiato in originale da Adrian Petriw e in italiano da Paolo Vivio.

### Videogioco

#### Unagami
Unagami è il videogioco stesso "Prime Empire", che ha assunto una forma è un corpo proprio, seppur virtuale. Unagami è infatti l'acronimo di Unfinished Adventure Game 1, ovvero il nome provvisorio del gioco prima che diventasse Prime Empire, è da dove ha appunto preso "Un", "A", "Gam" e "1" per formare il nome UnAGam1. Fin dalla sua creazione, Unagami ha cercato di soddisfare le richieste del suo creatore Milton Dyer, cercando di rendere il più reale possibile l'esperienza dei giocatori. Alla prima prova di Scott, tuttavia, Unagami fraintende le parole di Milton Dyer, e intrappola Scott nel gioco, credendo di aver commesso la giusta azione. A causa di ciò, Unagami viene spento per trent'anni e Prime Empire non viene pubblicato. Questo lo porta a pensare che il suo creatore lo abbia abbandonato e cerca in tutti i modi di uscire dal mondo virtuale e accedere a quello reale, così da ricevere spiegazioni.
Tempo dopo, riesce a contattare il meccanico, che lo aiuta nel suo intendo di creare il portale della manifestazione con cui accedere a Ninjago City. Nonostante il meccanico fallisca, Jay inserisce la scheda madre di Prime Empire in un arcade e rimane intrappolato nel gioco, innescando una reazione a catena che infesta tutti gli arcade di Ninjago City con Prime Empire. Unagami comincia così il suo piano: tutti i giocatori che perdono le cinque vite che hanno a disposizione vengono trasformati in cubi di energia e, con quelli, Unagami comincia a costruire il portale dall'interno. Alla fine, riesce nel suo intento e giunge nel mondo reale insieme al suo esercito di visori rossi, seminando il panico; riesce comunque a ricongiungersi con Milton Dyer, che gli offre una spiegazione sul suo spegnimento. Unagami assume quindi la forma di un bambino e, capendo di essere stato creato per fare del bene, libera tutti i giocatori. È doppiato in originale da Dean Redman (forma virtuale) e Zion Simpson (forma bambino), mentre in italiano è doppiato da Stefano Mondini.

#### Okino
Okino è un NPC di Prime Empire; in particolare è un samurai che, secondo la programmazione, si allena tutti i giorni per poter accogliere i giocatori e fare loro da maestro per superare uno dei livelli per ottenere una kitana: questo livello, chiamato Terra Karana, è composto da tre parti: la foresta del malcontento, le scogliere dell'isteria e il labirinto del drago rosso. Okino, tuttavia, non riesce ad aiutare nessun giocatore e cade in una profonda tristezza fino all'arrivo dei ninja, i quali lo incitano ad aiutarli. Okino accompagna così i ninja per tutto il percorso, durante il quale scopre di essere in un videogioco e che lui stesso e ciò che si trova intorno a lui è una finzione. Giunti al labirinto del drago rosso, Okino viene convocato da Unagami, che gli chiede di far fallire i ninja, in cambio di un accesso al mondo reale. Okino si rifiuta di non compiere il suo dovere e aiuta i ninja a vincere il livello, prendendo così una sgridata da Unagami. Quando quest'ultimo riesce a raggiungere il mondo reale, anche Okino esce dal videogioco e salva le persone dai pericoli, diventando un umano a tutti gli effetti quando Unagami si redime. È doppiato in originale da Alessandro Juliani e in italiano da Giorgio Borghetti.

#### Pilota Sette / Blazey Hyper Speed
Pilota Sette è un bot di Prime Empire, programmato per giocare una gara di velocità con automobili, la Speedway Cinque Miliardi, e perdere sempre nello stesso punto, andandosi a schiantare. Lloyd si reca da lei dopo aver visto una delle corse, convincendola a gareggiare con i ninja per aiutarli a prendere la seconda kitana del gioco. Nonostante Pilota Sette dubiti inizialmente delle sue capacità, una volta scoperto di essere in un mondo di finzione, si convince di potercela fare e, durante la gara, riesce ad andare contro la sua programmazione e a superare il punto in cui perdeva, raggiungendo il traguardo è vincendo. Dopo la redenzione di Unagami, anche lei va a vivere nel mondo reale. Più di un anno dopo, durante la conquista di Ninjago City da parte dell'Overlord e i guerrieri di vengestone, si ricongiunge con i ninja, ammettendo di aver cambiato il suo nome in Blazey Hyper Speed: in quest'occasione aiuta Cole e Vinny Folson a raggiungere il palazzo dell'NGTV News, da dove mandare un messaggio di aiuto a Vania per sconfiggere il consiglio del re Crystal. È doppiata in originale da Shannon Chan-Kent e in italiano da Sofia De Pietro.

#### Visori rossi e droni
I visori rossi di Prime Empire sono dei soldati virtuali con la visiera rossa, sottoposti a qualsiasi ordine impartito da Unagami; il loro compito è quello di spazzare via chiunque si opponga al volere di Unagami o infranga le regole del gioco. Durante l'approdo di Unagami nel mondo reale, i visori rossi creano scompiglio a Ninjago City e attaccano i civili indifesi. I droni, invece, sono dei bot virtuali che hanno il compito di raccogliere i cubi di energia dei giocatori eliminati nel gioco che hanno perso tutte le cinque vite.

#### Ratti distruttori
I ratti distruttori sono dei bot di Prime Empire, programmati per creare scompiglio e dare fastidio ai giocatori. Hanno l'aspetto di ratti antropomorfi, con il pelo di diverso colore, ed erano alleati di Unagami durante il soggiorno dei ninja in Prime Empire. Quando Unagami apre il portale della manifestazione, i ratti distruttori entrano nel mondo reale e creano scompiglio a Ninjago City con i loro veicoli, mettendo in pericolo i civili, ma si calmano quando Unagami si redime. Tra i ratti distruttori ci sono Richie e Ritchie che, rispettivamente, hanno il pelo rosa e verde.

#### Avatar di Harumi
L'avatar di Harumi è un bot di Prime Empire che assume le sembianze di Harumi e viene messo contro Lloyd nel livello per recuperare la terza kitana. Nonostante non sia la vera Harumi, il gioco le fa assumere gli atteggiamenti di quella reale, così da far tergiversare Lloyd ed eliminarlo dal gioco. Nonostante tutto, l'avatar viene ingannato quando Lloyd fa una domanda specifica che solo la vera Harumi poteva sapere; l'avatar comincia quindi a combattere contro Lloyd: entrambi rimangono sconfitti, con l'avatar che viene eliminato e Lloyd che perde la sua ultima vita. È doppiata in originale da Britt McKillip e in italiano da Chiara Oliviero.

#### Altri NPC, Bot e Avatar
All'interno di Prime Empire, i ninja incontra altri NPC e bot, tra cui: Shifty, un NPC che vende oggetti utili per i giocatori, prima che questi scalino le scogliere dell'isteria di Terra Karana; il drago rosso del labirinto di Terra Karana, con cui i giocatori si scontrano alla fine di tale livello; gli NPC presenti nella sala di sushi, tra cui le hostess, in realtà abili combattenti, e il cuoco Sushimi, posti nell'ultimo livello del gioco.

## Shintaro

### Shintariani
Gli shintariani sono gli abitanti della città di Shintaro, situata a nord di Ninjago. Sono delle persone dalla pelle bianca e che usano spesso delle ali meccaniche per spostarsi fluttuando.

#### Vania
Vania è la regina di Shintaro, una carica che le è stata assegnata dopo l'arresto di suo padre Vangelis, precedentemente sovrano. Da bambina vide un geckle uscire dai sotterranei della città, ma le fu detto dal padre di aver immaginato la creatura. Fin da piccola sente parlare dei ninja e diventa sua fan, a tal punto che, anni dopo, convince suo padre a invitarli al suo compleanno. Durante la il pernottamento dei ninja, fa amicizia con Cole, il quale avendo un visto un geckle, si confronta con lei. Vania porta Cole nei sotterranei di Shintaro dove scopre l'egemonia dello Stregone del Teschio e la schiavitù di geckle e munce. Vania chiede quindi aiuto ai ninja e salva successivamente Cole, rimasto intrappolato sottoterra. Scopre in seguito che lo Stregone del Teschio è suo padre, che decide di rinnegare per salvare Cole e aiutare i ninja. Mentre i ninja affrontano Vangelis, lei convince l'esercito di Shintaro a dirigersi nei sotterranei per dare supporto i ninja. Infine, Vangelis viene sconfitto e Vania, da principessa, passa ad avere il ruolo di regina. Più di un anno dopo, viene contattata da Cole, in quanto il consiglio del re Crystal, a cui si è unito Vangelis, sta attaccando Ninjago City; Vania invia quindi l'esercito di Shintaro per aiutare i ninja. È doppiata in originale da Sabrina Pitre e in italiano da Emanuela Damasio.

#### Vangelis
Vangelis è uno shintariano, precedentemente re di Shintaro. Tempo addietro, ricevette la visita da parte di tre guerrieri, disposti a recuperare per lui il teschio di Hazza D'Ur dai sotterranei. Vangelis, tuttavia, ingannò i tre guerrieri, dicendo loro di volere il teschio solo per distruggerlo, ma in realtà se ne impossessò e attinse al suo potere, rigettando i tre guerrieri nel baratro dei sotterranei. In seguito, sotto l'identità di Stregone del Teschio, rubò le due spade dei geckle e dei munce affidate da Lilly, così da mettere in contrasto le due popolazioni: riesce così a schiavizzarle per fargli scavare giacimenti di vengestone. Tempo dopo, si mise in contatto con Harumi: i due trovarono un accordo nel quale Vangelis avrebbe dato della vengestone ad Harumi in cambio di soldi con cui avrebbe finanziato la città di Shintaro. Durante questo periodo, i ninja giungono a Shintaro per invito di Vania e scoprono la sua identità di Stregone del Teschio. Vangelis, scoperto anche da sua figlia, risveglia lo scheletro di Genera-Dolore per uccidere i ninja, ma, a causa della distruzione del teschio di Hazza D'Ur, viene sconfitto da Cole e arrestato dalle sue stesse guardie. In seguito, viene liberato da Harumi e invitato a unirsi al consiglio del re Crystal: esegue quindi gli ordini dell'Overlord e s'impossessa della falce sismica, venendo successivamente sconfitto di nuovo da Cole. È doppiato in originale da Deven Mack e in italiano da Guido Di Naccio.
Il teschio di Hazza D'Ur è un teschio verde appartenente a un vecchio stregone di nome Hazza D'Ur che, in passato, governava i sotterranei di Shintaro. Viene recuperato dai baratrini sotto inganno di Vangelis, che lo usa per schiavizzare geckle e munce. Il teschio viene poi distrutto da Cole con la tecnica dello Spinjitzu Burst. È doppiato in originale da Michael Adamthwaite e in italiano da Gianluca Solombrino.

#### Altri shintariani
Fra gli altri shintariani ci sono i soldati dell'esercito di Shintaro, tra cui c'è Hailmar, primo ufficiale prima di Vangelis e poi di Vania, doppiato in originale da Brian Drummond e in italiano da Enrico Chirico. Tra gli abitanti comuni ci sono Engelbert e sua moglie, due anziani che si spaventano quando Cole, Vania, Wu e i baratrini tornano bruscamente dai sotterranei; Engelbert e sua moglie sono doppiati rispettivamente: in originale da Brian Drummond, mentre in italiano da Oliviero Dinelli e Tatiana Dessi.

### Baratrini/Altini
I baratrini è il nome che un gruppo di tre uomini si è attribuito quando questi sono stati spediti nel baratro di Shintaro da Vangelis. Sono valorosi guerrieri che, per anni, hanno vissuto nei sotterranei di Shintaro, senza poter mai più vedere la luce del sole. All'arrivo di Cole, i tre riescono a tornare in superficie, decidendo di cambiare il loro nome in altini.

#### Fungus
Fungus è un mago che ha fatto parte dei baratrini insieme a Korgran e Plundar. In passato, venne convocato da Vangelis per recuperare dai sotterranei il teschio di Hazza D'Ur allo scopo di distruggerlo. Vangelis tradì lui, Korgran e Plundar e gli spedì nel baratro di Shintaro, il punto più basso dei sotterranei. Nonostante Fungus provasse ad usare le sue magie, gli fu impossibile fuggire. Anni dopo, con l'arrivo di Cole nel baratro, Fungus lo consola dopo avergli detto che non c'è modo di andare via di lì, ma Cole trova un'altra via d'uscita è lo porta via. In seguito, Fungus usa la sua magia per avvisare Cole di cosa stiano facendo gli altri ninja e, dopo essere tornati in superficie, lui, Korgran e Plundar partecipano alla battaglia finale contro lo Stregone del Teschio. È doppiato in originale d a Ian James Corlett e in italiano da Marco Benvenuto.

#### Korgran
Korgran è un guerriero proveniente da Metalonia. È in grado di comunicare con la sua ascia personale, azione che lo ha reso pazzo agli occhi dei suoi familiari e conoscenti. Anche lui, come gli altri baratrini, venne ingannato da Vangelis e gli fu affidato il compito di recuperare il teschio di Hazza D'Ur. Quando lui e i suoi compagni lo trovarono, si accorse della malvagità del teschio e consigliò a Vangelis di distruggerlo, ma venne tradito e spedito nel baratro di Shintaro. Anni dopo, con l'arrivo di Cole, riesce a fuggire e a tornare in superficie insieme a Fungus e Plundar, e a diventare con loro gli altini. Poi, partecipa alla battaglia finale con lo Stregone del Teschio. È doppiato in originale da Paul Dobson e in italiano da Luca Graziani.

#### Plundar
Plundar è un esperto ladro che è stato ingannato come Fungus e Korgran da Vangelis per recuperare il teschio di Hazza D'Ur. Usa spesso dei dadi per prendere le decisioni e per prevedere il suo destino. Durante la spedizione ordinata da Vangelis, lui e i baratrini affrontarono dei ragni giganti, ma lui fece amicizia con uno di questi, Adam, con cui creò un profondo legame. In seguito, venne tradito da Vangelis e spedito nel baratro. Quando, anni dopo, Cole tenta di trovare una via d'uscita, Plundar, tra i baratrini, è quello più diffidente; si affida così ai dadi per decidere se seguire i consigli di Cole, ma, alla fine, notando la forza del ninja della terra, prende una decisione di testa sua. Dopo essere tornato in superficie, partecipa alla battaglia contro lo Stregone del Teschio, nel quale libera gli altri ninja imprigionati. È doppiato in originale da Adam Trask e in italiano da Davide Capone.

### Munce
I munce sono una popolazione sotterranea del regno di Shintaro. Hanno la pelle verde, una corporatura possente e dei denti aguzzi che spesso fuoriescono dalle labbra. Tendono a pronunciare le parole, scambiando le iniziali giuste con la "M", come quando Lilly la chiamano Milly. La loro popolazione è gestita da una monarchia, al cui comando è presente un re o una regina.

#### Murt
Murt è un munce dalla poca intelligenza, catturato dallo Stregone del Teschio. È il primo munce con cui fa amicizia Cole, il quale gli chiede informazioni riguardanti l'egemonia della Stregone. Dopo l'arrivo dei ninja nei sotterranei, Murt e gli altri munce vengono liberati e scappano via dalla caverna dello Stregone del Teschio, disperdendosi: Murt finisce insieme a Lloyd, Nya e Jay, e gli porta nella caverna dei munce, facendo conoscere loro la regina Murtessa. Qui, Murt spiega proprio alla sua regina cosa fosse successa nella caverna dello Stregone e come i ninja lo abbiano liberato. È doppiato in originale da Michael Adamthwaite e in italiano da Gianluca Machelli.

#### Murtessa
Murtessa è la regina dei munce, forzuta e possente. In passato, lei e il suo popoli si allontanarono dai geckle, accusandoli di aver rubato la spada di Lilly, in realtà presa da Vangelis. Conosce Nya, Jay e Lloyd quando vengono portati nella caverna dei munce da Murt. S'innamora di Jay e lo invita a cena, ma a causa della gelosia di Nya, tra le due nasce uno scontro prima verbale, e poi fisico. Murtessa si scontra con Nya nell'arena dei munce, ma viene sconfitta e perde la carica di regina, che passa a Nya. Dopo la sconfitta dello Stregone del Teschio, Nya va via da Shintaro e lei torna ad essere regina, riappacificandosi con i geckle. È doppiata in originale da Tabitha St. Germain e in italiano da Tatiana Dessi.

### Geckle
I geckle sono una popolazione sotterranea del regno di Shintaro. Hanno la pelle viola e sono molto bassi con una corporatura gracile. Tendono a pronunciare le parole, scambiando le iniziali giuste con la "G", come quando Lilly la chiamano Gilly. La loro popolazione è gestita da corte, al cui comando c'è un cancelliere.

#### Gulch
Gulch è il cancelliere della corte dei geckle. Quando Kai e Zane si disperdono nei sotterranei di Shintaro e finiscono nella caverna dei geckle, Gulch li scambia per scheletri dello Stregone del Teschio e, con l'accordo della corte, mette in atto il processo del mino, nel quale Zane e Kai devono affrontare proprio un mino. In seguito al processo, Gulch capisce che sono maestri degli elementi e affida momentaneamente a Kai la carica di cancelliere. Racconta poi ai due ninja la storia di come lo Stregone del Teschio ha preso il controllo dei sotterranei; in seguito, dopo essere stato catturato dallo Stregone, Gulch viene liberato dai ninja. Dopo la fusione, partecipa come giudice alle Zanelimpiadi del quartiere di Crossroads. È doppiato in originale da Andrew McNee e in italiano da Riccardo Scarafoni.

#### Gleck
Gleck è un geckle che, in passato, ricevette da Lilly un medaglione con una sua foto. Durante il pernottamento dei ninja a Shintaro, Gleck si reca in superficie ed entra nella stanza di Cole, scambiandolo per Lilly. Accorgendosi di aver sbagliato, scappa via e sparisce nel nulla. In seguito, quando Kai e Zane finiscono nella caverna dei geckle, Gleck svela loro la verità e gli parla di Gilly, facendo intendere ai due ninja che si tratti della madre di Cole e chiedendo scusa per il fraintendimento avvenuto con Cole. È doppiato in originale da Brian Drummond e in italiano da Andrea Lopez.

#### Altri geckle
Tra gli altri geckle che appaiono in maniera minore nella serie ci sono: Garpo, Ginkle e Groko, tre geckle incaricati di raccogliere un muschio alimentare all'uscita della caverna dei geckle; sono i tre geckle che conducono Kai e Zane da Gulch. Un'altra geckle è Gliff, un membro della corte dei geckle gestito da Gulch.

## Regno dell'Oltretomba

### Skulkin
Gli skulkin sono una legione di scheletri non morti che vivono nel regno dell'Oltretomba. In particolare, sono dei guerrieri caduti in passato che, non avendo accettato la loro morte, invece di finire nel regno dei defunti, sono finiti nell'Oltretomba, diventando esseri scheletrici. Sono gli antagonisti principali della stagione pilota, dove tentano di rubare le armi d'oro, eseguendo gli ordini di Garmadon.

#### Samukai
Samukai era il comandante degli skulkin con il titolo di re dell'Oltretomba. Rimasto a lungo sovrano del regno dopo la sua morte, all'arrivo di Garmadon è costretto a cedere il suo posto e a diventare un sottoposto. Diventato secondo in comando a Garmadon, insieme al suo esercito attacca la bottega del fabbro di Kai e rapisce Nya. In seguito, si ritrova ad affrontare i ninja e riesce a rubare le quattro armi d'oro: a quel punto tradisce Garmadon e si rivolta contro di lui, affermando di essere il re dell'Oltretomba; tuttavia, quando prova a maneggiare le quattro armi insieme, finisce per esplodere insieme ad esse, non sapendo che non possono essere controllate tutte in una volta. Finisce così nel regno dei defunti, ma quando Yang lo libera durante il giorno di chi non c'è più, si impossessa di una sua statua presente al museo di storia antica e attacca Jay nella discarica di Ed ed Edna: qui, viene sconfitto e rispedito nel regno dei defunti. È doppiato in originale da Michael Kopsa e in italiano da Ambrogio Colombo.

#### Kruncha
Kruncha è uno dei generali dell'esercito degli skulkin, nonché amico di Nuckal e secondo in comando degli skulkin durante il regno di Samukai. È irascibile e ha solitamente un atteggiamento negativo. Incline alla violenza, è l'unico skulkin a prevedere il tradimento di Garmadon, avendo mantenuto una forte sfiducia nei suoi confronti fin dall'inizio. Nei momenti di frustrazione, Kruncha ricorre a gesti infantili di rabbia. Aiuta i suoi compagni nella loro ricerca per impedire ai ninja di recuperare le armi d'oro. Dopo la sconfitta e di Samukai e la fuga di Garmadon dall'Oltretomba, Kruncha lascia il regno e si trasferisce a Ninjago. In seguito partecipa alla Ninjaball Run e, successivamente, insieme a Nuckal, finisce lemma prigione di Kryptarium. È doppiato in originale da Brian Drummond e in italiano da Roberto Draghetti.

#### Nuckal
Nuckal è uno dei generali dell'esercito degli skulkin, nonché amico di Kruncha. È iperattivo e pazzo, il che lo rende l'esatto opposto di Kruncha. Ha una testa grande con punte e una toppa di metallo imbullonata su un occhio. È l'unico generale a non avere l'armatura ossea d'élite. Fedele servitore di Samukai, aiuta gli skulkin nella missione per impedire ai ninja di reclamare le armi d'oro. Mentre gli Skulkin riuscirono a prendere le armi, il tentativo di Samukai di tenerle lontane da Lord Garmadon portò alla sua dipartita. Di conseguenza, Garmadon fuggì a Ninjago per causare il caos. Dopo la morte di Samukai, Nuckal, come Kruncha, va via dall'Oltretomba e si stabilisce a Ninjago. È doppiato in originale da Brian Drummond e in italiano da Ivan Andreani.

#### Wyplash
Wyplash è uno dei generali degli skulkin, incaricato di guidare gli abitanti scheletrici dell'Oltretomba insieme a Samukai, Kruncha e Nuckal per far rispettare la volontà di Lord Garmadon. Mostra un notevole grado di arroganza e di eccessiva sicurezza nelle sue capacità, unito a una vena crudele che si manifesta nel suo piacere di sconfiggere gli avversari e deridere la loro impotenza contro di lui. Inoltre, ha una forte propensione per la lettura di libri, il che evidenzia un aspetto più consapevole del suo carattere. In seguito alla sconfitta degli skulkin, finisce nella prigione di Kryptarium. È doppiato in italiano da Michael Dobson e Michael Adamthwaite (LEGO Ninjago, 6x03).

#### Altri skulkin
Tra gli altri skulkin ci sono: Bonezai, il capo progettista dei veicoli degli scheletri che purtroppo, non essendo in grado di parlare, introduce spesso errori nella costruzione dei veicoli non potendo avvisare gli altri; Chopov, che si occupa della manutenzione dei veicoli e, come Bonezai, non parla, per cui generalmente gli altri si accorgono dei problemi che ha trovato nel momento in cui qualcosa esplode; Frakjaw, cioè il collaudatore dei veicoli realizzati da Bonezai; Krazi, uno skulkin selvaggio, folle e imprevedibile che quando va in battaglia porta sempre un osso d'oro appeso al collo.

### Guerrieri dalle ossa verdi
I guerrieri dalle ossa verdi, come indica il loro nome, sono degli scheletri non morti, con le ossa di colore verde, che vivono nell'Oltretomba. Kai e Wyldfyre gli incontrano quando vanno alla ricerca di uno dei tre nuclei del drago: in quest'occasione, Wyldfyre fa loro uno scherzo, irritandoli e inimicandoli, ma i due ninja scappano prima che i guerrieri dalle ossa verdi possano reagire. Uno di questi guerrieri dalle ossa verdi è Algu, il maestro della finzione.

## Regno della follia

### Cragling
I cragling sono grandi esseri di roccia dall'aspetto brutale che vivono nel regno della follia e sono guidati da un re. Traggono la loro energia vitale dal fango che consumano e senza di esso diventano semplici ammassi di roccia. Dopo la fusione fanno amicizia con i ninja e li ringraziano dopo che questi li salvano dai draghi della terra. Uno dei cragling, Arccrack, è il maestro elementale della propulsione.

#### Crag-Nor
Crag-Nor è il re dei cragling. Dopo la fusione, incontra Nya, dispersa come gli altri ninja e ritrovatosi nel regno della follia. Insieme a Nya, cerca di respingere dalle sue terre i draghi della terra che bevono il sangue vitale dei cragling, portando alla morte di molti di essi. In seguito, giunge anche Kai a dare una mano, ma si disperde durante uno scontro con i draghi. Tempo dopo, Crag-Nor accoglie anche Lloyd, Arin, Sora e Riyu, giunti sul posto grazie a un messaggio inviato da Nya con la Destiny Bounty. Per via delle vicissitudini negative avute con i draghi della terra, Crag-Nor rifiuta la presenza di Riyu, che tuttavia salva i cragling e restituisce loro il fango vitale. Risolta la situazione, Crag-Nor ringrazia i ninja per l'aiuto. È doppiato in originale da Mark Hildreth.

### Amministrazione
L'amministrazione è un'organizzazione burocratica che opera nel regno della follia e, dopo la fusione, anche negli altri regni. È composta da centinaia di agenti amministrativi e dai dipartimenti da loro gestiti, tutti sotto il controllo dell'Amministratore, un uomo misterioso di cui non si sa l'identità, a capo di tutta l'organizzazione.

#### Roderick Allen
Roderick Allen è un agente dell'amministrazione con i capelli neri che indossa gli occhiali da sole. Lavora spesso in coppia con Underwood e insieme a lui arresta Zane poiché il nindroide stava facendo esperimenti sul portale che aveva trovato sotto il monastero di Spinjitzu. In seguito, si mette alla ricerca di Lloyd e Arin nella sede dell'amministrazione, venuti per recuperare uno dei nuclei del drago e liberare Zane che riesce a fuggire: si reca quindi nel regno di Mysterium per riprendersi Zane, ma anche in questo caso la missione non va a buon fine. È doppiato in originale da Michael Adamthwaite e in italiano da Federico Talocci.

#### SsssSsss Underwood
SsssSsss Underwood, chiamato semplicemente Underwood, è un agente serpentina di tipo Hypnobrai che lavora per l'amministrazione, spesso in coppia con Allen. Si reca con il suo collega al monastero di Spinjitzu per arrestare Zane, che successivamente viene trovato da Arin e Lloyd finiti nella sede dell'amministrazione. Underwood devia poi con un computer la destinazione dei tubi in cui i tre ninja si erano infilati per fuggire, ma lui e gli altri agenti non riescono comunque a fermarli. È doppiato in originale da Rhona Rees e in italiano da Maurizio Fiorentini.

#### Altri agenti dell'amministrazione
Tra gli altri agenti che lavorano per l'amministrazione sono presenti: Prentis, un membro che lavora nel reparto di riassegnazione, dove i corpi vivi delle persone rimaste in uno stato incosciente dopo la fusione, vengono riportate nei loro rispettivi regni. Ci sono poi 
Denholt e Karit, una donna è un uomo che si recano nel giardino madre e sottraggono a Lloyd e Arin il nucleo del drago viola, ritenuto oggetto pericoloso.

## Regno delle nuvole

### Scrittori del destino
Gli scrittori del destino sono dei monaci del regno delle nuvole che scrivono continuamente testi riguardanti ciò che accadrà in futuro. Credono fermamente che tutto ciò che scrivono si avveri realmente, anche se, a detta di Lloyd, non è sempre così. Quando i loro testi non diventano reali, i monaci delle nuvole di difendono dicendo che il destino può comunque essere cambiato dagli eventi.

#### Fenwick
Fenwick era il capo-scrittore dei monaci del regno delle nuvole, prima di essere sostituito da Suetonius. Prima dell'arrivo dei ninja nel regno, Fenwick viene minacciato dal Preminente e, temendo per la sua vita, promette di aiutare Morro a fuggire dal regno maledetto tramite profezia. Quando i ninja giungono per la prima volta nel regno delle nuvole in cerca della spada del santuario, Fenwick finge di non essere il capo-scrittore e li rinchiude con un inganno nella stanza con Nimbus; accoglie poi Morro, ma a causa di Nobu, viene cacciato da Nimbus e in seguito bandito dal regno delle nuvole per le sue azioni. È doppiato in originale da Paul Dobson.

#### Nobu
Nobu è un monaco del regno delle nuvole giovane e gentile che venne preso come apprendista da Fenwick. Incontra i ninja per la prima volta quando stava scrivendo nella sala principale. Più tardi, mentre scrive proprio dei ninja, il suo inchiostro diviene rosso, segnalando un pericolo. Quando Nobu chiede aiuto a Fenwick, questo gli rivela del patto stipulato con Morro e del tradimento fatto ai ninja; si precipita così dai ninja e rivela loro del tradimento e la posizione della spada del santuario, tradendo Fenwick e facendo sì che questo venga aggredito da Nimbus. È doppiato in originale da Michael Adamthwaite.

#### Suetonius
Suetonius è il capo-scrittore del regno delle nuvole dopo la fusione, in sostituzione a Fenwick. Inizialmente, crede come tutti i monaci che solo le parole e la scrittura possano cambiare il destino del mondo. Pertanto, si arrabbia molto se uno dei monaci usa altri mezzi oltre la scrittura per agire. Tuttavia, all'arrivo dei ninja, Suetonius cambia idea vedendo Euphrasia combattere assieme ai ninja stessi per fermare dei mostri intenti ad attaccare il regno. In seguito, quando Ras e i suoi guerrieri lupo soggiogano il regno delle nuvole, Suetonius finisce intrappolato in un bozzolo creato dai vermi della biblioteca manipolati da Ras: una volta salvato dai ninja, spiega loro l'obiettivo di Ras di riportare indietro i cinque proibiti. È doppiato in originale da Ian Hanlin e in italiano da Riccardo Scarafoni.

#### Euphrasia
Euphrasia è una monaca del regno delle nuvole e la seconda maestra del vento ad apparire nella serie dopo Morro. All'inizio, nasconde il suo potere degli elementi agli altri monaci e a Suetonius, sapendo che questi odiano altre forme di agire per cambiare il destino che non sono la scrittura profetica. All'arrivo dei ninja, tuttavia, convinta da Arin e Sora, si decide a usare il suo potere per combattere contro dei mostri, venendo accettata dagli altri monaci e cambiando anche le convinzioni conservatrici di Suetonius. Quando il regno delle nuvole viene attaccato da Ras, Euphrasia è l'unica che riesce a fuggire e si reca al monastero di Spinjitzu per chiedere aiuto ai ninja, i quali intervengono subito. Dopo la liberazione del regno delle nuvole, Euphrasia viene invitata a partecipare al torneo delle sorgenti e si scontra con Zeatrix, ma perde la sfida e viene eliminata. È doppiata in originale da Bethany Brown e in italiano da Martina Merenda.

#### Marcus
Marcus è un monaco del regno delle nuvole. Quando i ninja giungono dai monaci, Marcus viene invitato da Suetonius a portare gli ospiti nella biblioteca del regno, per aiutarli a scoprire di più sulla fusione. Nella biblioteca presenta ai ninja dei vermi che aiutano nella ricerca, ma questi si rivoltano contro di lui per ragioni ignote; scopre in seguito che i vermi sono stati manipolati da Ras affinché lui li usasse per i suoi scopi personali. È doppiato in originale da Aidan Drummond.

## Regno degli oni e dei draghi

### Cacciatori di draghi
I cacciatori di draghi sono una popolazione rozza del primo regno, inizialmente improntata sulla caccia ai draghi. Hanno la pelle bianca e indossano spesso vestiti di metallo. In un primo momento, sotto il comando del Barone di Ferro, sfruttano i draghi e i loro poteri degli elementi per i propri servizi e, spesso, uccidono tali creature anche per mangiarle. Dopo la sconfitta del Barone di Ferro, i cacciatori diventano amici dei draghi e decidono di collaborare con loro anziché sfruttarli.

#### Barone di Ferro
Il Barone di Ferro era il capo dei cacciatori di draghi. Nel corso della serie, indossa spesso un capello nero a cilindro e possiede un braccio meccanico in sostituzione di quello vero perso in battaglia. In passato, si scontrò con Primigenia, che gli causò delle cicatrici sul volto; successivamente entrò nel territorio degli oni e per sopravvivere uccise i suoi stessi soldati, ma al suo ritorno disse al suo popolo che erano stati gli oni ad attaccarli e che lui era l'unico sopravvissuto. Continuando negli anni a governare i cacciatori con bugie e inganno, all'arrivo di Wu e i ninja nel primo regno, convinto che questi siano oni, li fa catturare, per poi scoprire che sono maestri degli elementi. Dopo essere stato tradito dalla sua prima ufficiale Fede, che aiuta i ninja a fuggire, il Barone si mette subito a caccia di loro e riesce a trovarli. Poi, convinto da Wu, si fa accompagnare alla tana di Primigenia, sicuro di poter prendere l'armatura del drago e governare tutti i draghi, ma al suo arrivo, Primigenia lo uccide sputandogli lava addosso dalla gola. È doppiato in originale da Brian Drummond e in italiano da Stefano Alessandroni.

#### Fede
Fede era la prima ufficiale del Barone di Ferro prima di diventare la nuova leader del suo popolo. Inizialmente, poiché il Barone non voleva che si sapesse che la sua prima ufficiale fosse una donna, è costretta a indossare un cappello e una maschera, facendosi chiamare con lo pseudonimo "Heavy Metal". Si mette alla caccia dei ninja quando questi fuggono dal villaggio dei cacciatori, ma quando li trova decide di allearsi con loro quando scopre che Wu è il figlio del Primo Maestro di Spinjitzu, convinta anche che il modo di governare del Barone di Ferro sia sbagliato. Insieme ai ninja, si mette alla ricerca della tana di Primigenia e insegna loro come catturare un drago con le catene. Prima che possano raggiungere la destinazione, vengono però trovati e catturati dal Barone, ma grazie a Wu e Primigenia stessa, vengono liberati. Fede promette poi di prendersi cura del suo popolo e di non cacciare più i draghi. In seguito, con l'arrivo degli oni nel primo regno, Fede fugge via a Ninjago con Primigenia e chiede aiuto a Wu affinché i ninja possano risolvere la situazione. È doppiata in originale da Kathleen Barr.

#### Jat Jack
Jat Jack è una donna dei cacciatori di draghi che usa spesso un jat pack per spostarsi. Fedele servitrice del Barone di Ferro, si mette subito alla ricerca dei ninja quando questi fuggono via dal villaggio. Scopre poi che Heavy Metal è in realtà una donna e chiede al Barone di Ferro perché solo a lei è stato permesso di essere un primo ufficiale; il Barone le offre quindi la possibilità di diventare la nuova seconda in comando se fosse riuscita a catturare Fede. Successivamente, accorgendosi della tirannia del Barone, decide di allearsi con Fede e, sconfitto il Barone, diventa la sua seconda ufficiale. È doppiata in originale da Rhona Rees.

#### Altri cacciatori di draghi
Tra gli altri cacciatori di draghi ci sono: Strisciaragno, che non possiede le più le sue gambe reali, ma è costretto a camminare con gambe meccaniche; Muzzle, migliore amico di Strisciaragno, che non sa parlare ed emette solo versi con la bocca; Scar Spaccacrani, un cacciatore che assiste alla sfida tra Slab e i ninja, ma viene distratto da Cole, giunto per ricavare informazioni e salvare Jay, Kai e Zane; Chew Toy, un cacciatore di draghi un po' svitato che usa sempre una campana e si occupa dei combattimenti nell'arena, in particolare della sfida tra Slab e i ninja.

### Oni
Gli oni sono delle creature nere e oscure del Primo Regno. Sono la fazione nemica dei draghi e il loro potere è quello di distruggere. In tempi remoti, provarono a portare il Primo Maestro di Spinjitzu dalla loro parte, ma non ci riuscirono e si recarono quindi a Ninjago, fallendo comunque. In seguito, andarono via dal Primo Regno, ma tornano secoli dopo per conquistare tutti i regni. Vengono sconfitti dal tornado della creazione dei ninja.

#### Omega
Omega è il capo degli oni. Ha il potere della distruzione e brandisce un bastone con il quale è in grado di evocare ulteriori oni. Il suo scopo è quindi quello di distruggere tutto il creato dei sedici regni. Dopo la sconfitta di Garmadon, che riusciva a tenere il potere degli oni a bada, Omega attacca tutti i regni insieme al suo esercito, tra cui il suo stesso regno natale. Attacca poi Ninjago utilizzando il cristallo del regno per arrivarci; dopo che Ninjago viene avvolta completamente della nube nera degli oni, Omega fa la sua comparsa dinanzi a Garmadon e Lloyd, ammettendo di voler porre fine al regno. Giunto al monastero di Spinjitzu si scontra con Garmadon e lo surclassa in battaglia, lasciando presagire una sua schiacciante vittoria. Grazie poi al tornado della creazione dei ninja, lui e gli altri oni vengono sconfitti e distrutti. È doppiato in originale da Zach LeBlanc.

### Devoniani
I devoniani sono una popolazione del primo regno. Di aspetto sono bassi, hanno la pelle viola e possiedono una testa molto grande con due corne nere curvate verso la nuca. Di questa popolazione fa parte Zur, il devoniano che aiuta Wyldfyre a decifrare il registro di Bleckt. Zur stesso ammette che la sua specie è estremamente timida e gentile, ma a causa del loro aspetto, molti si fanno delle supposizioni sbagliate e diffondono voci dicendo che i devoniani non parlano e per questo sono scontrosi.

## Non-Regno

### Mutanti
I mutanti, o mutaforma, sono una popolazione del Non-Regno, capaci di trasformarsi in animali. Ogni mutante possiede dentro di sé l'anima di un animale, che sblocca a una certa età attraverso una ricerca personale. I mutanti sono in grado di assumere le sembianze e le caratteristiche dell'animale in cui si trasformano.

#### Akita
Akita è una mutante modello lupo bianco, sorella di Kataru. Quando era piccola, aveva paura di non riuscire a raggiungere la sua forma animale e di diventare come Vex il senza-forma, il quale disturbò anche la sua cerimonia. Il capo dei mutanti la rassicurò e Akita, insieme a suo fratello, si inoltrò nella foresta dove raggiunse per la prima volta la sua forma animale, scoprendo di potersi trasformare in un lupo. Successivamente, a causa dell'imperatore di ghiaccio, manipolato da Vex, il suo villaggio venne sterminato e, nello scompiglio, credette che anche Kataru fosse morto. All'arrivo dei ninja nel Non-Regno fa amicizia con Lloyd, facendogli credere di essere solo un lupo e non rivelandogli subito la sua forma umana; quando gli svela la verità, racconta a Lloyd la sua storia e afferma di volersi vendicare dell'imperatore di ghiaccio. Alla fine, raggiunge il castello di ghiaccio e scopre che suo fratello è vivo, ma quando Lloyd viene a sapere che l'imperatore è Zane, corrotto da Vex, Akita se ne disinteressa e attacca il suo nemico lo stesso, finendo congelata. Viene poi salvata da Lloyd, il quale riesce a far tornare la memoria a Zane. È doppiata in originale da Tabitha St. Germain e in italiano da Sara Ballerani.

#### Kataru
Kataru è un mutante modello orso, fratello di Akita. In tenera età, gli venne fatta la cerimonia di augurio per il ritrovamento della sua forma animale insieme a sua sorella; con lei s'inoltrò nella foresta e dopo essersi separati per sbaglio si ritrovarono entrambi con la propria forma mutante. Quando tornò al suo villaggio, scoprì con sua sorella che era stato attaccato dall'imperatore di ghiaccio manipolato da Vex. Durante lo scompiglio contro quest'ultimo, Kataru perse sua sorella e venne catturato dai guerrieri di ghiaccio. Dopo essere rimasto intrappolato per anni nel castello di ghiaccio, viene trovato da Lloyd, anche lui imprigionato da Vex, che gli racconta che Akita lo ha sempre creduto morto. Quando Lloyd riesce a far tornare la memoria a Zane, convincendolo di non essere l'imperatore di ghiaccio, Kataru rivede e riabbraccia sua sorella Akita. È doppiato in originale da Cole Howard e in italiano da Alessio De Filippis.

### Popolo del grande lago

#### Sorla
Sorla è un'anziana saggia del popolo del grande lago. Accoglie i ninja a casa sua quando questi arrivano nel Non-Regno e si perdono; poi spiega loro che nel suo villaggio c'è solo un fuoco acceso, che arde da anni ed è la fonte di vita principale del popolo del grande lago. Aiuta i ninja dicendo loro che Zane si trova nel castello di ghiaccio, non riconoscendo tuttavia che Zane stesso è l'imperatore malvagio che ha soggiogato le terre del Non-Regno. Quando Boreal attacca il villaggio, lei e tutti gli abitanti del popolo del grande lago rimangono congelati, ma quando Zane recupera la memoria, Sorla torna libera e aiuta i ninja un'altra volta, attivando un portale per ricondurli a Ninjago. È doppiata in originale da Patty Drake e in italiano da Cristina Piras.

#### Boma
Boma è un pescatore del popolo del grande lago, che lavora spesso in coppia con Uthaug. Insieme ad altri abitanti del suo villaggio, salva i ninja da alcuni lupi e li porta da Sorla. In seguito, durante una spedizione condotta con Uthaug, avvista i samurai blizzard e corre ad avvisare il villaggio dell'attacco imminente. Durante la battaglia, combatte con i suoi compagni, che non riescono tuttavia a difendere il fuoco del villaggio, riacceso in seguito da Kai. Successivamente, durante una spedizione per trovare l'albero del viaggiatore, Boma tenta di salvare Uthaug, precipitato da un dirupo, ma riesce nel suo intento solo grazie all'arrivo di Cole. Quando Boreal attacca il popolo del grande lago, Boma finisce congelato come i suoi cittadini, ma il ghiaccio si scioglie quando i ninja fanno recuperare la memoria a Zane. È doppiato in originale da Sam Vincent e in italiano da Emiliano Reggente.

#### Uthaug
Uthaug è un pescatore del popolo del grande lago, che lavora spesso in coppia con Boma.
Con quest'ultimo, durante una spedizione, avvista i samurai blizzard che si stanno dirigendo verso il loro villaggio e, pertanto, corre ad avvisare gli altri abitanti insieme al suo amico. Dopo aver partecipato alla battaglia, scala le montagna di Krag insieme a Boma per cercare l'albero del viaggiatore da cui prendere le foglie con cui aprire il portale per far tornare i ninja a Ninjago, ma cade da un dirupo e resta in bilico rischiando di cadere: viene prima afferrato da Boma e poi salvato completamente da Cole. Anche lui, come il resto del popolo del grande lago, viene momentaneamente congelato da Boreal quando quest'ultimo attacca il villaggio. È doppiato in originale da Vincent Tong e in italiano da Federico Di Pofi.

### Altri abitanti del Non-Regno

#### Vex
Vex è un residente del Non-Regno, nato come aspirante mutante, ma che a causa del suo cuore impuro non è riuscito a raggiungere la sua forma animale; viene pertanto chiamato dagli altri mutanti "il senza forma" e per questo motivo odia la sua specie, affermando di essere stato escluso ed emarginato solo per non riuscirsi a trasformare. Cacciato dal suo villaggio, Vex trova per caso Zane, spedito nel Non-Regno da Aspheera. Scoprendo che Zane ha il potere del ghiaccio, grazie a un reset di memoria fatto sul nindroide, riesce a manipolarlo, facendogli credere che in passato fosse un grande imperatore di ghiaccio e che il suo trono gli fosse stato rubato. In seguito, Vex fa attaccare a Zane il villaggio dei mutanti per vendicarsi di loro; poi fa piegare l'imperatore Grimfax per rubargli il castello e dominare così gran parte del Non-Regno. All'arrivo dei ninja, nonostante i suoi tentativi di fermarli, Vex viene sconfitto e Zane viene liberato dalla sua manipolazione. Alla fine, Vex viene bandito in delle terre lontane del Non-Regno per tutti i mali commessi. È doppiato in originale da Michael Kopsa e in italiano da Emiliano Reggente.

#### Grimfax
Grimfax è il sovrano di alcune terre del Non-Regno. Residente da anni nel suo castello, in passato, al suo cospetto si presentò Vex, il quale lo incitò ad attaccare i villaggi dei mutanti, ma Grimfax lo cacciò via affermando di non avere nulla contro i mutanti. In seguito Vex tornò insieme a Zane, manipolato e trasformato nell'imperatore di ghiaccio, e costrinse Grimfax a piegarsi al suo potere e a donargli il castello. Anni dopo, Grimfax, sotto gli ordini di Vex, attacca il popolo del grande lago in cui sono ospitati i ninja, ma poi si allea con Lloyd quando questo viene imprigionato nel castello di ghiaccio. Quando Zane recupera la memoria e Vex viene sconfitto, Grimfax torna finalmente sul suo trono. È doppiato in originale da Brian Drummond e in italiano da Vladimiro Conti.

#### Samurai blizzard
I samurai blizzard sono dei guerrieri di ghiaccio che fanno parte dell'esercito dell'imperatore di ghiaccio. Sono composti da spadaccini, arcieri e altri combattenti, un tempo umani, che sono stati corrotti dal potere del ghiaccio di Zane proveniente dalla pergamena dello Spinjitzu proibito. Guidati da Grimfax, a sua volta costretto a seguire gli ordini di Vex contro la sua volontà, attaccano il villaggio del popolo del grande lago e riescono a spegnere il loro fuoco. Tutti i samurai tornano normali dopo che Zane recupera la memoria e smette di essere un imperatore malvagio.

## Regno di Imperium

### Famiglia Vespasian-Orus
La famiglia Vespasian-Orus è la dinastia che per tanto tempo è stata a capo del regno e della città di Imperium, fino a che Beatrix non ha perso il trono a causa della sua negligenza e del volere del suo popolo e dei ninja. Dopo la scomparsa di Beatrix, Imperium passa sotto un governo non basato più su un regnante, ma sulla solidarietà dei cittadini, incitata da Percival Tartigrade.

#### Levo Vespasian-Orus
Levo Vespasian-Orus era il vecchio sovrano di Imperium, padre di Beatrix e Zeatrix, nonostante la serie non mostri chi sia sua moglie. Prima del fusione, Ras si presentò dinanzi a lui e cercò di convincerlo a creare una alleanza per catturare un drago sorgente, prenderne l'energia e conquistare tutti gli altri regni, ma Levo rifiutò e cacciò Ras con l'aiuto della sua primogenita Zeatrix. In seguito, Ras e Beatrix manomisero la sua navicella volante in segreto con una bomba e quando Levo si trovava in aria, questo esplose causandone la sua morte. È doppiato in originale da Ron Halder.

#### Beatrix Vespasian-Orus
Beatrix Vespasian-Orus è stata la regnante di Imperium dopo suo padre Levo. Nonostante fosse gemella a sua sorella Zeatrix, era la secondogenita per essere uscita dalla pancia dopo di lei e, per questo motivo, non era l'erede al trono. Gelosa di sua sorella, quando Ras si presentò a Imperium e venne cacciato da Levo, Beatrix lo contattò in segreto e si alleò con lui: fece uccidere suo padre e poi diede la colpa a Zeatrix, bandendola da Imperium. Beatrix salì così al trono e divenne imperatrice, nominando Ras suo primo ufficiale. Dopo la fusione, i ninja attaccano la sua città e dopo la loro fuga Beatrix attribuisce la colpa a Ras, decidendo di imprigionarlo. In seguito, volendosi vendicare dei ninja, scopre dell'esistenza dei nuclei del drago e cerca di recuperarli per creare un'arma letale. Nonostante ne riesca a prenderne solo due, riesce a ricavare l'energia del terzo grazie a Jordana e costruisce l'arma; in modo presuntuoso e negligente comincia ad aprire una serie di fusioscosse che portano pian piano a una nuova fusione, ma i ninja riescono a fermarla e lei finisce proprio dentro una di quelle fusioscosse, scomparendo da Imperium. È doppiata in originale da Nicole Oliver e in italiano da Raffaella Castelli.

#### Zeatrix Vespasian-Orus
Zeatrix Vespasiana-Orus è la figlia di Levo e la gemella primogenita di Beatrix, nonché la maestra elementale delle onde d'urto. Erede al trono di suo padre, quando Ras si presentò a Imperium per chiedere alleanza a Levo, Zeatrix lo cacciò via usando il suo potere degli elementi. A causa di Beatrix, però, fu ingiustamente accusata di aver ucciso suo padre e cacciata da Imperium. Anni dopo, a seguito della fusione, Zeatrix, trasferitasi a Ninjago City, riceve l'invito per partecipare al torneo delle sorgenti: qui rivede Ras e ammette di provare rancore per lui, ma dice di provare lo stesso per i ninja, poiché questi ultimi, a sua detta, hanno sconfitto sua sorella Beatrix prima che lei potesse vendicarsi. Durante il torneo affronta e sconfigge Euphrasia, Mord e Algu; in semifinale sfida Lloyd e perde lo scontro, ma presa dalla rabbia colpisce in modo antisportivo il suo avversario e lo manda in coma. Per la sua azione sleale viene quindi bandita dalla città dei templi e dal torneo. È doppiata in originale da Nicole Oliver e in italiano da Raffaella Castelli.

### Imperiani

#### Rapton
Rapton è un nativo di Imperium, un tempo generale dell'esercito della città. Gli viene incaricato di portare Riyu da Ras, ma il Draghetti fugge via ed è quindi costretto a inseguirlo a Crossroad, dove viene intralciato da Arin e Sora. In seguito, difende Imperium per ordini di Ras e Beatrix, combattendo contro i ninja, ma non riuscendo a evitare che questi fuggono insieme a tutti i draghi; successivamente, tramite una missione di spionaggio, scopre della ricerca che i ninja stanno conducendo per trovare i nuclei del drago e, dopo essere riuscito a scoprire la loro posizione, viene incaricato da Beatrix di portargli uno dei tre, ma vien intralciato prima dai mucoidi e poi da Lloyd e Arin. Fallita la missione, consegna a Beatrix un nucleo falso e corre a nascondersi, decidendo di allearsi momentaneamente con i ninja, ritenendo che Beatrix sia impazzita. Dopo la sconfitta dell'imperatrice, forma una squadra tutta sua con vecchi soldati di Imperium che si fanno chiamare filibustieri. È doppiato in originale da Giles Panton e in italiano da Emanuele Durante.

#### Dottoressa LaRow
La dottoressa LaRow è colei che gestisce il più importante laboratorio dei sistemi avanzati a Imperium. Sfrutta il potere dei draghi per utilizzarlo come energia per il regno. Ammette che la scienza non dà spazio ai sentimenti e che i draghi sono solo bestie senza cervello. Prima della fusione, fece visita alla scuola e fu stupita dal Photac, invenzione di una ragazza intelligente di nome Ana che la convinse a invitarla a lavorare con lei nel laboratorio; quando la portò lì, le mostrò lo sfruttamento dei draghi e il modo con cui ricavavano energia, ma questo spaventò Ana e fuggì via cambiando il suo nome in Sora, copiando quello di uno dei draghi intrappolati. Dopo la fusione, la LaRow riesce ad attivare i Photac con l'aiuto di Dorama, per darli all'esercito e usarli in combattimento, ma Sora torna a Imperium con Lloyd e Arin e li disattiva. Successivamente, la dottoressa LaRow recupera uno dei nuclei del drago per Beatrix, ma capisce che l'arma voluta dall'imperatrice è pericolosa, per cui si schiera contro di lei. È doppiata in originale da Ashleigh Ball e in italiano da Tiziana Avarista.

#### Jordana
Jordana è una imperiana, nonché vecchia compagna di classe a scuola di Sora (al tempo Ana). Nonostante sia sempre stata una ragazza studiosa e intelligente, si è vista sempre superata da Ana e questo l'ha portata a provare una forte invidia nei suoi confronti. A seguito della fuga di Ana dal laboratorio dei sistemi avanzati, che l'ha portata a cambiare nome in Sora, Jordana ha ottenuto un posto accanto alla dottoressa LaRow. Anni dopo, quando Sora torna a Imperium con Lloyd e Arin, Jordana si accorge che la sua rivale scolastica non si ricorda nemmeno di lei e decide di attaccarla per difendere Imperium, ma viene sconfitta. Successivamente, riesce a prelevare l'energia dal drago sorgente dell’energia imprigionato sotto Imperium, in modo da sostituire il terzo nucleo con cui Beatrix costruisce la sua arma letale. A seguito della sconfitta dell'imperatrice, Jordana viene contattata da Ras, il quale è lusingato dal lavoro svolto con l'energia di un drago sorgente e la invita a seguirlo per lavorare con lui. Jordana diventa quindi una sottoposta di Ras insieme a Cinder e impara le arti magiche oscure con cui apre il portale durante la luna di sangue da cui fuggono Nokt e lo spirito di Rox che si impossessa del suo corpo, fino alla fine del torneo delle sorgenti, quando Rox ritorna nel suo corpo. È doppiata in originale da Diana Kaarina e in italiano da Giorgia Locuratolo.

#### Percival Tartigrade
Percival Tartigrade è un giovane residente di Imperium. Inizialmente fa parte della squadra di protezione degli adolescenti con altri suoi tre coetanei: insieme svolgono delle azioni utili alla città in favore di Beatrix. Conosce Arin quando quest'ultimo s'infiltra a Imperium per aiutare Sora a disattivare i Photac, ma si accorge ben presto di come sia solo un travestimento e che insieme a lui c'è Riyu. Percival allora cattura il draghetto e lo porta da Beatrix e Ras, con l'ambizione di entrare un giorno negli artigli di Imperium. In seguito, dopo che Riyu viene liberato dai ninja, che fuggono dopo aver creato scompiglio, Percival e i suoi amici, insospettiti dal carattere di Beatrix, cominciano a indagare e scoprono la malvagità della loro imperatrice. Quando i ninja tornano, Percival ammette che il suo gruppo ha cambiato nome in squadra di resistenza di Imperium, e li aiuta a sconfiggere Beatrix. È doppiato in originale da Aidan Drummond e in italiano da Ezzedine Ben Nekissa.

#### Altri imperiani
Tra gli altri abitanti di Imperium ci sono: i ragazzi amici di Percival che fanno parte della squadra di resistenza degli adolescenti, in origine squadra di protezione di Imperium; Mr. Koenig, professore di scienze che ha insegnato a Sora (all'epoca Ana) e Jordana nella scuola di Imperium; le guardie imperiane robot, tra cui Melvin, incaricato di proteggere la stazione di sicurezza.

### Terra delle cose perdute
La terra delle cose perdute è una frazione del regno di Imperium, nel quale finiscono tutte gli oggetti, gli animali e le persone perse, lasciate sole o dimenticate. Dopo la fusione, Cole si risveglia lì e conosce Geo e gli altri trovatori, con cui fa amicizia e ci vive per anni, prima di ricongiungersi con i ninja.

#### Bonzle
Bonzle è un'amica di Cole, facente parte del gruppo dei trovatori. In originale era semplicemente un incantesimo, creato dalla maga Gandalaria a Mysterium per aprire un portale attraverso il quale Egalt e Rontu avrebbero spedito i cinque proibiti per bandirli nello spazio Nether. Compiuto il suo dovere, Bonzle vagò tra i regni senza avere scopi, finché non raggiunse Ninjago e conobbe Wu che la incitò a trovare una forma tutta sua che la rappresentasse; Bonzle si trasformò così in una scheletrina e ringraziò Wu. Dopo la fusione, finisce nella terra delle cose perdute, dove conosce Cole, Geo, Fritz e Spitz. È costretta a raccontare la sua storia ai ninja quando Ras cerca di rapirla per usarla di nuovo come incantesimo per riportare indietro i cinque proibiti. Bonzle viene successivamente catturata e finisce nello spazio Nether con Kai, dopo la resurrezione di Nokt, ma riesce a tornare nel mondo normale col ninja del fuoco alla fine del torneo delle sorgenti. È doppiata in originale da Michelle Creber e in italiano da Beatrice Margiotti.

#### Fritz e Spitz
Fritz e Spitz sono due bambini amici di Cole che fanno parte del gruppo dei trovatori, in quanto dispersi dopo la fusione nella terra delle cose perdute. Dopo che Ras tenta di rapire Bonzle, i due, insieme a Cole e gli altri trovatori, fuggono attraverso uno dei portali che collega i monasteri e finiscono in quello di Spinjitzu, dove conoscono Zane, e restano a vivere lì. Il territorio di origini di Fritz è il Non-Regno e lui infatti è un mutante modello uccello marrone, mentre Spitz proviene da Ninjago ed è una serpentina di tipo Hypnobrai. In originale, sono doppiato rispettivamente da Vincent Tong e Sabrina Pitre; in italiano, sono doppiati rispettivamente da Orazio Venuti e Andrea Lopez.

## Regno delle terre selvagge

### Tigri antropomorfe
Le tigri antropomorfe sono una tribù delle terre selvagge con il pelo marrone e le striature rosa. In antichità questa tribù venne soggiogata e quasi del tutto sterminata dai cinque proibiti. Uno dei pochi a rimanere in vita fu Zarkar, un antico maestri degli elementi e antenato di Ras.

#### Ras
Lord Ras è un uomo tigre antropomorfo nativo delle terre selvagge. In passato, quando era ancora un bambino, era debole e malconcio, ma fu trovato da qualcuno, la cui identità è ancora ignota nella serie, che lui cominciò a chiamare maestro. Divenuto adulto, si recò nel regno di Imperium e chiese a Levo di allearsi affinché potesse usare le sue tecnologie per catturare un drago sorgente; Levo rifiutò, ma Ras trovò fiducia in sua figlia Beatrix, che uccise suo padre e salì sul trono. Negli anni a venire, Ras usa le tecnologie di Imperium per catturare il drago sorgente dell'energia, ma dopo la fusione viene intralciato dai ninja, i quali attaccano Imperium. Ras viene così incolpato da Beatrix per non essere riuscito a fermare i ninja e viene imprigionato.
In seguito, riesce a fuggire e recluta con sé Jordana, in quanto è l'unica persona ad essere riuscita a prosciugare l'energia di un drago sorgente. Aiutato anche dal maestro del fumo Cinder, riesce a conquistare il regno delle nuvole e a insegnare alle sue reclute lo Shatterspin, tecnica antica dei cinque proibiti che intende resuscitare: il piano non va del tutto a buon fine e riesce a portare indietro solo Nokt, che mette sotto i suoi ordini grazie a un impianto di controllo che gli installa dietro la schiena. Eseguendo sempre gli ordini del suo maestro, partecipa al torneo delle sorgenti, portando come combattenti lo stesso Nokt, Cinder, Frak e Jay, quest'ultimo privo di memoria. Dopo lo scontro finale, Ras viene steso da Nokt, liberatosi dall'impianto di controllo, ma viene salvato da Arin, con cui sparisce attraversando un portale. È doppiato in originale da e in italiano da Brian Drummond e in italiano da Gianluca Tusco.

### Magmarocce
Le magmarocce, chiamate lavatides in lingua originale, sono delle creature parlanti delle terre selvagge. Sono delle sfere di roccia infuocata con piccoli occhi e una bocca larga. Proteggevano il nucleo del drago rosa, che in passato gli venne affidato dal Primo Maestro di Spinjitzu; questo nucleo viene richiesto da Kai e Wyldfyre, ma le magmarocce si rifiutano di consegnarglielo per via dei trascorsi con Wyldfyre, che ha fatto loro degli scherzi di pessimo gusto e ha imbrattato la statua del loro grande antenato Magma-Todd il saggio (Lava-Todd the wise in originale). Dopo che Wyldfyre si scusa e ripulisce tutto, le magmarocce affermano di non voler consegnare lo stesso il nucleo, in quanto hanno usato ciò come scusa per farsi ripulire il villaggio, ma l'artefatto viene comunque preso da Dorama.

### Abitanti di Chima
Chima è il luogo di ambientazione della serie omonima, nonché una frazione del regno delle terre selvagge. Molti abitanti di questo luogo, come quello di tutto il resto del regno, sono degli animali antropomorfi tra cui orsi, gorilla, leoni, coccodrilli e tanti altri, come è possibile vedere nella serie originale. Tra i personaggi della serie di Chima apparsi in Ninjago ci sono Laval e Cragger, che si intravedono in una scena dell'episodio 10 della quinta stagione di LEGO Ninjago; invece, nell'episodio 26 dell'undicesima stagione, mentre Wu e P.I.X.A.L. tentando di aprire un portale del Non-Regno, ne aprono uno per le terre selvagge, da cui escono dei castori di Chima.

## Miscellanea

### Nindroidi

#### Cryptor
Cryptor era un nindroide malvagio che, inizialmente, faceva parte dei nindroidi moderni creati da Cyrus Borg e, in seguito, è diventato cattivo a causa dell'influenza dell'Overlodd digitale. Progettato da P.I.X.A.L., Cryptor viene presentato nella serie come il generale di tutti i nindroidi malvagi facenti parte dell'esercito dell'Overlord. Lui e gli altri nindroidi combattono contro i ninja per evitare che questi spengano la fonte dell'Overlord digitale. In seguito, grazie al successo dei ninja, Cryptor e gli altri nindroidi si recano nello spazio per rivendicare le armi d'oro, consentendo all'Overlord di avere una nuova fonte e di farlo rinascere come Maestro d'Oro. Durante la battaglia finale tra i ninja e Overlord "Maestro d'Oro", Cryptor rimane congelato da Zane quando quest'ultimo si sacrifica per vincere. In seguito, Cryptor, dopo la distruzione del suo corpo, torna nel giorno di chi non c'è più sotto forma di fantasma, prendendo possesso di una statua che lo ritraeva: combatte poi contro Zane, ma perde la sfida e torna nel regno dei defunti. È doppiato in originale da Richard Newman.

#### Mr. E
Mr. E, chiamato anche Signor E in italiano, era un nindroide che faceva parte della gang I Figli di Garmadon di Ninjago City. Sotto il comando di Harumi, faceva parte dei tre principali membri della gang insieme a Killow e Ultra Violet. Viene incaricato di rubare la maschera dell'inganno dalla torre Borg, completando la missione con pieno successo. In seguito, accompagna Zane, non sapendo della reale identità di quest'ultimo, nel covo dei Figli di Garmadon. Successivamente, quando Zane viene smascherato, Mr. E lo affronta in procinto di un dirupo e vince il duello, danneggiando l'avversario. Dopo il ritorno di Garmadon, gli viene incaricato di trovare i ninja, spariti dopo l'attacco del colosso di pietra a Ninjago City. Nonostante riesca a trovarli se li lascia sfuggire e, per questo motivo, viene punito e distrutto da Garmadon. Nonostante enon parli, le sue onde sonore robotiche sono doppiate da Brent Miller.

#### Mr. F
Mr. F è la versione aggiornata di Mr. E, a cui è quasi totalmente uguale di aspetto. Si unisce al consiglio del re Crystal fuori scena e aiuta Harumi nella missione di riportare l'Overlord a Ninjago. Appare per la prima volta quando Lloyd s'infiltra sotto copertura nel consiglio, ed è proprio lui a stendere il ninja verde. Allo spettatore, non viene rivelato se lui sia stato ricreato da zero, o dai pezzi rimasti di Mr. E, ma svolge comunque incarichi simili a quelli del suo predecessore, sfruttando le sue qualità di nindroide. Intercetta la posizione dei ninja quando questi si nascondono nel magazzino dei ragazzi dei giornali per difendersi dall'Overlord. Si scontra con Zane e, nel duello, rimane schiacciato da un gigante cartellone pubblicitario.

### Djinn

#### Khanjikhan
Khanjikhan è il padre di Nadakhan e il djinn sovrano di Djinjago prima della sua distruzione.
In passato, sposò una donna mai mostrata nella serie e divenne il re djinn, ricevendo il potere di avere desideri infiniti come risultato della loro unione ed ereditando la lama djinn come cimelio della famiglia reale. In seguito, ebbe un figlio, Nadakhan, che rinnegò quando decise di lasciare Djinjago per esplorare Ninjago e divenire un pirata. Al ritorno di suo figlio a Djinjago, Khanjikjan lo avvisò della distruzione del suo regno, a causa della distruzione del regno maledetto direttamente collegato al suo: pertanto, consegna la lama djinn a suo figlio, affidandogli il compito di vendicarsi contro i ninja, responsabili di tale fenomeno. È doppiato in originale da Micheal Antonakos.

#### Arrakore
Prima della distruzione di Djinjago, dovuta a quella del regno maledetto, Arrakore si trovava in un altro regno per una lunga ricerca. Al suo ritorno, scoprì le rovine di Djinjago e fu in grado di recuperare un singolo granello di sabbia dal suo regno, conservandolo in una collana a forma di bottiglia. Dopo la fusione, essendo l'unico djinn rimasto, si rifugiò in una grotta. Consapevole di non poter più usare la sua magia e che non c'era nulla che potesse fare per ripristinare la sua patria, perse ogni speranza e divenne pessimista. Tempo dopo, Nya e Sora, alla ricerca di uno dei tre nuclei del drago, entrano nella sua grotta e fanno amicizia con lui, presentandogli i loro draghi: tra questi, Arrakore riconosce Zanth, anch'essa proveniente dal regno di Djinjago. Dopo aver aiutato Nya e Sora a sbarazzarsi di una maledizione, si rende conto che la speranza era ciò di cui aveva più bisogno e aiuta le due esprimendo un loro desiderio, permettendo al granello di sabbia di diventare più grosso, ridandogli speranza per la creazione di una nuova Djinjago. È doppiato in originale da Mark Hildreth e in italiano da Alessio Cigliano.

### Altri personaggi

#### Kozu
Il generale Kozu era il capo dell'esercito di pietra dell'Overlord, avendo agito come comandante militare supremo ogni volta che il suo padrone era impegnato altrove. Kozu combatté nella guerra contro il Primo Maestro Spinjitzu e la battaglia si concluse con la reclusione dell'esercito di pietra sottoterra, incluso Kozu stesso. Innumerevoli anni dopo, Kozu e il suo esercito riprendono vita, risvegliati dal veleno del Great Devourer. Kozu si riunisce con l'Overlord e presta servizio sotto Lord Garmadon. In seguito, combatte contro i ninja sull'isola delle tenebre e in seguito a Ninjago City. Lì, Dareth, indossando l'elmo che consente di controllare l'esercito di pietra, ottiene il controllo sui guerrieri di pietra, costringendo Kozu a rivoltarsi contro l'Overlord. Kozu viene poi distrutto nell'esplosione dovuta alla sconfitta dell'Overlord. Nel giorno di chi non c'è più, torna come fantasma dal regno dei defunti e s'impossessa di una statua identica a lui: cercando vendetta, attacca Dareth che, tuttavia, usando l'elmo, riesce a sbarazzarsi di Kozu, il cui spirito viene rimandato nel regno dei defunti. È doppiato in originale da Paul Dobson e in italiano da Alberto Angrisano.

#### Timothy Batterson
Timothy Batterson, chiamato dalle persone "Twitchy Tim", è il proprietario di una stazione di benzina presente nel mare di sabbia. Sopravvissuto nove volte all’attacco di un fulmine, è un uomo bipolare a causa degli effetti elettrici subiti: questo comportamento lo porta spesso a cambiare atteggiamento nei confronti delle persone che gli stanno intorno in maniera molto frequente. In passato si è inoltrato spesso nel turbine delle tempeste, uscendone sempre illeso e riuscendo sempre a fuggire da quel posto. Quando Misako e Wu si disperdono nell'isola sconosciuta del turbine delle tempeste, i ninja chiedono il suo aiuto, data la sua esperienza, ma giunto sull'isola, spaventato, si rifugia in una grotta e abbandona i ninja. Poco dopo, quando i ninja scoprono che Ronin ingannava gli abitanti dell'isola, Timothy riesce a prendere coraggio e ferma il criminale dalla fuga. Quasi un anno dopo, fa nascondere i ninja, in quel momento ricercati da Houndogg McBrag, nella sua stazione di benzina, ma li tradisce involontariamente a causa del suo bipolarismo. È doppiato in originale da Brian Drummond.

#### Sally
Salto è una ragazza con i capelli rosa e gli occhiali che vive nel deserto, chiamato Mare di sabbia, assieme ai suoi genitori. È un aspirante cantante ma, a causa dei suoi genitori, che la reputano troppo piccola per cominciare una carriera del genere, scappa via di casa con una macchina e si dirige verso Ninjago City cercando il successo. Durante il tragitto, s'imbatte in Kai, Zane e Dareth, fuggitivi dalla polizia e Hounddog McBrag. Convita che la polizia la stia seguendo per una denuncia da parte dei suoi genitori verso di lei, riesce a non far catturare i ninja, che le rivelano la verità poco più tardi. Grazie poi ai un discorso di Zane, Sally si convince a tornare a casa e a rinviare di qualche anno la sua carriera da cantante, ringraziando i ninja per il loro aiuto. È doppiata in originale da Ashleigh Ball.

#### Gandalaria
Gandalaria è una maga che proviene dal regno di Mysterium, nonché creatrice dell'incantesimo che ha poi dati origine a Bonzle, che servì in passato per rinchiudere i cinque proibiti nello spazio Nether. Eccentrica, bizzarra e ambigua, viene cercata è trovata da Cole e Zane, i quali le riportano indietro Bonzle dopo tanti anni. Gandalaria aiuta i due ninja a fermare Ras e a mettere al sicuro Bonzle, presa di mira per essere usata come chiave per liberare i cinque proibiti. Porta Zane e Cole in un magazzino magico nel regno delle Terre Selvagge, dove tuttavia, a causa delle sue magie strampalate, Bonzle finisce vittima di Jordana e viene catturata. Gandalaria aiuta poi Cole a fermare la caduta del regno delle nuvole, mentre i ninja combattono contro Ras. È doppiata in originale da Tabitha St. Germain e in italiano da Cinzia De Carolis.

#### Roby
Roby è il maestro dei giochi del torneo delle sorgenti che si svolge nella città dei templi. È il nipote di Bleckt e il fidanzato di Wyldfyre. Conosce i ninja quando questi cercano di entrare illegalmente nella città dei templi per partecipare al suo torneo. Nonostante i ninja non avessero ricevuto alcun invito, Roby decide di farli partecipare ai giochi, convinto che così il torneo possa essere più interessante e divertente. È lui ad annunciare sempre le sfide e gli sfidanti, ed è sempre lui che possiede la coppa degli elementi, con cui trasferisce l'elemento del perdente al vincitore. Durante il torneo delle sorgenti, ricambia i sentimenti di Wyldfyre e si fidanza con lei, mentre poi la aiuta a sconfiggere, insieme agli altri ninja, Nokt e Rox, i quali scappano. Alla fine del torneo, fa recludere suo zio Bleckt, in quanto ha manipolato il torneo per favorire la squadra di Ras. È doppiato in originale da Ryan Beil e in italiano da Federico Viola.

#### Bleckt
Bleckt è lo zio di Roby, nonché ministro dei registri del torneo delle sorgenti. Si occupa quindi di gestire le questioni burocratiche del torneo. Respinge i ninja quando questi gli chiedono di partecipare al torneo, ma nonostante la sua avversione è costretto ad accettarli a causa del volere di suo nipote Roby. Infatti, prima del torneo, stipula un accordo con Ras, per fargli vincere i giochi ed evitare che i ninja giocassero e lo intralciassero. Nonostante riesca a tenere ben nascosti questi fatti e cerchi di manipolare le sfide per far vincere la squadra di Ras, viene scoperto da Wyldfyre, la quale riesce a leggere il suo registro con l'aiuto di Zur. Bleckt viene poi incarcerato da Roby. È doppiato in originale da Vincent Tong e in italiano da Ambrogio Colombo.

#### Personaggi minori
- Il Minidroide era un membro dell'esercito nindroide creato nelle Industrie Borg. Fu indirettamente creato più basso degli altri nindroidi a causa della mancanza di metallo, il che portò il generale Cryptor a dargli il soprannome "Minidroide". È pertanto molto irascibile e sensibile riguardo alle sue dimensioni, il che contribuisce alla sua indole feroce in battaglia.
- Mambo V era un antico Hypnobrai e il re del serpentine durante la prima era di Ninjago. Aveva stipulato un accordo col Primo Maestro di Spinjitzu, secondo il quale gli umani non sarebbero dovuti entrare nella terra delle serpentine e viceversa. Quando Wu infranse questa regola, Mambo V lo fece rinchiudere, ma il piccolo Wu fu liberato da Aspheera. Quest'ultima, dopo aver imparato lo Spinjitzu, detronizzò Mambo V e prese il suo posto. Mambo tornò poi sul trono grazie a Wu e Garmadon che sconfissero Aspheera, che fece successivamente rinchiudere in una piramide.
- Mr. Fussly Fussly è il gatto di colore bianco del sindaco Ulysses Norville Trustable. Ha un carattere molto protettivo nei confronti del suo padrone, che lo tiene sempre con sé nel suo ufficio. Molto spesso finisce per graffiare le persone che vengono in quell'ufficio, specialmente lo stagista Dwayne.
- I genitori di Sally sono due persone di mezza età che abitano nel deserto del mare di sabbia. Si preoccupano per la loro figlia al tal punto da impedirgli di diventare cantante, in quanto per loro è troppo giovane. Nonostante ciò, dopo che Sally, fuggita di casa, torna a casa, dimostrano di volergli bene e di essere orgogliosi della carriera della loro figlia.
- Il Caregiver bot è un robot di assistenza dentro al quale è stata inserita Wyldfyre e spedita nelle Terre Selvagge dall'universo. Assiste Wyldfyre per tutta l'infanzia e l'adolescenza, invitandola a riconoscere il pericolo e imparare a parlare. Si separa da lei quando quest'ultima si reca nel regno di Imperium per salvare Heatwave.
- Dale è un coltivatore di alghe che lavora su un'isola artificiale del mare infinito. In un certo momento, la sua isola viene soggiogata da alcuni merlopiani, controllati mentalmente da un mostruoso granchio gigante. All'arrivo di Lloyd e Arin, Dale si fa coraggio e insieme ai de ninja e ai suoi amici, riesce a ritornare sull'isola, con la conseguente sconfitta del granchio gigante.